# ヴァールブルク

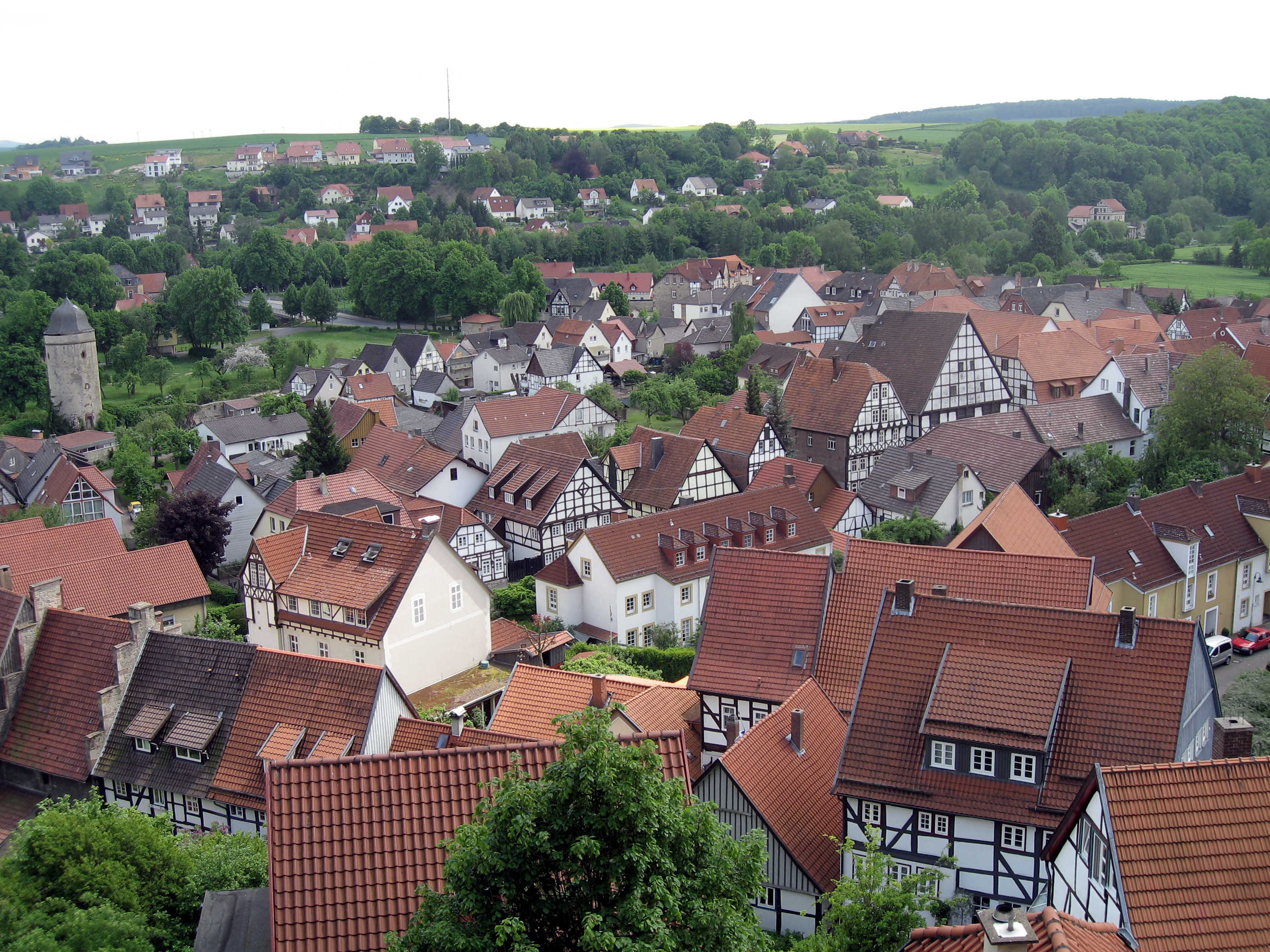
ヴァールブルク＝アルトシュタットの景観

ヴァールブルク (ドイツ語: Warburg, ドイツ語発音: [ˈvaː̯ɐbʊrk] ( 音声ファイル), 低地ドイツ語: Warb(e)rich, ラテン語: Warburgum または Varburgum) は、ドイツ連邦共和国ノルトライン＝ヴェストファーレン州東部デトモルト行政管区のヘクスター郡に属す都市である。この街は中級中心都市であり、人口約 23,000人を擁するヴァールブルガー沃野最大の都市である。ヴァールブルクは1010年頃に初めて文献上の記録がなされている。まとまった集落として本市が初めて記録されているのは 1036年である。ヴァールブルクは中世にはヴェストファーレンのハンザ同盟に加盟していた。1815年から1974年まではヴァールブルク郡の郡庁所在地であった。2012年3月19日以後ヴァールブルクは「Hansestadt」（ハンザ都市）を公的な添え名として用いている。都市の景観は、歴史的建造物、石造あるいは木組みの家屋と山の尾根に位置するその立地により特徴づけられる。ヴァールブルクは現在も市壁や塔の大部分が遺されていることから「ヴェストファーレンのローテンブルク」と称される。

## 地理

### 位置

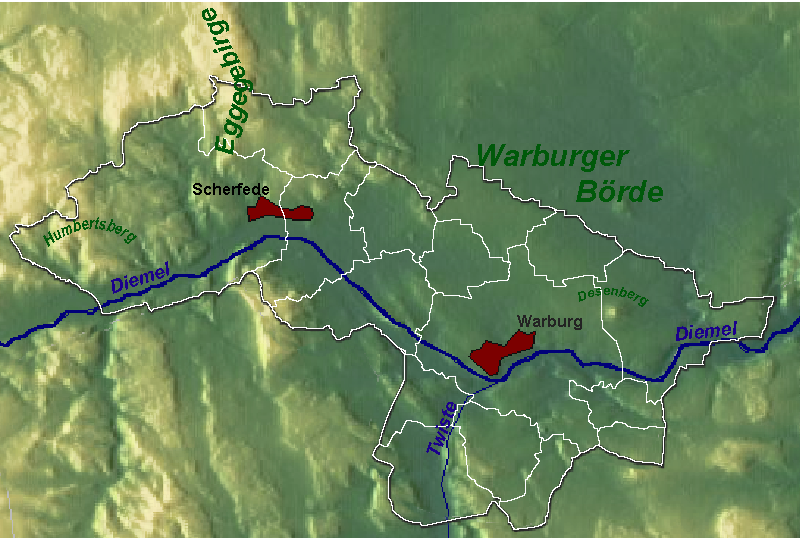
地形図

ヴァールブルクは、ノルトライン＝ヴェストファーレン州東部、ヘクスター郡の南部にあり、オストヴェストファーレン＝リッペの南東地域に含まれる。ノルトライン＝ヴェストファーレン州の東の州境に面しており、ヘッセン州 - ニーダーザクセン州 - ノルトライン＝ヴェストファーレン州の 3州境界から南西約 27 km にあたる。市域の南部はヘッセン州と接している。ヴァールブルクは、自然空間上、ヴァールブルガー沃野の南部に位置している。この沃野は黄土の土壌で木立が少ない肥沃な盆地であり、主に農業に利用されている。市域は、南西がザウアーラントの支脈に、北西がエッゲ山地に接する。北と北東は本来のヴァールブルガー沃野に、南はヴェストヘッセン・ベルクラントに至る。最寄りの上級中心都市はパーダーボルン（北西に州道経由で 27 km、アウトバーン経由で 40 km）、カッセル（南東に州道/アウトバーン経由で 35 km）およびゲッティンゲン（東に州道経由で 76 km、アウトバーン経由で 98 km）である。

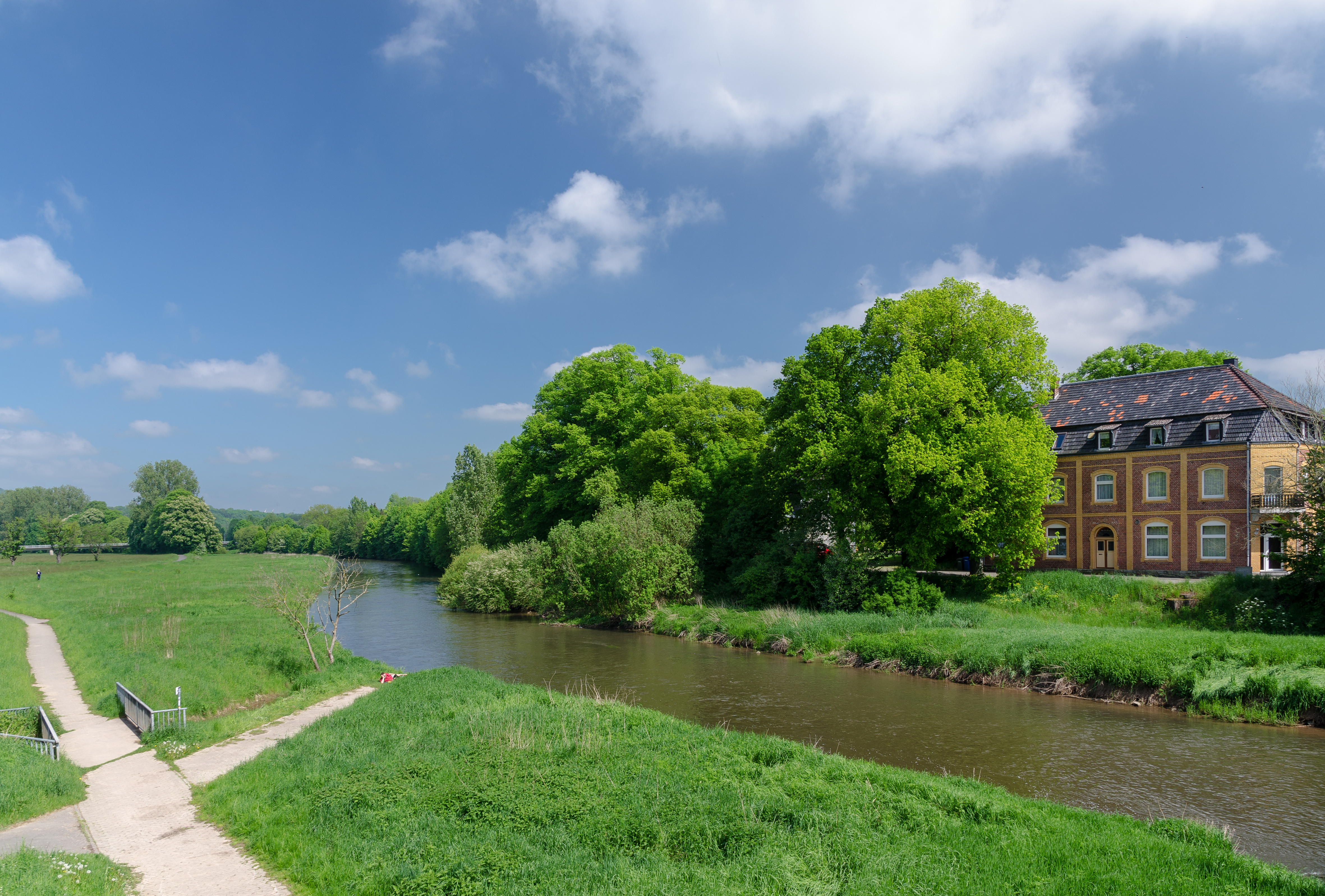
ヴァールブルク近郊を流れるディーメル川

市内を流れる重要な川は、ヘッセン州から流れ来て市の南部を西から東に貫通するディーメル川、中核市区の南側に位置するヴェルダ市区およびヴォルメルン市区を通って市の南部でディーメル川に合流するツヴィステ川である。ツヴィステ川には、ヴェルダ近郊でヘルラー・バッハ川が合流する。ディーメル川は、その後カーレンベルガー・バッハ川を容れる。この他の市内のディーメル川の支流には、エッゲル川がある。この川は、ダーゼブルクからヴァールブルク東部を流れ、南に流れ去る。流路の大部分はヴァールブルガー沃野に属す。川沿いには水力を利用するための水車が数基あり、現在では水力発電に用いられている。水流はヴァールブルクの市区にある池での魚の養殖に利用されている。

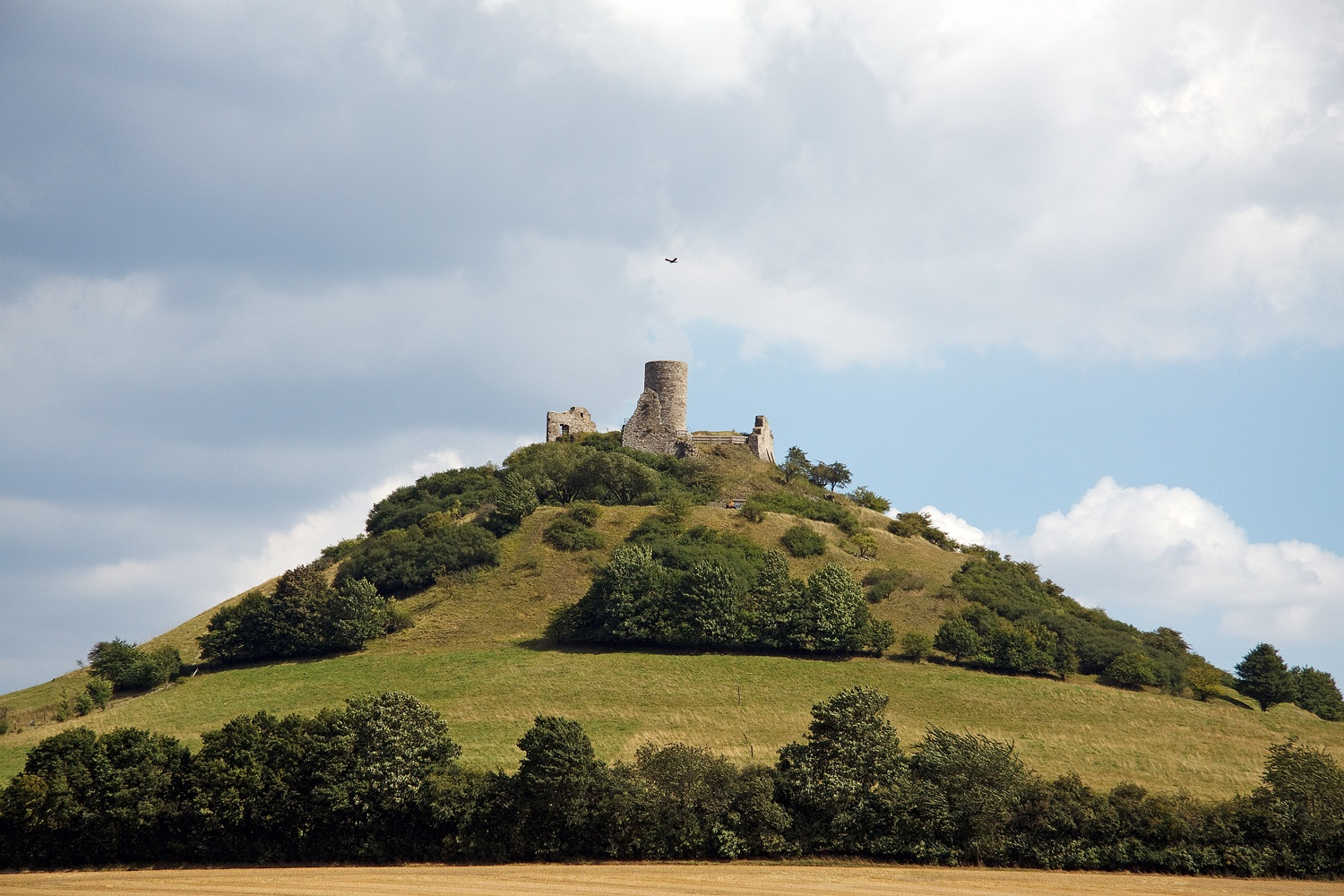
デーゼンベルクとデーゼンベルク城趾

ディーメル川沿いに旧市街と新市街とからなるヴァールブルク市が形成されている。旧市街はディーメル川の谷に、新市街は高台にある。旧市街とディーメル川は海抜約 160 m、新市街は海抜約 220 m にある。
中核市区のやや北東に位置するデーゼンベルクは、比較的平板なヴァールブルガー沃野にあって目立つ山である。この山は、高さ海抜 343.6 m、周囲約 150 m の火山起源の見事に円錐形の山である。山頂にはデーゼンベルク城趾がある。ただしこの山は市内で最も高い山ではなく、シェルフェーデ地区の西、ヴァールブルガー・ヴァルトにある海抜 423.4 m のフンベルツベルクである。また、ヴァールブルク南東のディーメル川の谷にある海抜 148.7 mが市内最低地点である。

### 地質学
北東から南西に向かうにつれ、より古い岩石の層がその地盤を形成している。ブンター統、ムシェルカルク統、コイパー統の地層は、三畳紀の間に積もった堆積岩で形成されている。
南東から北西に、断層線で区切られた数多くの隆起部分や陥没部分がある。ここではより古い層が新しい層によってずり動かされているのである。特に深く刻まれたディーメル川の谷やヴァールブルガー沃野では氷期の脆い岩が硬い地盤を覆っている。氷期はヴァールブルク周辺の形成に関与しなかった。凍結はやや北方で留まったためである。砂や礫の他に風によって運ばれた黄土が土地を肥沃な土壌にしており、この地域の農業上の特徴である高い生産性をもたらした。ヴァールブルガー沃野の主要部分には、他に黒土の名残があるが、その部分は侵食や数百年にわたる農業利用により消耗している。ディーメル川の谷の険しい斜面には、ムシェルカルク統の岩屑で形成されたレンジナ（動植物の死骸を多く含む石灰岩で形成された土壌で、肥沃な性質の土地）があり、牧草地として利用されている。市域の北西部では黄土の厚みが薄く、ところどころに残るだけである。しかし前述のレンジナや塩基に富んだ褐色土といった石灰岩が風化した土壌がある。ボーネンブルクの西に位置するファーレンベルクには、エッゲ山地尾根の白亜紀前期の砂岩が露出している。この地の地盤となっている高い堆積物はその地中で水酸化鉄にさらされている。このため酸性で栄養分に乏しいポドゾルの土壌である。
クリンゲンブルクとホーエンヴェーペルとの間の地盤は、コイパー統の粘土岩、泥灰岩、苦灰岩、砂岩で形成されている。ヘルリングハウゼンからヴェルダを通ってシェルフェーデまでと、その北側は、ムシェルカルク統の海の石灰岩および粘土岩、マールが見られる。この付近には、この他にブンター統、コイパー統あるいはジュラ紀の粘土岩、シルトおよび一部砂岩の小さな鉱脈がある。市域西部のシューレンベルクとフンベルツベルクは、白亜紀後期の海に由来するマールである。ブランケンローデの東およびベンテンベルクには白亜紀後期の砂岩が露出している。砂岩や粘土岩の露出はたとえばレンガの原料などに利用されている。

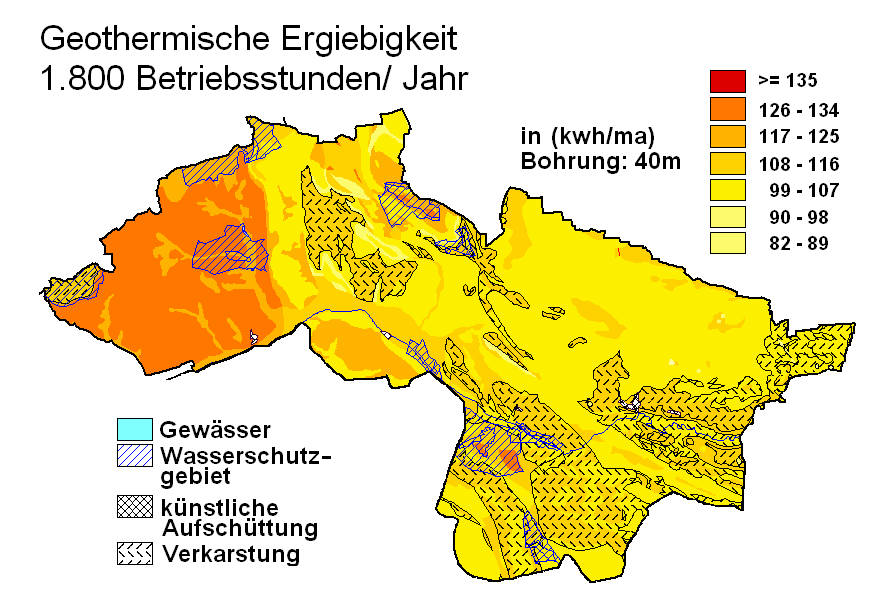
ヴァールブルクの地熱分布図

市内には数多くの消滅した火山がある。これらの火山は約1900万年前にこの山地で頻繁にマグマを噴き出していた。デーゼンベルクとダーゼベルク近郊のデーレンベルクおよび市外ではあるがヒュッセンベルク（アイセン近郊）、タンネンコプフ（リュトゲンエーダー近郊ヴェルテンベルク）、ヴァイスホルツの平らで森に覆われた丸い山頂は、この周辺地域で最も顕著な火山性の隆起である
ヴァールブルクの市域は、地熱ゾンデによる地熱源やヒートポンプによる地熱採取については「良好」で、西部地域は「極めて良好」な状態にある（右図参照）。

### 動植物
ヴァールブルクはヴェストファーレンの降水量の少ない地方に位置しており、中央ヨーロッパの大変珍しいセイヨウオオバコや薬草が数多く生育している。露地では果樹が栽培されている。多くの耕牧地が自然保護区に指定されている。
カルク＝ハルプトロッケンラーゼン（石灰・半乾燥の芝地）は蝶や大変に珍しいマダラガの棲息地として重要で、中央ヨーロッパで類例のない生息地となっている。この群は特にディーメル川周辺に見られる。生息地指令に従って、ラン科植物が豊富で石灰分が乏しい芝地は保護生息地となっている。

### 市域の広がりと土地利用
本市の面積は、168.71 km2 である。市域の南北の幅は 12.4 km、東西の幅は 25.4 km である。
ヴァールブルクの市域、特に沃野部分は、主に農業に利用されている。この他エッゲ山地方面では、比較的広い森林が存在している。ノルトライン＝ヴェストファーレン州の平均農耕地占有率が 48.5 % であるのに対して、ヴァールブルクのそれは 60 % 近い数値を示している。ヴァールブルクでは、29.1 % が森林、6.1 % が住宅地・交通用地で、州の平均宅地占有率 (13.4 %) の約半分であり、本市と同規模都市のそれ (11.8 %) と比べてもかなり低い。土地利用の一覧を以下の表に示す。
| 土地用途別面積 | 農業用地 | 森林   | 宅地、空き地 産業用地 | 交通用地 | 水域  | スポーツ用地 緑地 | その他 |
| -------------- | -------- | ------ | --------------------- | -------- | ----- | ----------------- | ------ |
| 面積 (km2)     | 97.22    | 49.07  | 10.27                 | 9.02     | 1.56  | 0.86              | 0.84   |
| 占有率         | 57.6 %   | 29.1 % | 6.1 %                 | 5.3 %    | 0.9 % | 0.5 %             | 0.5 %  |

### 隣接する市町村
ヴァールブルク市は、北から時計回りに、ヴィレバートエッセン、ボルゲントライヒ（ともにノルトライン＝ヴェストファーレン州ヘクスター郡）、リーベナウ、ブロイナ（ともにヘッセン州カッセル郡）、フォルクマールゼン、ディーメルシュタット（ともにヘッセン州ヴァルデック＝フランケンベルク郡）、マルスベルク（ノルトライン＝ヴェストファーレン州、ホーホザウアーラント郡）、リヒテナウ（ノルトライン＝ヴェストファーレン州、パーダーボルン郡）と境を接する。

### 市の構成
基本条例§3 Absatz 1 によれば、ヴァールブルク市は 7つのベツィルク (Bezirk) と 9つのオルトシャフト (Ortschaft) からなる。これらは、1975年以前は独立した町村であり、本市の市区となったものである。ベツィルクは、人口 1,000人以上の市区である。ベツィルクは、人口に応じて定められた人数の委員で構成されたベツィルク委員会を有している。
| ベツィルク             | ベツィルク        | 市外局番 | 面積 (km2) | 人口（人） | ヴァールブルク市区図         |
| ---------------------- | ----------------- | -------- | ---------- | ---------- | ---------------------------- |
| ボーネンブルク         | Bonenburg         | 05642    | 12.38      | 1,037      | Gliederung der Stadt Warburg |
| ダーゼブルク           | Daseburg          | 05641    | 15.71      | 1,401      | Gliederung der Stadt Warburg |
| ゲルメーテ             | Germete           | 05641    | 4.53       | 1,022      | Gliederung der Stadt Warburg |
| オッセンドルフ         | Ossendorf         | 05642    | 6.49       | 1,333      | Gliederung der Stadt Warburg |
| リムベック             | Rimbeck           | 05642    | 11.00      | 1,587      | Gliederung der Stadt Warburg |
| シェルフェーデ         | Scherfede         | 05642    | 30.59      | 3,046      | Gliederung der Stadt Warburg |
| ヴァールブルク中核市区 | Warburg-Stadtkern | 05641    | 38.89      | 10,536     | Gliederung der Stadt Warburg |
| オルトシャフト         | オルトシャフト    | 市外局番 | 面積 (km2) | 人口（人） | Gliederung der Stadt Warburg |
| カーレンベルク         | Calenberg         | 05641    | 3.87       | 456        | Gliederung der Stadt Warburg |
| ダルハイム             | Dalheim           | 05641    | 3.38       | 88         | Gliederung der Stadt Warburg |
| デッセル               | Dössel            | 05641    | 5.16       | 654        | Gliederung der Stadt Warburg |
| ヘルリングハウゼン     | Herlinghausen     | 05641    | 2.71       | 436        | Gliederung der Stadt Warburg |
| ヘーエンヴェーペル     | Hohenwepel        | 05641    | 7.20       | 671        | Gliederung der Stadt Warburg |
| メンネ                 | Menne             | 05641    | 4.57       | 834        | Gliederung der Stadt Warburg |
| ネルデ                 | Nörde             | 05642    | 6.44       | 732        | Gliederung der Stadt Warburg |
| ヴェルダ               | Welda             | 05641    | 9.22       | 812        | Gliederung der Stadt Warburg |
| ヴォルメルン           | Wormeln           | 05641    | 6.56       | 664        | Gliederung der Stadt Warburg |

### 気候
ヴァールブルクは、海洋性気候と大陸性気候との移行地域に位置しており、前者が優勢である。このため、気温や降水量は年間を通じて比較的バランスがとれている。このため大陸性気候に比べ、夏は幾分涼しく、冬は幾分暖かい。こうした大まかな気候区分に加えて、ローカルな気候は、エッゲ山地とロタール山地の支脈（ザウアーラント）との間という立地に大きく影響されている。両山地では、多くの降水量と低い平均気温が記録されている。これに対してヴァールブルクでは、気候はかなり穏やかで、年間降水量は 700 mm 以下とかなり少ない。この比較的少ない降水量は、エッゲ山地の風下側という立地によって説明される。この南北方向に延びる山地は、主に西から中央ドイツ方向に吹いて風上側のパーダーボルン地方に降雨をもたらす湿った風からヴァールブルクを遮断している。ヴァールブルクは、ノルトライン＝ヴェストファーレン州の他の地域に比べ海から比較的離れており、オストヴェストファーレン北部（ミンデン地方）をしのいでヴェストファーレンで最も降水量の少ない地方に数えられている。市域南部、特にヴェルダアー・ベルクまでのツヴィステ川の谷では、市内の他の地域に比べて降水量が 15 – 20 % 低く、気温は 0.5 - 1 ℃高い。年間平均気温は、高度の影響を受けて約 8 ℃である。これは、さらに東側の護られた地形にあるヘクスター付近のヴェーザー川の谷より低く、西側に位置するエッゲ山地やザウアーラントの高地よりもかなり高い。
| 長期平均気候データ 1961年 - 1990年: ヴァールブルク (225 m) の降水量とバート・ドリーブルク (192 m) の気温の気候 | 長期平均気候データ 1961年 - 1990年: ヴァールブルク (225 m) の降水量とバート・ドリーブルク (192 m) の気温の気候 | 長期平均気候データ 1961年 - 1990年: ヴァールブルク (225 m) の降水量とバート・ドリーブルク (192 m) の気温の気候 | 長期平均気候データ 1961年 - 1990年: ヴァールブルク (225 m) の降水量とバート・ドリーブルク (192 m) の気温の気候 | 長期平均気候データ 1961年 - 1990年: ヴァールブルク (225 m) の降水量とバート・ドリーブルク (192 m) の気温の気候 | 長期平均気候データ 1961年 - 1990年: ヴァールブルク (225 m) の降水量とバート・ドリーブルク (192 m) の気温の気候 | 長期平均気候データ 1961年 - 1990年: ヴァールブルク (225 m) の降水量とバート・ドリーブルク (192 m) の気温の気候 | 長期平均気候データ 1961年 - 1990年: ヴァールブルク (225 m) の降水量とバート・ドリーブルク (192 m) の気温の気候 | 長期平均気候データ 1961年 - 1990年: ヴァールブルク (225 m) の降水量とバート・ドリーブルク (192 m) の気温の気候 | 長期平均気候データ 1961年 - 1990年: ヴァールブルク (225 m) の降水量とバート・ドリーブルク (192 m) の気温の気候 | 長期平均気候データ 1961年 - 1990年: ヴァールブルク (225 m) の降水量とバート・ドリーブルク (192 m) の気温の気候 | 長期平均気候データ 1961年 - 1990年: ヴァールブルク (225 m) の降水量とバート・ドリーブルク (192 m) の気温の気候 | 長期平均気候データ 1961年 - 1990年: ヴァールブルク (225 m) の降水量とバート・ドリーブルク (192 m) の気温の気候 | 長期平均気候データ 1961年 - 1990年: ヴァールブルク (225 m) の降水量とバート・ドリーブルク (192 m) の気温の気候 |
| 月 | 1月 | 2月 | 3月 | 4月 | 5月 | 6月 | 7月 | 8月 | 9月 | 10月 | 11月 | 12月 | 年 |
| --- | --- | --- | --- | --- | --- | --- | --- | --- | --- | --- | --- | --- | --- |
| 日平均気温 °C （°F）                                                                                           | 0.1 (32.2) | 0.6 (33.1) | 3.6 (38.5) | 7.4 (45.3) | 12.0 (53.6) | 15.2 (59.4) | 16.6 (61.9) | 16.2 (61.2) | 13.1 (55.6) | 9.2 (48.6) | 4.5 (40.1) | 1.5 (34.7) | 8.3 (46.9) |
| 降水量 mm （inch）                                                                                             | 51.3 (2.02) | 41.1 (1.618)                                                                                                   | 51.8 (2.039)                                                                                                   | 51.1 (2.012)                                                                                                   | 71.9 (2.831)                                                                                                   | 75.4 (2.969)                                                                                                   | 69.3 (2.728)                                                                                                   | 64.0 (2.52) | 52.0 (2.047)                                                                                                   | 42.9 (1.689)                                                                                                   | 54.7 (2.154)                                                                                                   | 63.4 (2.496)                                                                                                   | 689.1 (27.13)                                                                                                  |
| 出典：ドイツ気象庁                                                                                             | | | | | | | | | | | | | |

## 歴史

### 地名の語源
ヴァールブルク (Warburg) という地名の語源は、Ward（古高ドイツ語: Warta）、すなわち現代の標準ドイツ語では Warte にあたる「見張りをする場所」を意味する語にラテン語の語尾 –berg または –burg がついたものである。ヴァールブルクの新市街は、大きな岩山（海抜 230 m）の上にある。かつては天然の要害であり、周辺を一望できることから見張り台として利用されていた。この街は歴史上、様々な表記がなされている: Wartberg、Wartberc(h)、Wartberg(h)(i)、Wardburg、あるいは Wartborch、Warberghe、Waretberg、Wardberch。また、低地ドイツ語では、この街は Warb(e)rich とも表記される。

### 先史時代・古代
ヴァールブルク市内で、先史時代の遺物が発掘されている。ヴァールブルク近郊で発掘された短刀は、新石器時代のものと同定された。リムベックの遺跡もやはり新石器時代のものである。ヴァールブルク＝リムベックの通路墓には、紀元前4000年頃の巨石文化の痕跡が遺されている。市の北部にあるリュトケフェルト近郊の巨石墓の発掘品は、ヘルネのヴェストファーレン考古学博物館に収蔵されている。
ヴァールブルクに近いダーゼブルクでは、鍛冶仕事の作業場を持つローマ帝国時代の入植地跡が発掘された。110 m × 80 m の広さを持つゲルマン人の入植地がデーゼンベルクの南に設けられていた。ここでは、住居跡の他に青銅の融解炉や鉄鉱石を精錬するための塊鉄炉が発見されている。出土したコインは、2世紀から4世紀頃にヴァールブルク近郊でディーメル川を渡る交易路が成立していたことを示している。

### 中世
この街は、8世紀には事実上ザクセン人貴族の支配地となった。ディーメル川北岸および南岸のザクセンのヘッセンガウは772年にカール大帝のフランク王国に征服され、キリスト教化された。その後この地域は伯領に分割された。現在のブルクベルクにあたるヴァールベルクは伯の所在地となり、都市にその名を与えた。中世、ヴァールブルクにはゴー裁判所（特定の共同体のための裁判所）があり、ヴォルメルン集落にフェーメ裁判所（秘密刑事裁判所）があった。ヴァールブルクとカーレンベルクとの間の低地または「アム・ローテン・グラーベン」耕作地に位置したホルスターブルクは、考古学チームによって2010年に発掘された。この城塞は、モッテに分類されている。シュタウフェン時代に建設され、八角形の形状をしていた。こうした種類の城壁は、それまでたとえばカステル・デル・モンテの隅塔などシュタウフェン家の支配地域だけで知られていた。この壁の素材には石灰岩が使われている。壁の中には水路が発掘されている。この水路はおそらく、暖房システムとして用いられたものである。1358年にヴァールブルクは、シュタットベルゲン（マルスベルク）、ホーフガイスマー、フォルクマールゼン、ヴォルフハーゲンと防衛協定を結んだ。

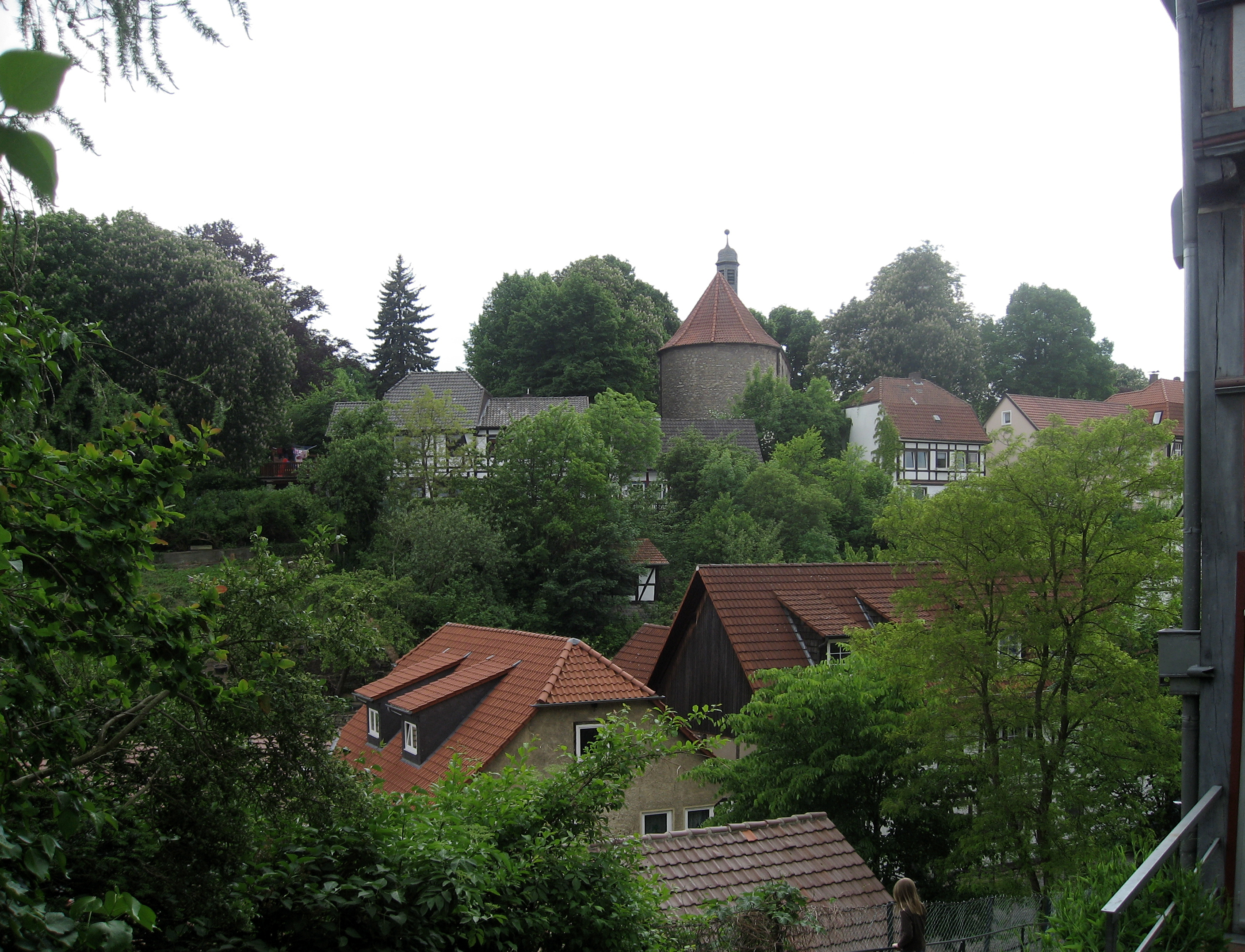
ブルクベルク（かつてのヴァルトベルク）。かつてヴァルトベルクには城塞が建っていたが、現在はエラスムス礼拝堂の下にアンドレアス教会の地下聖堂が遺るのみである。

#### ヴァルトベルクの城
この街は、1010年頃の文献に初めてその名が記されている。パーダーボルン司教マインヴェルクの伝記である Vita Meinwerci の中に、1000年頃、Wartberch の ドーディコ伯がヘッセンガウ、イッターガウ、ネーテガウの大部分を統治したと記されている。この伝記の中には11世紀の城の描写も含まれている。マインヴェルクの記述によると、ドーディコの時代にはすでに印象的な広さがあり、堅牢に防衛されていたことが分かる。城の管理を行うために、3つのオフィス棟が隣接して建っていた。南東が curia inferior（下の宮廷）、北が curia superior（上の宮廷）、東側におそらく後から設けられたのが curia media（中の宮廷）であった。これらの宮廷は市や入植地の経済的発展に大いに重要であった。城の庇護の下、新たな人々が定住したためである。
ヴァルトベルクとその城からはディーメル川の谷の素晴らしい眺望が得られる。このため、ヴァールブルクやパーダーボルンへ向かう商人が渡らなければならなかった渡渉地を監視することができた。ディーメル川の渡渉地は多くの広域通商路の交差点であり、この街の発展に決定的な因子であった。後の市域内には、ディーメル川の渡渉地前にベルナ、ディーメル河畔にモルフーゼン、現在のデッセル市区方面にブスドルフ、現在のメンネ市区方面にパーペンハイムといった集落が形成された。
1802年にプロイセン軍に征服されるまで、ラーベ・フォン・パッペンハイム家またはフォン・カンシュタイン家が城伯を務めた。

#### 伯の権限のパーダーボルンへの移譲
城は、初めはドーディコ伯の所有であったが、1020年にパーダーボルン司教の所有となった。この城の有利な立地と印象的な広さはすでに古い時代からパーダーボルン司教マインヴェルクの注意を惹き、司教はその教区を併呑することを望んだ。ドーディコが愛した後継者は、ある修道女との関係から生まれた非嫡出の息子であった。だが、彼は1018年におそらく乗馬中の事故で落命していた。相続者がないため、その財産や所領はプレカリウムの形で司教に委託された。司教は、存命中は教会の所有物としてこの伯領を保持した。ドーディコは 1020年8月29日に死亡し、全財産はパーダーボルン司教のものとなった。
皇帝ハインリヒ2世は、その翌年に伯領の権限をマインヴェルクに委譲した。マインツ大司教が巡らせた陰謀によってコンラート2世はこの所領をマインヴェルクから剥奪したが、1033年に誠実な支援が認められて返還された。このため、この城は長年にわたりマインツ側からの要求に対する防衛拠点の役割を担った。

#### 市の発展とアルトシュタットの建設
司教マインヴェルクは1036年にヴァールブルクを初めてまとまった村落として扱っている。城の南東に、城と同じ Wartberch という名前の入植地が建設された。この村にはミニステリアーレや Arbeiterfrau が住んでいた。さらに周辺村落の住民たちが城の近くに定住したことでフォアシュタット（城下町）が形成され、城と併せて町の中核部を形成した。台地状のイーケンベルクの市場は、11世紀末頃に古い交易路の両側に商人や職人が並ぶ「イム・ザック」通りの中心点から発展していったものである。
シュタウフェン家による主権の南への移動に伴って、この街周辺のパーダーボルン司教領は、ケルン大司教を最も有力な敵とする地域紛争に巻き込まれた。山の麓の入植地はパーダーボルン司教に対して、人口が増大した入植者たちを引き続き保護し続けること、隣接する領邦に反する政治的立場を護ることを約束させた。こうして南や南東から定期的になされる暴力的行為を防いだ。こうして南東のフォアシュタットや curia inferior（下の宮廷）の下方に、都市領主の設計に基づく規則的な計画都市としてヴァールブルク・アルトシュタット（旧市）が1168年から1187年に建設された。都市伯が新たに建設されるアルトシュタットを指導し、住民、商人、建設労働者を監督した。

#### ノイシュタットの建設
北部の curia superior（上の宮廷）近辺、特にモルフーゼン、ブスドルフ、パーペンハイムといった農村に入植者たちが定住していった。curia superior に周辺地域を含めて、1228年/1229年にベルンハルト4世・フォン・リッペによってヴァールブルク・ノイシュタット（新市）が形成された。ディーメル川周辺地域の政治的立場を進出してくるケルン大司教から護る必要があったためである。アルトシュタットと同様、ノイシュタットも計画都市であったが、長方形の土地ではなく、紡錘形のドライ＝シュトラーセン＝システム（並行する3本の道路を基本骨格とする都市構造）で建設された。
ノイシュタットには、ディーメル川北側の沃野地方やネーテガウの移民や、さらには少し遠いホールフーゼン（現在のマルスベルク＝ニーダーマルスベルク）から商人が移り住んだ。農村のモルフーゼン、ブスドルフ、パーペンハイムはノイシュタットに取り込まれた。
1239年頃にノイシュタットは都市組織として完全に改革され、固有の市庁舎も設けられた。ドーディコ伯が亡くなり、都市伯の役所が廃止された後に独立した市議会は、司教の領主権下におかれていた。議会への参加資格者は主に手工業者や商人の家族から出された。その後市民は都市判事の制度を受け容れ、ドルトムントやマルスベルクの例に倣って完全な市民判事を設けた。司教はノイシュタットを優遇し、アルトシュタットがノイシュタットと同等の権利を得たのは1256年になってからであった。ノイシュタットは1260年に市壁を建設する権利を得た。市壁はノイシュタットとアルトシュタットの間にも造られた。ヴァールブルクアルトシュタットとノイシュタットとは、2つの独立した都市であり、両者は近代まで緊張関係にあった。
ケルン大司教でパーダーボルン司教を兼任したディートリヒ・フォン・メールスはヴァールブルクの重要性について吟味したらしい。彼は1430年9月26日にドミニコ会修道院でパーダーボルン司教領の司教本部議会を開催した。彼は、重要な監視塔周りのヴァールブルクの監視システムを拡充し、ヴァールブルク周辺に国土防衛施設を建設した。ディートリヒとパーダーボルン聖堂参事会の扮装の原因は、おそらくヴァールブルクを優遇したことであった。彼は1436年に司教代理のハインリヒ・ボーデをヴァールブルクに移そうとした。これは、パーダーボルンではなくケルン司教区の司教代理として計画された。この計画はパーダーボルンの聖職者の抵抗により失敗した。パーダーボルン聖堂参事会はこの計画に、教皇庁の制止に反してパーダーボルン司教区をケルン大司教区に編入しようとする動きを察知したのである。

#### 経済発展

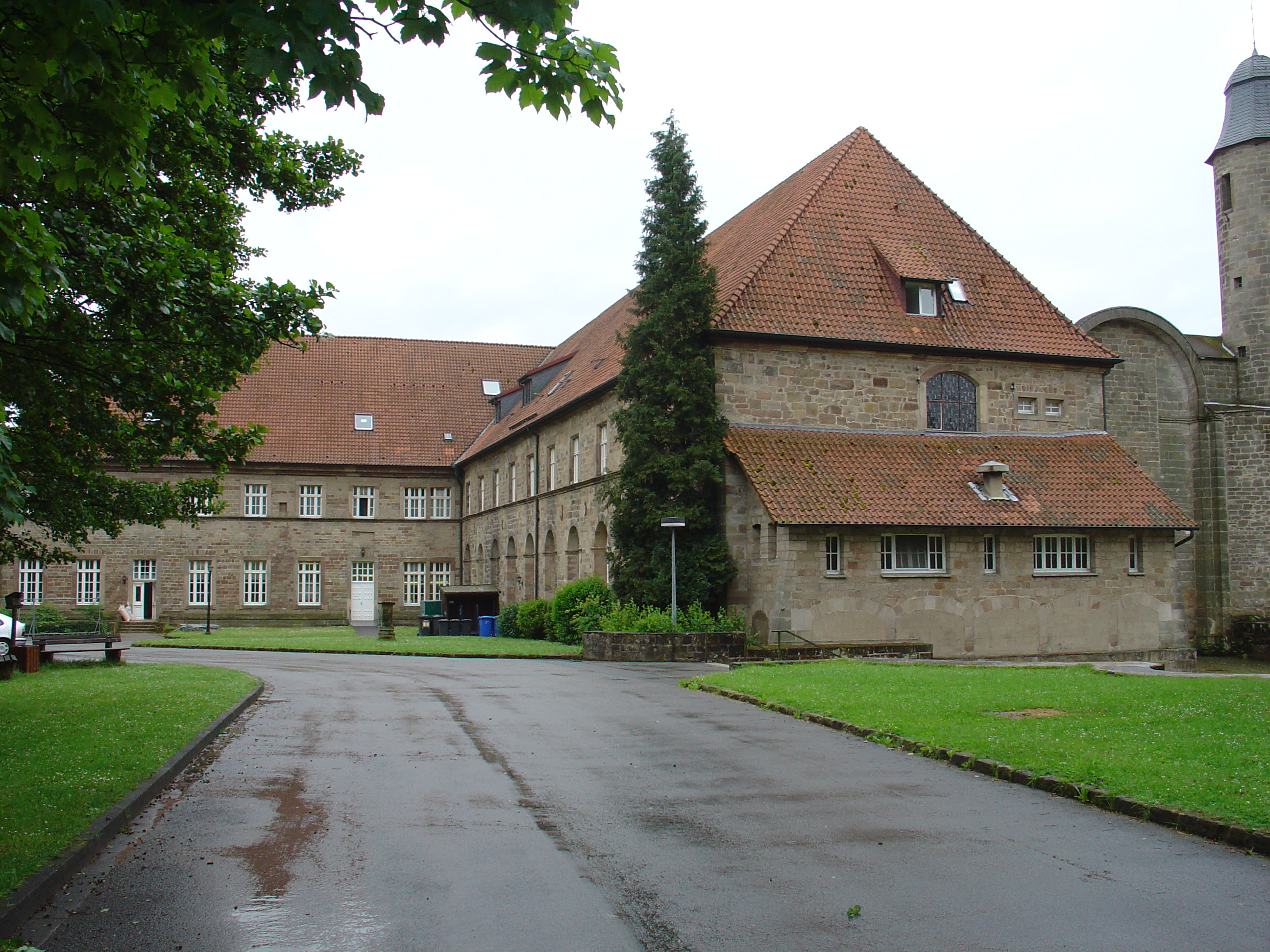
ハルデハウゼン修道院

1155年にパーダーボルン司教ベルンハルト1世によってシトー会のハルデハウゼン修道院が創設されると、これに隣接するヴァールブルクは司教領内で最大の経済力を持つようになった。ハルデハウゼン修道院は1258年からヴァールブルク＝アルトシュタットに修道院施設を運営している。
ヴァールブルクでは、ツンフトに組織されたリンネル織り、皮革加工、羊毛加工の手工業が興り、アントニウス・アイゼンホイトのような全国的に重要な手工芸作家が誕生した。1364年にアルトシュタットおよびノイシュタットの両市はハンザ同盟に加盟し、それに加えて隣接するシトー会修道院の効果もあって経済的発展を享受した。

#### 両市の合併

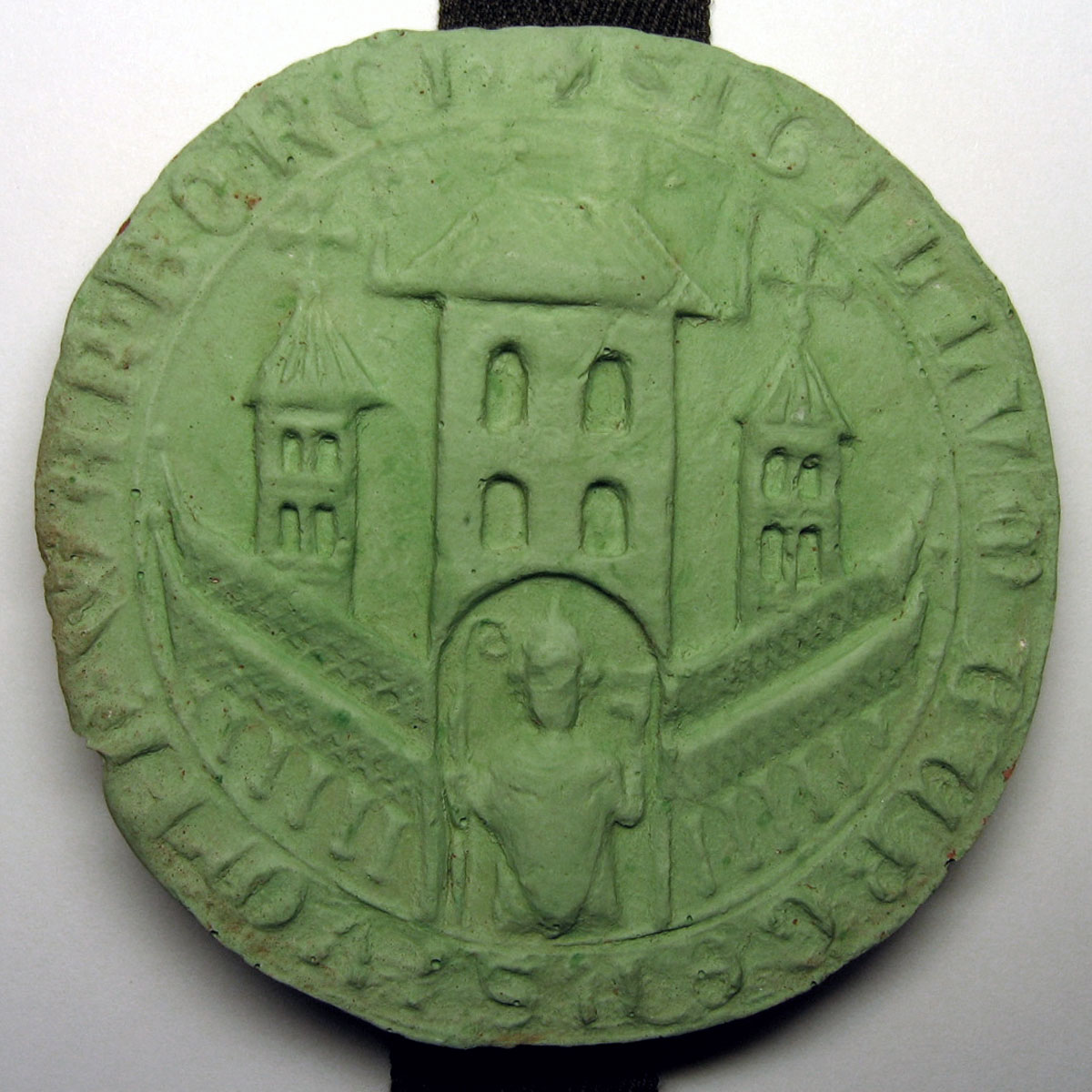
Groter Breff の印章

アルトシュタットとノイシュタットは、1436年に1つの都市に合併した。Groter Breff（直訳すると「偉大なる書面」）では、体制が確定されており、両市の印章が押されている。印章は、二重の市壁をもつ2つの防衛塔、市門の下に司教杖を持ったパーダーボルン司教区が描かれ、周囲に「Sigillium burgensium in wartborch」という文言が書かれている。膨大な法律文書である Groter Breff は、ドイツのハンザ同盟の言語である中低ドイツ語で記述されている。
市議会は、アルトシュタットの市庁舎とノイシュタットの市庁舎で半年ごとに交互に開催された。また 2人の市長がおり、半年ごとに公職に就いた。両市の統合市庁舎（ラートハウス・ツヴィッシェン・デン・シュテッテン）は、合併から132年後の1568年になってから建設された。
Groter Breff では、政治的な取り決めの他、経済活動に係る規則も扱われている。ヴァールブルクの、商人、羊毛織りおよびパン職人のギルトのツンフトマイスターは新たな法律により議会での発言権が与えられた。ヴァールブルクは中世の間、貨幣鋳造権を保持した。貨幣鋳造所はアルトシュタットのマルクト広場沿いにあった。鋳造された貨幣は、1327年頃にヴァールブルク・デナリ、1366年頃に旧ヴァールブルク・プフェニヒおよびより高額のマルクやプフェニヒがある。1622年にヴァールブルク市は、オーバーヴァルト地区（おおむね現在のヘクスター郡にあたるが、コルヴァイ修道院領であったヘクスターの市域を除く）で流通する 4000帝国ターラー相当の銅貨を鋳造することを許された。

### 三十年戦争

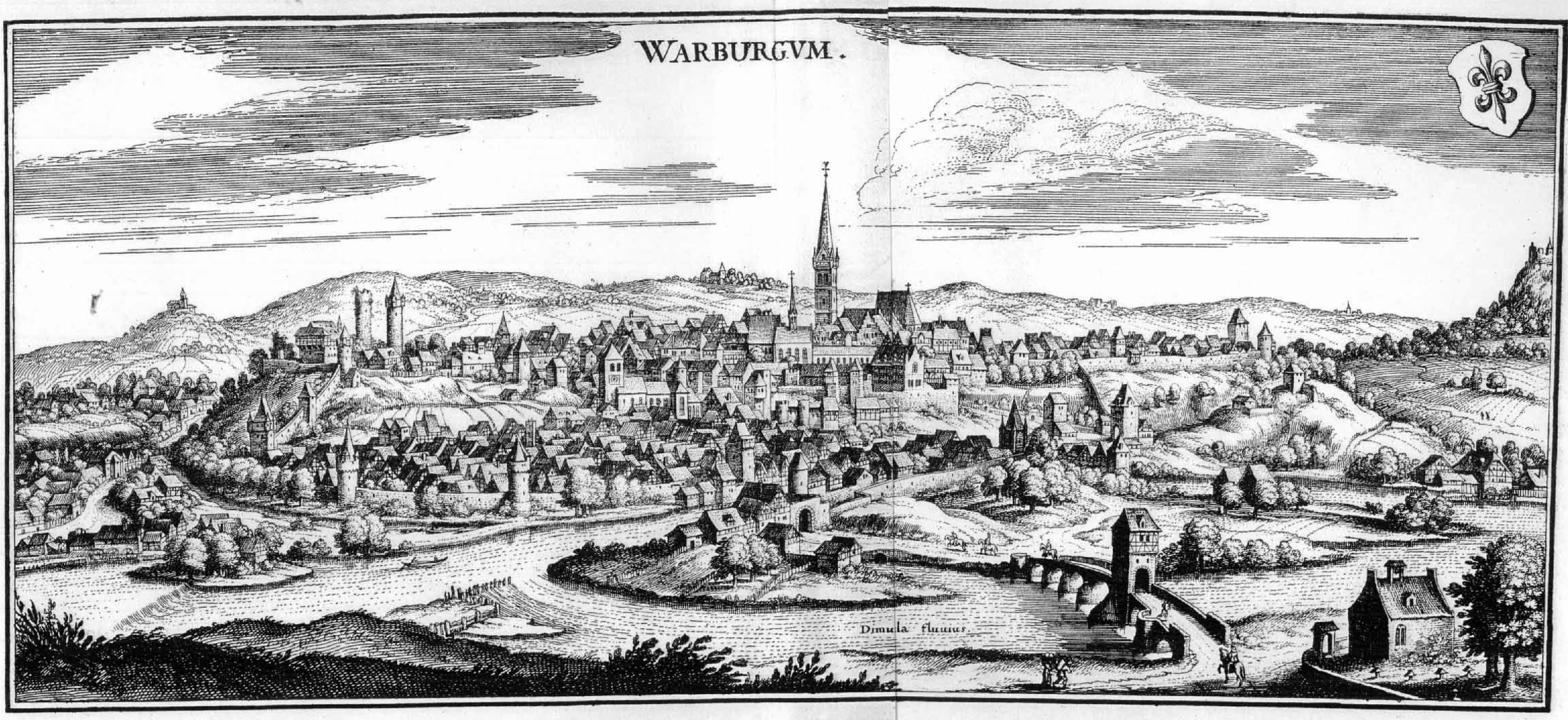
1647年に出版されたマテウス・メーリアンの銅版画に描かれたヴァールブルク

17世紀初頭、ヴァールブルクは裕福なハンザ都市であった。市壁の外に新たな市区としてヒュッフェルト地区が建設された。三十年戦争では、1621年からヒュッフェルトや周辺村落の略奪や破壊が始まった。人口は、1618年以前の約 16,000人から1648年以後には約 2,000人にまで減少した。1622年、ブラウンシュヴァイク公クリスティアン・フォン・ブラウンシュヴァイク＝ヴォルフェンビュッテル（「狂信者クリスティアン」）がヴァールブルクを占領した。ヴァールブルクは破壊を受けたが、1622年頃に再び中世と同等の貨幣鋳造権を与えられた。1628年からは占領者が何度も交替した（ヘッセン軍、皇帝軍、スウェーデン軍）。戦争が終結した1648年、この街は皇帝領となった。ヴァールブルクは手ひどく破壊され、農民都市になっていた。ハンザ同盟の会員資格は失われ、経済的最盛期も過ぎ去った。市長ヨハン・フィッシャー（1695年 – 1697年）は、戦争で生じた多額の負債や軍税の一部を交渉によって減殺することに成功した。負債は最終的に19世紀になってやっと完済された。1628年にハインリヒ・テーネの経済的援助を受けドミニコ会の修道院付属学校から上級の学校が設立された。後のギムナジウム・マリアヌムはこの学校に由来する。

### 18世紀および19世紀
長い戦争の後の経済的衰退からの復興は、極めてゆっくりとしたものであった。1721年にヴァールブルクのブルワリーであるブラウエライ・コールシャインにビール醸造権が与えられた。

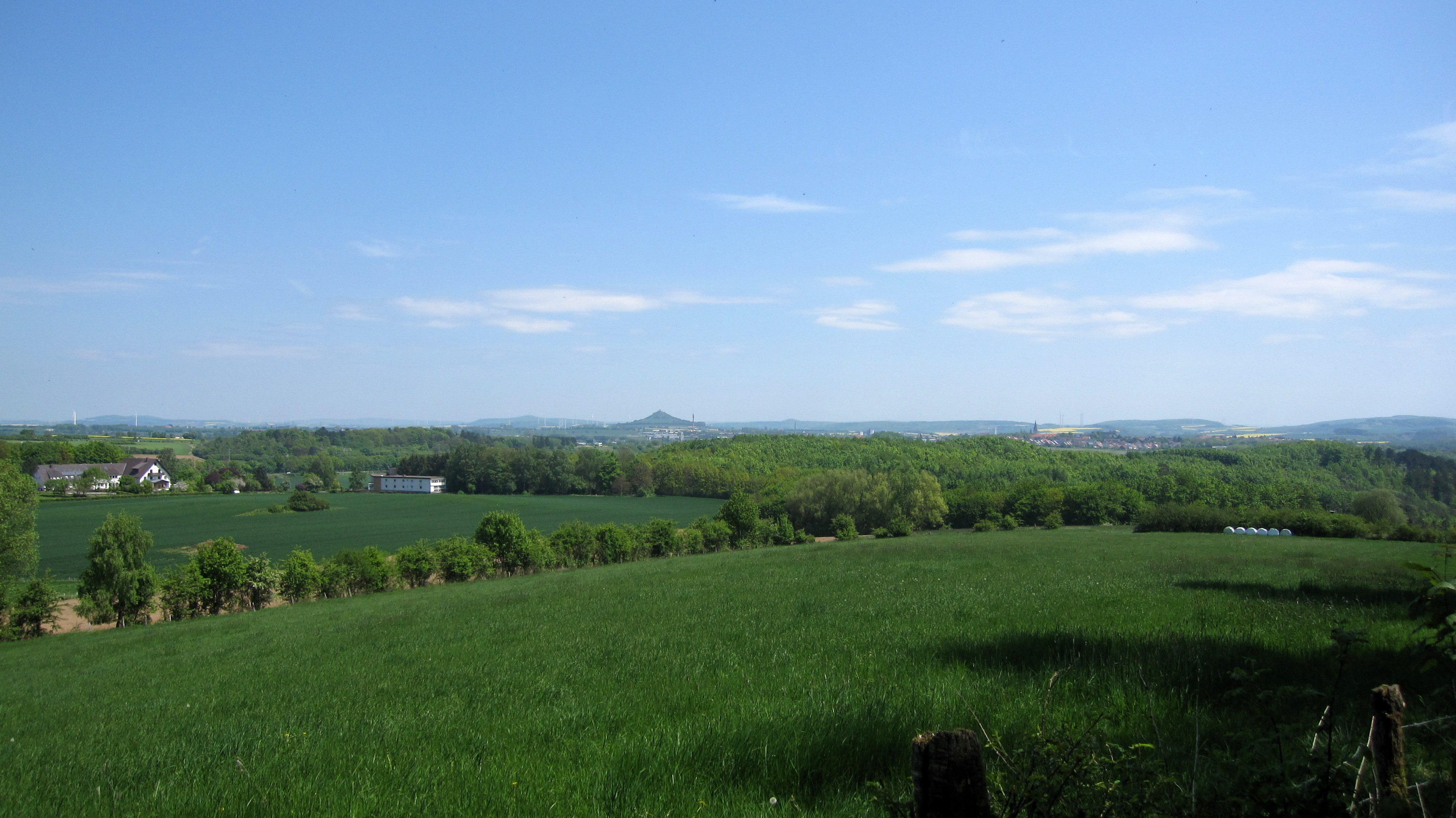
ヴァールブルクの戦いの古戦場

七年戦争の間、1760年7月31日にオッセンドルフおよびヴァールブルクの近郊でヴァールブルクの戦いが行われた。ブラウンシュヴァイク＝リューネブルク選帝侯、ブラウンシュヴァイク＝ヴォルフェンビュッテル侯、ヘッセン＝カッセル方伯およびイギリスの連合軍が、デュ・ムイ伯中将が率いるフランス軍と戦った。連合軍の勝利によって少なくともディーメル線とヴェストファーレンは防衛されたが、ヘッセン＝カッセル方伯はこれを放棄しなければならなかった。
プロイセン軍は1802年8月3日にヴァールブルクに入った。1807年から1813年までこの街はフランス支配下のヴェストファーレン王国に属し、ヴァールブルク小郡の首邑であった。
ヴァールブルクは、ウィーン会議の後 1815年に再びプロイセンに戻った。翌1816年にヴァールブルクは郡庁所在地となり、郡行政の中心を担った。その郡域は現在のヴィレバートエッセン、ボルゲントライヒ、ヴァールブルクとブラーケルの一部であった。1810年にフランス行政府によって一部が閉鎖されていたギムナジウムとドミニコ会修道院は、1824年にプロイセン政府によって完全に廃止された。校舎は、1815年から裁判所兼刑務所として利用された。プロイセンの官僚が流入したことで、ヴァールブルクのプロテスタント人口が増加した。新たに組織されたプロテスタント教会は旧ドミニコ会修道院を手に入れた。修道院の建物内に福音主義の学校が創設された。この学校は、1815年に初め 3クラスの王立プロギムナジウム・ツー・ヴァールブルクとして再開された。1841年に隣接する町村（ヴァールブルク市を除く）を運営するアムト・ヴァールブルク＝ラントがヴァールブルクに設けられた。1865年、ノイシュタットにアウフム・プフールに新しい裁判所が建設され、50人を超える職員が採用された。ヴァールブルガー・クライスブラットは1839年に創刊された。1894年新しい郵便局が建設された。
市民や農村民は戦争により大きな負荷を背負った。農奴は解放され、1822年にプロイセン王国の税制が導入された。1830年頃、貧困や辛苦は北アメリカへの移住の波を引き起こした。
工業化は遅れた。1851年にようやくカッセルへの鉄道路線が完成した。この路線は2年後にパーダーボルンまで延長された。ヴァールブルクは旅客交通および貨物交通の分岐点となり、鉄道は重要な雇用主となった。1890年にアーロルゼンへの鉄道路線が開通した。1863年に建設されたヴァールブルク製紙工場は 1世紀以上にわたって藁ボール紙を製造した。1882年にはヴァールブルクに製糖工場が設立された。これはラーゲよりも古く、オストヴェストファーレンで最も古い現存する製糖工場である。その後、蒸気式製粉工場も造られた。19世紀、ヴァールブルクは穀物、家畜、鉄取引の中心地であった。1892年にヴァールブルクは三十年戦争の負債をやっと完済した。
こうした企業の他に、教育機関や社会資本も拡充された。高等教育のための女学校（後のヒュッフェルトギムナジウム）の計画は1856年に開始された。この学校はノートルダム教育修道女会によって運営された。農民や家政婦の基礎教育・継続教育のためのヴァールブルク農業学校は1885年に設立され、1974年まで存続していた。農業における労働プロセスの変化や後の機械化により職場の数は減少した。勤労年齢の人々は、1960年代になるまで人口密集地域に移住した。
20世紀に移行する頃、経済的回復がなされた。多くの家屋が新築あるいは改築された。ヴァールブルク周辺に建設会社や建築資材業者（採石、レンガ製造、漆喰工場）ができ、そのうちのいくつかは全国的な重要性を獲得した。

### 第一次世界大戦とヴァイマル共和政
第一次世界大戦では、ヴァールブルク出身の数百人の兵士が命を落とした。農業は、穀物、砂糖、野菜、果実を人口密集地域に供給した。鐘、オルガンのパイプ、その他の金属製品が、個人の所有物であっても、戦争物資として融かされた。戦中および戦後には、ロシア人の戦争捕虜が周辺の農場で働かされていた。戦争直後、全国的なレーテ運動の影響を受けてヴァールブルクでも農民を中心に運動が興った。第一次世界大戦後、ヴァールブルクに財務局、郵便局、区裁判所、鉄道運行局、交通局、国立銀行支局、税務署が置かれた。

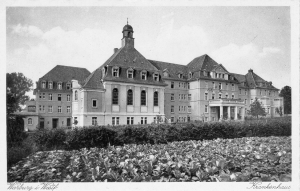
1930年に撮影された聖ペトリ病院

1923年にヒュッフェルトで、聖ペトリ病院、高等女学校、ユースホステル、ヒュッフェルト競技場の建設を含む新たな都市開発が始まった。
カトリックが優勢なこの地域は、中央党の牙城であった。1928年の選挙で NSDAP はわずか 8議席を得ただけであった。ローカルなメディアは NSDAP とその信奉者を揶揄した。4年後の1932年のドイツ議会選挙では、ヴァールブルク市で339票（約 7 %）を得た。1933年3月5日の選挙では、ヴァールブルクで 中央党は 67.2 %、NSDAP は 21.8 %（ヴァールブルク市で 1027票、ヴァールブルク郡で 4203票） の票を獲得した。

### 国家社会主義の時代
選挙後、当選した中央棟の市議会議員はミンデンの行政府によって、辞任させられたり、影響力を奪われたりし、その他の中央党員も脅迫を受けた。最初の議会は NSDAP に牛耳られ、中央党は解党した。残りの議員は NSDAP の会派に加わるよう勧告を受け、ほとんどがそれに従った。ビーレフェルト出身の突撃隊少佐シュレーテルが1933年7月27日に市長となった。1933年8月、ヴァールブルクとクライネンベルクとの間の森で、3月に逮捕された政治ジャーナリストで詩人のフェリックス・フェーヒェンバッハがダッハウ強制収容所への移送中に逃亡を試みたという名目で射殺された。
国家社会主義政治は、ヴァールブルクの重要なユダヤ人社会を抹殺した。1933年の時点で本市にはなお 160人のユダヤ教信者がいた。彼らのうち数人は、1939年以前にパレスチナ、アメリカ、イギリスに移住した。このため、1939年には現在のヴァールブルク中核市区のユダヤ人は 96人にまで減少した。アルトシュタットのユダヤ人コミュニティのシナゴーグとリムベックのシナゴーグは、1938年11月の「水晶の夜」に、アーロルゼンに駐屯していた親衛隊の分遣隊によって破壊された。その後ユダヤ人はブーヒェンヴァルト強制収容所とダッハウ収容所に引き渡されたが、11月中旬と12月中旬に再び釈放された。1941年12月に初めは50人のユダヤ人がリガのゲットーに送られた。その他のユダヤ人市民は1942年にミンスク、テレジエンシュタット、アウシュヴィッツに送致された。ヴァールブルク地域から合計 148人のユダヤ教信者が追放され、このうち 136人がゲットーで死亡し、絶滅収容所で殺害され、あるいは行方不明になった。1945年以後、ヴァールブルクのユダヤ人 5人とリムベックのユダヤ人 7人が帰還した。このうち 3人はヴァールブルクで再び生活を築いたが、他は北アメリカおよびパレスチナに移住した。
ヴァールブルクは 1936年に建設 900周年を祝った。この時市はハーケンクロイツの旗を飾った。ナチスの雑誌「ハイマート・ウント・ライヒ」にこの出来事が記述されている。
第二次世界大戦の間、フランスや東ヨーロッパの戦争捕虜が主に農業の強制労働に従事した。
1945年3月27日の空爆で、ヴァールブルクで 2人の死者が出た。3軒の住宅、1軒のオフィス、1軒の商店、1軒の農家が破壊された。オッセンドルフでは 9軒、リムベックでは 4軒の住宅が破壊された。この 2つの集落で 3人が死亡した。
この街は、聖金曜日から聖土曜日の1945年4月1日にかけて、ほとんど戦闘なくアメリカ軍によって解放された。防衛戦は郡の北部に引かれていたのだが、アメリカ軍は予想外の南西方面から侵攻してきた。イギリス軍兵士は、連合軍の地域規定に基づき市の行政の指導を執った。

### 1945年以後
ヴァールブルク郡はイギリス管理地域に属した。新たな州の形成に伴い、ヴァールブルク郡は、プロイセンのライン州およびヴェストファーレン州の北部から成立したノルトライン＝ヴェストファーレン州の一部となった。
数多くの難民や旧ドイツ東部領土から放逐された人々によって人口は大きく増加した。彼らを収容するために当初はシュッツェン広場にバラックが建設された。これに続いて住宅地が開発され、特にヒュッフェルト、さらにヴィーゼンベルク、ダーゼブルガー通り、ディーメル川両岸のフォルクマールザー・ヴェークで住宅の建設が進んだ。
1950年代にヴァールブルガー缶詰工場が設立された。ヴァールブルク地方では1950年代初めに耕地整理が行われた。
ヴァールブルク農業学校では、当時、短期課程で初等教育の教師が育成されていた。この学校は1970年代の初めに閉校となった。
1955年、高等女学校にギムナジウムの上級段階が増設された。
ドミニコ会は1990年代初めにヴァールブルクの修道院を閉鎖した。修道院の建物は、その2年後にシリア正教会が獲得した。
ディーメル川およびツヴィステ川は、1947年、1948年、1964年、1965年（いわゆるハインリヒ洪水）に繰り返し壊滅的な洪水に襲われ、ヴァールブルクの市区のいくつかに甚大な被害を及ぼした。その結果、州境の両側に2つのディーメル川治水連盟が組織され、洪水防止の措置を執っている。
1816年に形成されたヴァールブルク郡は1974年12月31日に廃止され、旧ヘクスター郡と合併した。これにより本市は郡庁所在地の地位を失った。ヴァールブルクの住民は、この合併に賛成しておらず、現在も抵抗している者もいる。
ヴァールブルク市は1983年に、ヴェストファーレン・ハンザ同盟の設立メンバーとなった。

### 21世紀のヴァールブルク
ヴァールブルクは2009年にオストヴェストファーレン＝リッペ大学の所在地となった。その学習センターは、ビーレフェルトに移転した旧農政局の建物に入居している。
本市は2011年に、1年間にわたって祝祭プログラムが組まれた建設 975周年記念祭を祝った。
2008年末に市議会は、モデルプロジェクトとしてヴァールブルクの都市中核部をバリアフリーに改造することを決定した。元々この工事の開始は2010年初めに計画されていたが、2011年春までずれ込んだ。この建設計画の大部分は完成している。
その後 2011年10月にノルトライン＝ヴェストファーレン州の市町村法が改定に伴い公式な都市名が変更され、ヴァールブルクには「ハンゼシュタット」（ハンザ都市）の添え名が許可された。2012年4月26日に新たな市名表示の標識が初めて設けられた。

### 市町村合併
1974年11月5日のザウアーラント/パーダーボルン法に基づくノルトライン＝ヴェストファーレン州の地域再編により、1975年1月1日に旧ヘクスター郡とヴァールブルク郡から新たなヘクスター郡が成立し、ヴァールブルク郡の市町村が新たに組み込まれた。同法の § 31 によればヴァールブルク市および14のかつての独立した町村、すなわちアムト・ヴァールブルク＝ラントのボーネンブルク、カレンベルク、ダールハイム、デッセル、ゲルメーテ、ヘルリングハウゼン、ホーエンヴェーペル、メンネ、ネルデ、オッセンドルフ、リムベック、シェルフェーデ、ヴェルダ、ヴォルメルンならびにアムト・ボルゲントライヒのダーゼブルクが、新しいヴァールブルク市を構成している。アムトは廃止された。アムト・ヴァールブルク＝ラントの権利継承者はヴァールブルク市である。旧市町村は現在の市区に対応している。

## 住民

### 人口推移
以下の表に各時点の市域および現在の市域にあたる地域のヴァールブルク市の人口を示している。1970年までと1985年の数値は人口調査の結果、1975年からはノルトライン＝ヴェストファーレン州データ管理・統計局の公式な研究結果である。1975年から1985年までは推定値、1990年からは1987年の人口調査結果に基づく推計値である。
各時点の市域におけるヴァールブルク市の人口
| 時点              | 人口（人） |
| ----------------- | ---------- |
| 1818年 (12月31日) | 2,171      |
| 1831年 (12月3日)  | 3,260      |
| 1837年 (12月3日)  | 3,255      |
| 1843年 (12月3日)  | 3,504      |
| 1849年 (12月3日)  | 3,915      |
| 1852年 (12月3日)  | 3,862      |
| 1858年 (12月3日)  | 3,938      |
| 1867年 (12月3日)  | 3,957      |
| 1871年 (12月1日)  | 4,408      |
| 1880年 (12月1日)  | 4,592      |
| 1885年 (12月1日)  | 4,883      |
| 1895年 (12月1日)  | 5,256      |

| 時点              | 人口（人） |
| ----------------- | ---------- |
| 1900年 (12月1日)  | 5,132      |
| 1905年 (12月1日)  | 5,301      |
| 1910年 (12月1日)  | 5,682      |
| 1925年 (6月16日)  | 6,281      |
| 1933年 (6月16日)  | 6,806      |
| 1939年 (5月17日)  | 6,591      |
| 1946年 (10月29日) | 10,373     |
| 1950年 (9月13日)  | 10,850     |
| 1961年 (6月6日)   | 9,236      |
| 1970年 (5月27日)  | 9,360      |
| 1974年 (6月30日)  | 8,871      |

現在のヴァールブルク市域における人口
| 時点              | 人口（人） |
| ----------------- | ---------- |
| 1950年 (9月13日)  | 25,998     |
| 1961年 (6月6日)   | 22,182     |
| 1970年 (5月27日)  | 22,859     |
| 1974年 (6月30日)  | 22,442     |
| 1975年 (12月31日) | 22,142     |
| 1980年 (12月31日) | 21,919     |
| 1985年 (12月31日) | 21,818     |
| 1987年 (5月25日)  | 21,887     |

| 時点              | 人口（人） |
| ----------------- | ---------- |
| 1990年 (12月31日) | 22,562     |
| 1995年 (12月31日) | 24,178     |
| 2000年 (12月31日) | 24,204     |
| 2010年 (12月31日) | 23,436     |
| 2011年 (12月31日) | 23,521     |
| 2012年 (12月31日) | 23,391     |

### 宗教
1987年の人口調査によれば、77 % がローマ＝カトリック信者、18 % が福音主義信者、約 1 % がイスラム教徒、1 % がその他の宗教、1.5 % が無宗教または未公開である。

#### キリスト教徒
カール大帝のザクセン戦争により、ディーメル川周辺地域はフランク王国に征服された。フルダ修道院の創始者で修道院長のシュトゥルミウスは、カール大帝の委託を受けて、774年にディーメル川およびヴェーザー川周辺地域で布教を行った。805年/806年に新たに昇格したパーダーボルン司教区の司教にハトゥマールが登位した。この司教区は、初めはヴュルツブルク司教の高権下に置かれていた。パーダーボルン司教は時代とともに権力を獲得していった。822年からこの地域の裁判権と不可侵特権を、885年からは聖堂聖職者による司教選出の権利を得た。822年に、近所（ヘクスター近郊）にベネディクト会コルヴァイ修道院が創設された。この修道院は1802年に世俗化された。ヴァールブルクは、1321年から1806年までパーダーボルン司教領に属した。その中で本市は身分制議会の半分を占めていた。
ヴァールブルクは、ザクセン人の主神の柱であるイルミンズールの所在地であった可能性がある。
ヘルリングハウゼン地区を除く現在の市域は、伝統的にカトリックが優勢である。1816年以降はプロイセンの行政や役人の着任によってプロテスタント信者の比率が高まった。1826年に中核市区で福音主義の教会が組織された。この福音主義教会は、1890年に 948人（ヘルリングハウゼンの 350人を含む）、1937年に約 1,400人、戦後は（最高時点は1947年10月）一時的に 3,650人（ヴァールブルク市に 2,200人、400人はデッセルの難民収容所に収容されていた）の信者を擁した。ヴァールブルクには十分な職場が存在しなかったため、多くの難民が工業密集地域に移り住んだため、福音主義信者の数は再び大きく減少した。1980年代と1990年代に東欧からの引き揚げ者が加わった。しかし、プロテスタントは少数派に留まった。1975年の周辺村落部との合併によってカトリックの比率はさらに高まった。

##### カトリック教会

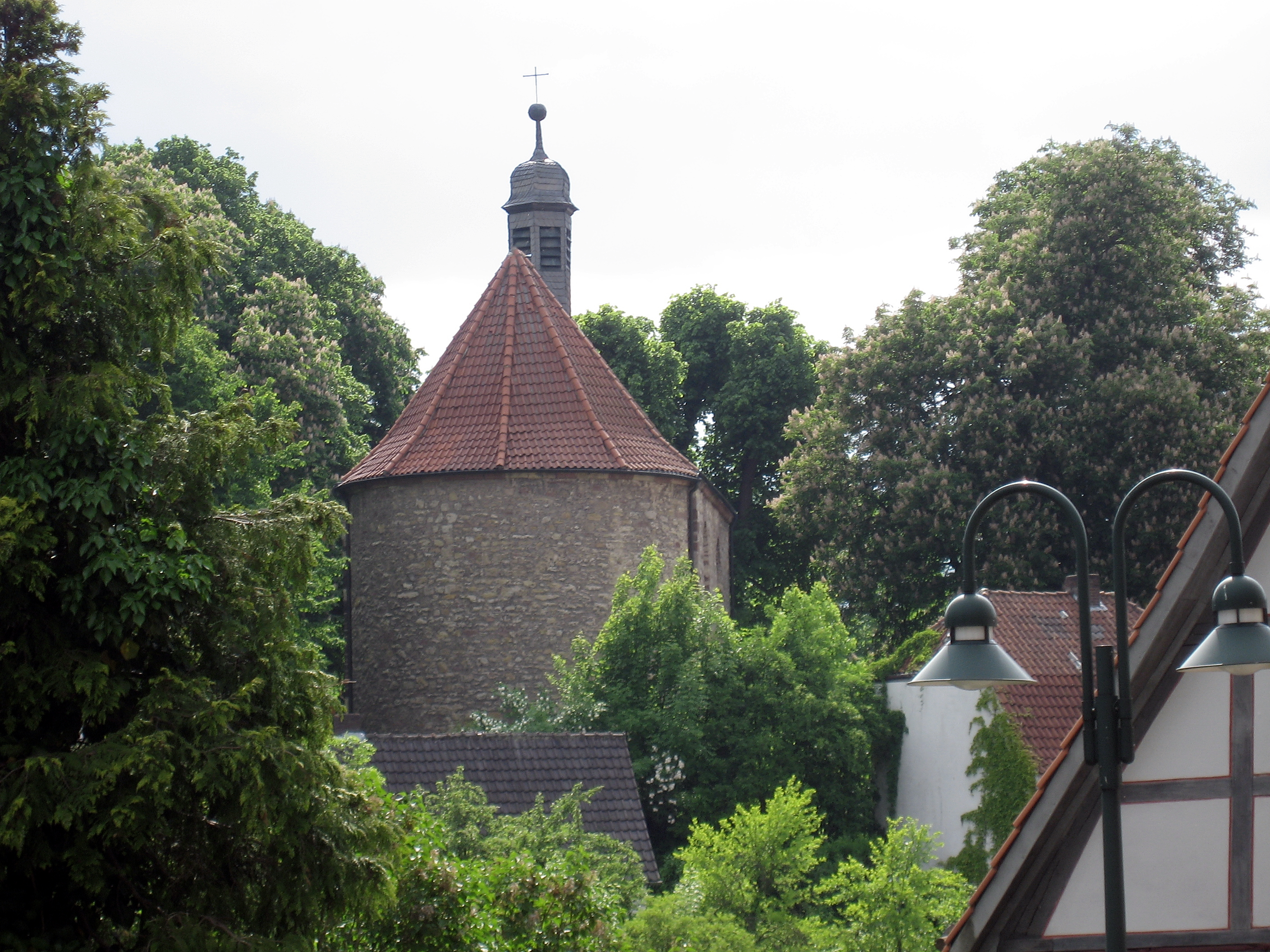
エラスムス礼拝堂

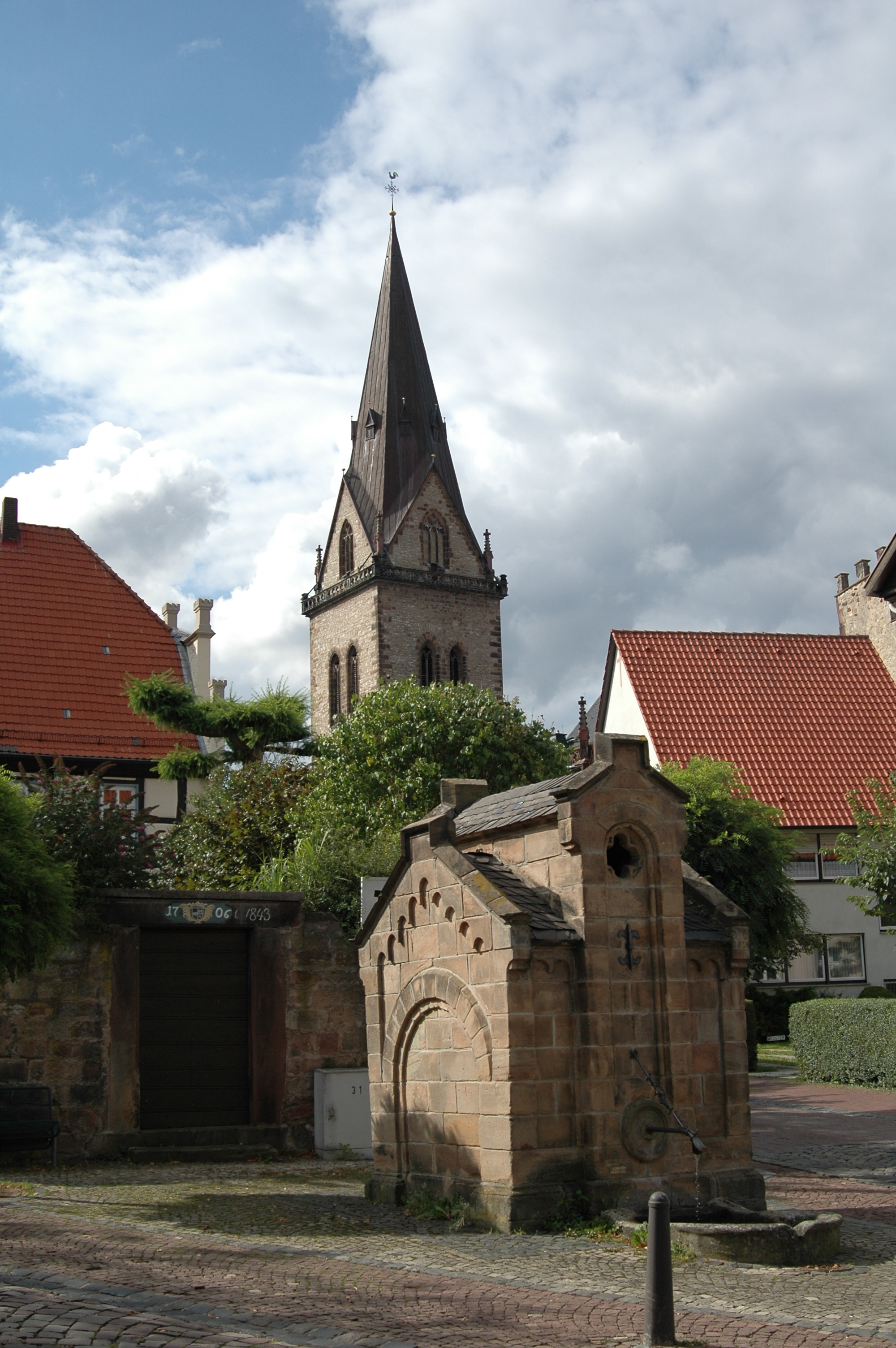
ノイシュタットの洗礼者聖ヨハネ教会

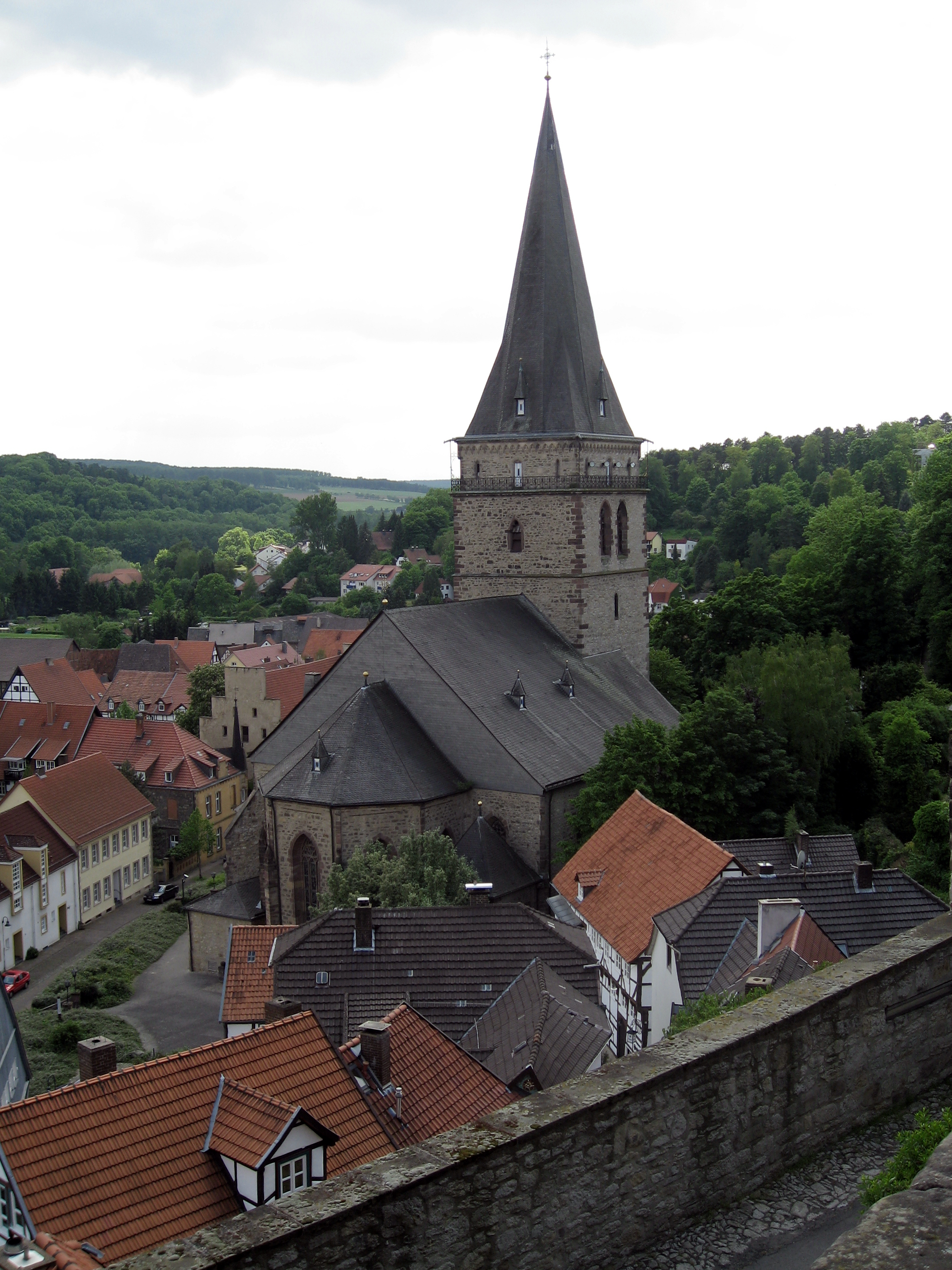
アルトシュタットの聖マリア・ハイムズーフング教会

現存する最古の建築文化財は、かつてのロマネスク様式の聖アンドレアス＝バジリカの地下聖堂である。この地下聖堂はドーディコ伯の城に附属する教会として 11世紀に建設され、三十年戦争で破壊された。保存されていた地下聖堂の上に聖エラスムスの巡礼教会が1681年に建設された。ドーディコ伯には後継者がなかったため、1020年頃にその遺産はパーダーボルン司教のものとなった。パーダーボルン司教は1321年に聖界領邦に昇格し、1806年の神聖ローマ帝国消滅まで存続していた。パーダーボルン司教は、ケルン大司教の領土的野心から護るために、1228年から1230年にヴァールブルクのノイシュタットを建設した。
現在の主教会は、1264年に建設されたノイシュタットのカトリックの教会である洗礼者聖ヨハネ教会と1299年に建設されたアルトシュタットのカトリックの教会である聖マリア・ハイムズーフング教会である。ドミニコ会は 1281年にヴァールブルクに移転した。ドミニコ会ヴァールブルク修道院は「ツヴィッシェン・デン・シュテッテン」にあった。中世には数多くのカーラント兄弟団信者がヴァールブルクに住んでいた。その多くはノイシュタットに住んでいた。カーラント通りはこれにちなんで名付けられた。アルトシュタットのかつての教区教会は1238年に建設されたドミニコ会のマリア・イン・ヴィネア教会であった。ノイシュタットおよびアルトシュタットの教会組織はそれぞれに教区センターを有している。16世紀に建設された 2つの後期ゴシック建築ベトリヒハウスとアルンドルディハウスがそれである。両教会施設は 2園の幼稚園の経営母体である。周辺市区には、ダールハイムとヘルリングハウゼンを除く各地区にカトリックの村の教会と教団ハウスがある。ヴァールブルク市内の教会組織は司牧会を形成しており、ヘクスター＝ヴァールブルク首席司祭区に属す。
1570年の春に、当時 25の教区を包含していたヴァールブルク助祭長区を調査した聖堂カントルが確認している通り、宗教改革は市民や聖職者に影響を与えなかった。宗教改革の時代にもヴァールブルクでは完全にカトリックが守られていた。その発展には、神学者オットーベックマン、ドミニコ会修道院、カーラント兄弟団が寄与している。1664年にイエズス会修道士が入植したが必要とされず、1700年に撤退した。1628年、ヴァールブルク出身のマインツ大司教の律修司祭 H. テーネは、資金援助を得て、ドミニコ会修道院内に高等の学校ギムナジウム・マリアヌムを創設した。ドミニコ会修道士が教師を務めた。ドミニコ会修道院はヴェストファーレン王国政府によって1810年に抑圧されたが、学校は引き続きドミニコ会によって運営された。修道院はプロイセン政府によって1826年に閉鎖された。しかし文化闘争の後、ドミニコ会は修練士を教育しギムナジウムに送るためにヴァールブルクに戻った。ドミニコ会は、ネオゴシック様式の聖マリア被昇天修道院を建設（1906年 - 1915年）し、アム・バーンホーフの新しい修道院の建物に移転した。彼らはヴァールブルクの修道院を1990年代初めに解消した。ドミニコ会以外の他の教団も同様であった。カトリックのノートルダム教育修道女会はヒュッフェルトで1900年から女学校の運営を始めた。この学校は、1955年から現在のヒュッフェルトギムナジウムとなった。アルトシュタットでは、聖ビンセンシオ・ア・パウロの愛徳姉妹会が幼稚園、病院、老人養護施設、裁縫学校を運営している、アルトシュタットとノイシュタットにはそれぞれベギン会の施設がある。
ヴァールブルク市内には、15の教会堂および礼拝堂がある。カトリック教会は元々聖ペトリ病院の運営母体であった。この病院は初めは内市街にあり、後にヒュッフェルトに移転し、聖ビンセンシオ・ア・パウロの愛徳姉妹会がその運営を担っていた。2008年に病院の運営権はレーン＝クリニークム AG に売却された。コルヴィヌスハウスには現在、福音主義教会組織が入居している。教会は、身体的あるいは精神的な障害を負った思春期の人々のための聖ラウレンティウス＝ハイムを創設し、運営している。カトリックの教会および修道会は、チャリティー・ステーションや、聖ヨハネスハウスやハインベルクといった養老院・養護院を運営している。ボーネンベルク地区には1935年頃にボーネンベルクの十字架の道行きが設けられた。ヴァールブルク・シュタット・ウント・ラント司牧会とエッゲ＝ベルデ＝ディーメルタール司牧会は、2012年にヴァールブルク － シュタット・ウント・ラント司牧連合として合併した。ヴレクセン、オルフェタールおよびエンガーの礼拝堂教団の信者は、この司牧連合のサービスを受けている。

##### 福音主義教会

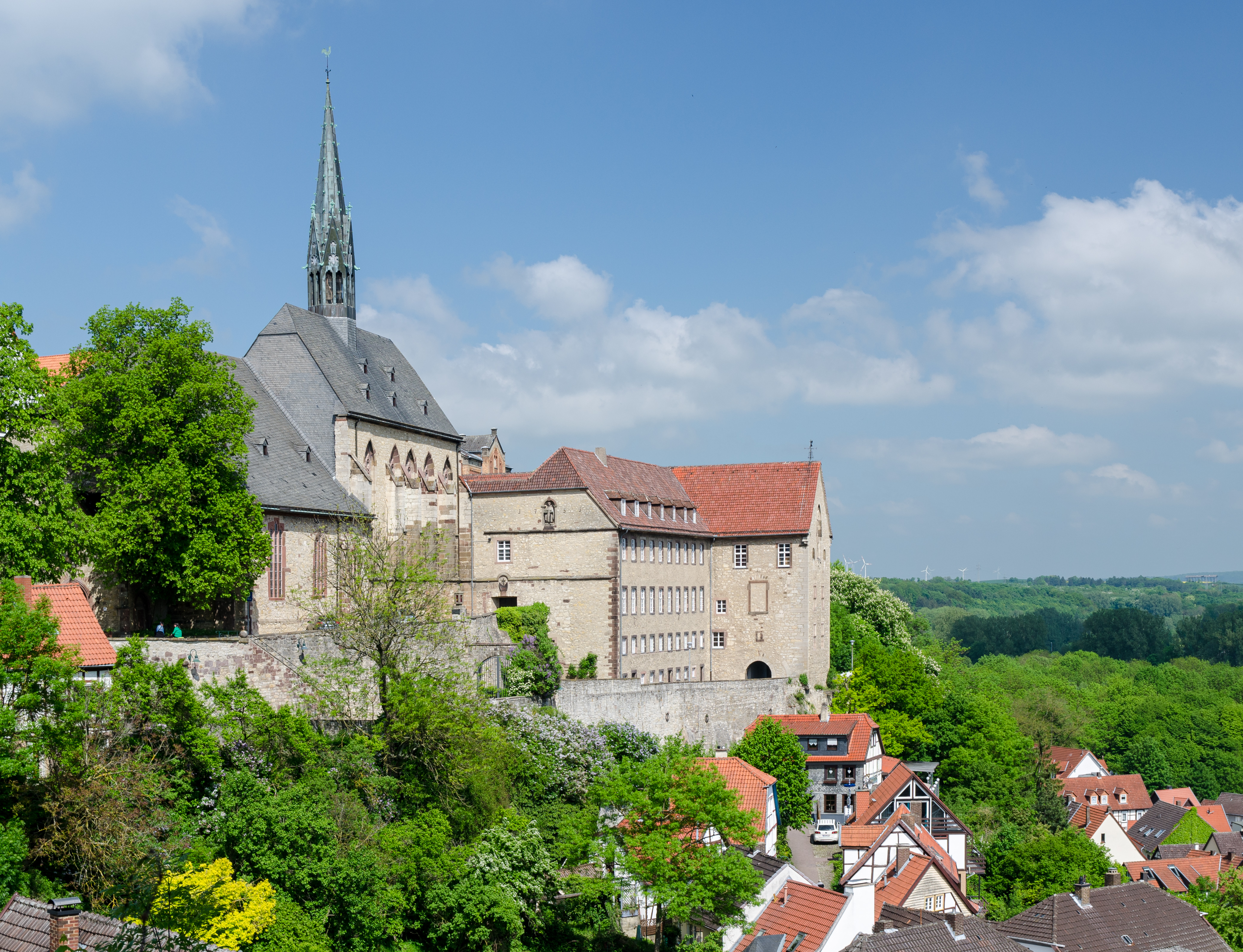
マリア＝イン＝ヴィネア教会とギムナジウム・マリアヌム

現在ヴァールブルクの市区となっているヘルリングハウゼンには宗教改革後福音主義教会組織が存在した。ヘルリングハウゼンとハーゲドルン（現在はシュタインハイムの市区）は、旧パーダーボルン司教領にありながら宗教改革後に福音主義信者が多数派となった、ただ 2つの集落であった。ヘルリングハウゼンは 19世紀になるまでヘッセンの隣接する集落エルゼン（現在はリーベナウの市区）の牧師がその信仰を担っていた。
1802年のプロイセンによるヴェストファーレン征服後、フランスによるヴェストファーレン王国樹立まで、そして王国が廃止されてヴァールブルクが再びプロイセン領となった時期、ヴァールブルクにプロテスタント信者が移住した。その多くはヴァールブルクの役所で働くプロイセンの官僚であった。1820年の福音主義教会の教育委員会設立後、ビーレフェルトの教区監督官は、ヴァールブルクに独立した教会組織の創設が可能かどうか打診するよう依頼された。教会組織は1826年に創設された。教区監督はヘルリングハウゼンの教会組織の存在に驚いた。ヘルリングハウゼンの教会は彼の教区に属していたのだが、その存在を知られていなかった。1200年頃に創建されたドミニコ会の教会マリア＝イン＝ヴィネア教会は、1824年12月21日にフリードリヒ・ヴィルヘルム3世の内閣令によって福音主義教会の所有であると定められ、カトリック教会が設立したギムナジウム・マリアヌムでの学校ミサを共同で執行することが確認された。これは、現代のシミュルタネウムの観点に通じる。この組織は教団センターとしてコルヴィヌス＝ハウス、福音主義家族センター「アルヒェ」、ヘルリングハウゼンの教会を所有している。ヘルリングハウゼンのキリスト教休暇センター「キルヒベルクホーフ」は教会組織とは独立した共同パートナーである。ヴァールブルク西部市域のプロテスタント信者には、リムベックに別の教会組織があり、教会、教団ハウス、養老・養護院「ハウス・フェーベ」を有している。
ヴァールブルク＝ヘルリングハウゼンおよびリムベック＝フェルフェーデの教会組織は、1840年に創設されたヴェストファーレン福音主義教会パーダーボルン教会クライスに属している。
1990年代以降、東欧からの移住者によって設立された自由福音主義教会がヴァールブルクにある。この教団はかつてヴァールブルク＝ヘルリングハウゼンとシェルフェーデ＝リムベックに 2つの独立した組織を市内に有していた。また、市域を超えてブランケンローデやボルリングハウゼンの信者も管轄していた。両組織は2012年に合併した。ヴァールブルクには合わせて約 4,800人のプロテスタント信者がいる。リムベック、ヘルリングハウゼン、ヴァールブルクの 3カ所に神事を行う施設を有している。

##### シリア正教会

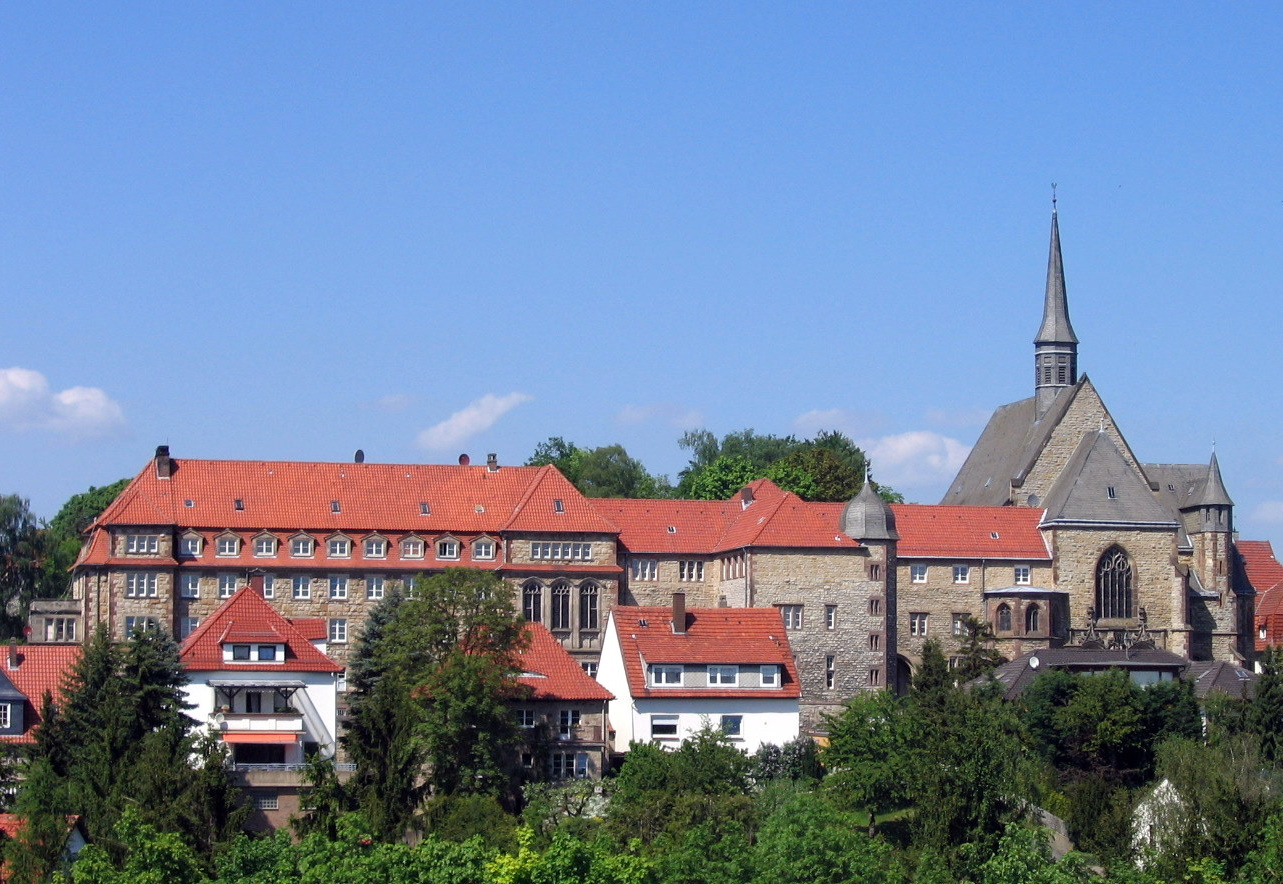
旧ドミニコ会修道院、現在のシリア正教会

シリア正教会のドイツ大主教区は1997年からその大主教座をヴァールブルクのドミニコ会修道院に置いた。この修道院は所有者が替わって以降、聖ヤーコプ・フォン・ザールクの名を冠している。修道院の改修後、この建物はヴェストファーレンにおけるシリア正教の中心として利用されている。約 60家族のシリア正教徒を擁している
シリア正教会のシノドは、2010年9月半ば、ドイツ大主教区を 2つの主教区に分割した。2012年末、それまでドイツ主教区を管轄していたドイツ大主教モル・ユリウス・ハンナ・アイディンはデルメンホルストに移り、ここからドイツ全土の教会と多彩な政治的・世界教会主義的交流を行い、大使館的役割を担っていた。アイディンは、ヴァールブルクの修道院長であり、附属聖職者セミナーの指導者を務めていた。2012年12月ヴァールブルクで、アンティオキア・全東方総主教イグナティウス・ザッカー1世イワスによってフィロクセノス・マティアス・ナイスが首都大主教でドイツ総主教代理に任命された。

##### その他のキリスト教宗派団体
ロシア系ドイツ人や、1980年代/1990年代に南欧から移住した人々によって、正教徒、カトリック信者、自由教会信者のキリスト教徒が流入した。現在、自由福音主義教会、福音主義自由バプテスト教会、新使徒派教会がヴァールブルクにある。こうした教会組織に属す人口よりもその教会にも属さない人口の方が多い。

#### ユダヤ教

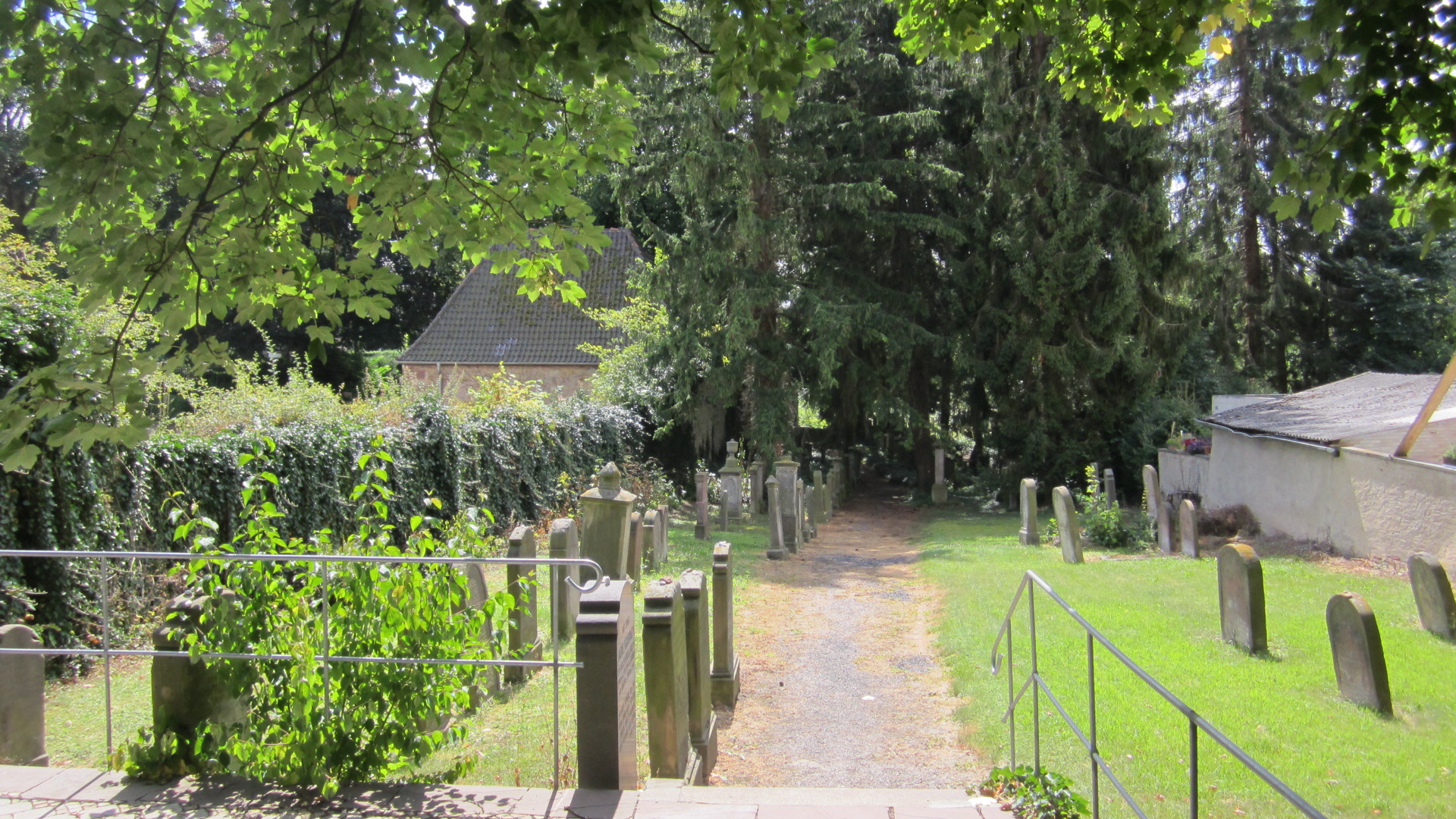
旧ユダヤ人墓地

ヴァールブルクには重要なユダヤ教組織があり、パーダーボルン司教領内で最もユダヤ人比率が高かった。1800年頃にはヴァールブルクの人口 2,000人に対して 200人、1900年頃には 5,000人に対して 300人がユダヤ教徒であった。19世紀にはラビの地方本部がヴァールブルクに置かれた。ユダヤ人学校は1861年から開校されており、1909年から固有の校舎を有していた。この他にリムベック、オッセンドルフ、ダーゼブルク、ヘルリングハウゼン、ホーエンヴェーペルにも小さな教会があった。ヴァールブルクとリムベックにはユダヤ人墓地が遺されている。ヴァールブルクのユダヤ人の何人かは国際的な知名度を獲得した。
1933年のナチ党の権力掌握と同時期にラビのユリウス・コーンが逮捕され、後に殺害された。アルトシュタットのシナゴーグは、1938年11月のユダヤ人排斥運動（水晶の夜）にアーロルゼンに駐屯していた親衛隊の分遣隊によって徹底的に破壊された。再建された建物は現在住居として利用されている。シナゴーグの門は保存されている。ヴァールブルクのユダヤ人の多くはリガに送致された。
数家族のユダヤ人が1945年以降ヴァールブルクに戻ってきた。彼らはユダヤ教会を再建しようとした。この試みは、男性構成員の不足により失敗した。現在ヴァールブルクには数人のユダヤ人市民がいる。

#### 仏教
ヴァールブルク駅の駅舎には、2013年半ばからワット・ブッダメタ・ヴァールブルク e. V. の仏教寺院がある。駅舎の 1階には仏像のある礼拝室が設けられている。僧は 2階で暮らしている。

## 行政

### 市議会
ヴァールブルク市議会は、38議席からなる。

### 市長
2020年の市長選挙でトビアス・シャーフ (CDU) は 54.42 % の票を獲得して市長に選出された。前任者はミヒャエル・シュティッケルン (CDU) であった。彼は2004年の選挙で SPD および FDP の候補に対して、69.4 % の票を獲得して初当選した。2009年の選挙では対立候補がなく、89.5 % の信任票を得て再選された。2014年の選挙では 75.4 % の票を得た。
市町村合併後の市長を列記する。
- 1975年 - 1989年: ヨーゼフ・ディーケス (CDU)
- 1989年 - 1999年: パウル・モール (CDU)
- 1999年 - 2004年: ヴァルター・ヘルムート (CDU) 初の専任市長
- 2004年 - 2020年: ミヒャエル・シュティッケルン (CDU)
- 2020年 - : トビアス・シャーフ (CDU)

### 紋章
記述: 青地に白（銀色）のユリ。
ユリは、様式化された 3枚の花弁からなり、これが結束した形になっている。この紋章の使用権は、1977年6月30日にデトモルト行政管区長官から与えられた。ユリは1227年の市の硬貨に初めて現れる。中世、ヴァールブルクはユリの土地と呼ばれていた。紋章の地色とユリの色の意味は定かでない。ユリは聖母マリアの象徴（純潔の象徴）として用いられている可能性もある。

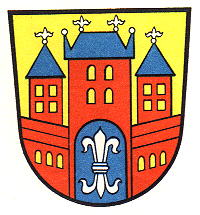
ヴァールブルク市の別紋

この他に別の紋章もある。金地に赤い市の門、市壁、幅広の楼門と2本の細い脇塔が描かれている。楼門の青い寄棟屋根は 2つの銀のユリを戴いている。脇の青い尖塔屋根にもユリが載っている。門の開口部は青で銀のユリが描かれている。印章には開口部に司教、おそらくはパーダーボルン司教が描かれている。この紋章の最も古い形は、1254年と1257年に見られる。この市門の紋章は、大型印章に用いられ、小型印章にはユリだけが描かれている。
1977年以前は両方の紋章が広く用いられていた。司教は、開口部いっぱいの大きさに描かれたユリに置き換えられた。小さなユリが塔の屋根にも付けられている。この紋章は Stadt Warburg – Kreis Höxter（ヴァールブルク市 - ヘクスター郡）という文言とともに市の印鑑の一部として使われていた。1977年以降は、市の紋章は防衛施設が描かれていない青地にユリのデザインのものだけが使われている。

#### 姉妹都市と友好都市
ヴァールブルク市は以下の都市と姉妹都市協定を結んでいる。
- プロホビツェ（ドイツ語版、英語版）（ポーランド、ドルヌィ・シロンスク県）
- レデゲム（ドイツ語版、英語版）（ベルギー、ウェスト＝フランデレン州）

また、友好都市は以下の都市である。
- ファルケンベルク/エルスター（ドイツ語版、英語版）（ドイツ、ブランデンブルク州）
- ヴァルヒゼー（ドイツ語版、英語版）（オーストリア、チロル州）
- ルカウ（ドイツ語版、英語版）（ドイツ、ブランデンブルク州）

第二次世界大戦終戦後、ポーランド、レグニツァ郡のプロホビツェ周辺から約 600人の放逐民がヴァールブルクにやって来て、デッセル難民収容所あるいは周辺地域に収容された。ヴァールブルクでは、プロホビツェからの放逐民のミーティングを定期的に開催している。1996年にはプロホビツェの市長が初めてこれに参加し、政治上の代表者とコンタクトを取ることができた。1997年2月25日ヴァールブルク市の市議会は、公式の姉妹都市協定を決議した。同年に推進協会が組織され、1998年10月10日に姉妹都市協定文書に署名がなされた。姉妹都市関係は行政、文化、音楽、舞踊、スポーツ分野での相互交流を通じて活かされている。
 ヴァールブルク市ユーゲントオーケストラは、ベルギー、ウェスト＝フランデレン州レデゲムの市区である Sint-Eloois-Winkel の音楽愛好会と1983年から友好関係にあった。定期的に双方のコンサートに客演し、友好関係を育てていた。1998年3月24日ヴァールブルク市議会は、姉妹都市協定締結を決議した。1998年5月1日から3日の St.-Eloois-Winkel の祝祭週間と 1998年10月9日から11日のヴァールブルクの祝祭週間の 2つの祝祭週間の機会に姉妹都市協定文書に署名がなされた。この姉妹都市関係では、コンサートを含む音楽交流や相互訪問が注目を集めている。ヴァールブルク消防団のホーエンヴェーペル消防班とレデゲム消防団との間で別の姉妹関係も結ばれ、定期的な間隔で訪問がなされている。
ドイツ再統一後の1990年に、ヴァールブルクとブランデンブルク州ファルケンベルク/エルスターとの間でコンタクトが生じた。当初は、行政や議会の構築援助に関する交流であった。1991年に公式な友好都市関係が成立した。1992年から交流は、特に文化、観光分野で深まった。友好都市関係樹立10周年の2001年にファルケンベルクで記念樹が植えられ、記念の石碑が設置された。2005年からファルケンベルクにヴァールブルガー広場が、ヴァールブルクにファルケンベルク通りが設けられた。
 音楽協会、ケーゲルクラブ、シェルフェーデ地区の人々は、すでに長期間にわたってオーストリア、チロル州ヴァルヒゼーと民間レベルでコンタクトを続けていた。1991年9月15日にシェルフェーデ地区委員会は公的な友好協定締結を決議した。この友好都市協定文書は1992年5月23日にシェルフェーデで署名された。
 ヴァールブルク中核部の改修後、ノルトライン＝ヴェストファーレン州の都市発展・交通大臣は、ブランデンブルク州ルカウ市と、その歴史的中核部を改修する支援の提案を行った。ヴァールブルク市はこの提言を受け容れた。これ以降、都市友好関係は発展した。1992年に友好都市協定文書に署名した。
ヴァールブルクは中世のハンザ同盟に加盟したハンザ都市であった。この同盟は、1980年に新ハンザ同盟として再び組織され、ヴァールブルクは発足メンバーとして参加した。

## 文化と見所

### 方言
ヴァールブルクおよびその周辺では、現在、高地ドイツ語（標準ドイツ語）が話されている。ヴァールブルクは低地ドイツ語地域の南境界付近に位置している。ヴァールブルク地方の方言は南東ヴェストファーレン訛りあるいは低地ドイツ語によって形成されている。低地ドイツ語は、ヴァールブルク地方では老人が話すだけである。ヴァールブルク市の低地ドイツ語話者は、19世紀に事実上いなくなった。周辺の村落では、1950年頃に家庭から低地ドイツ語の能力が完全に失われるまでは、常にわずかながら若者が両親から低地ドイツ語を学んでいた。さらに低地ドイツ語の語学教育の機会はごくわずかとなった。参加者が低地ドイツ語を用いるイベントが散発的に組織された。数人の作家によって低地ドイツ語のテキストや辞書が著述された。ヴァールブルク平地では、長い î の緩やかな音割れ（ei の音になる）あるいはヴェストファーレン風のブレヒュング（特定の次音節に依存して母音 i が e に、ｕ が o に変化すること）を特徴とする。これはオストファーレン方言やニーダーフランケン方言の要素である。1945年から1975年までの間に収集されたボキャブラリーや言葉の使い方については個別に記述されている

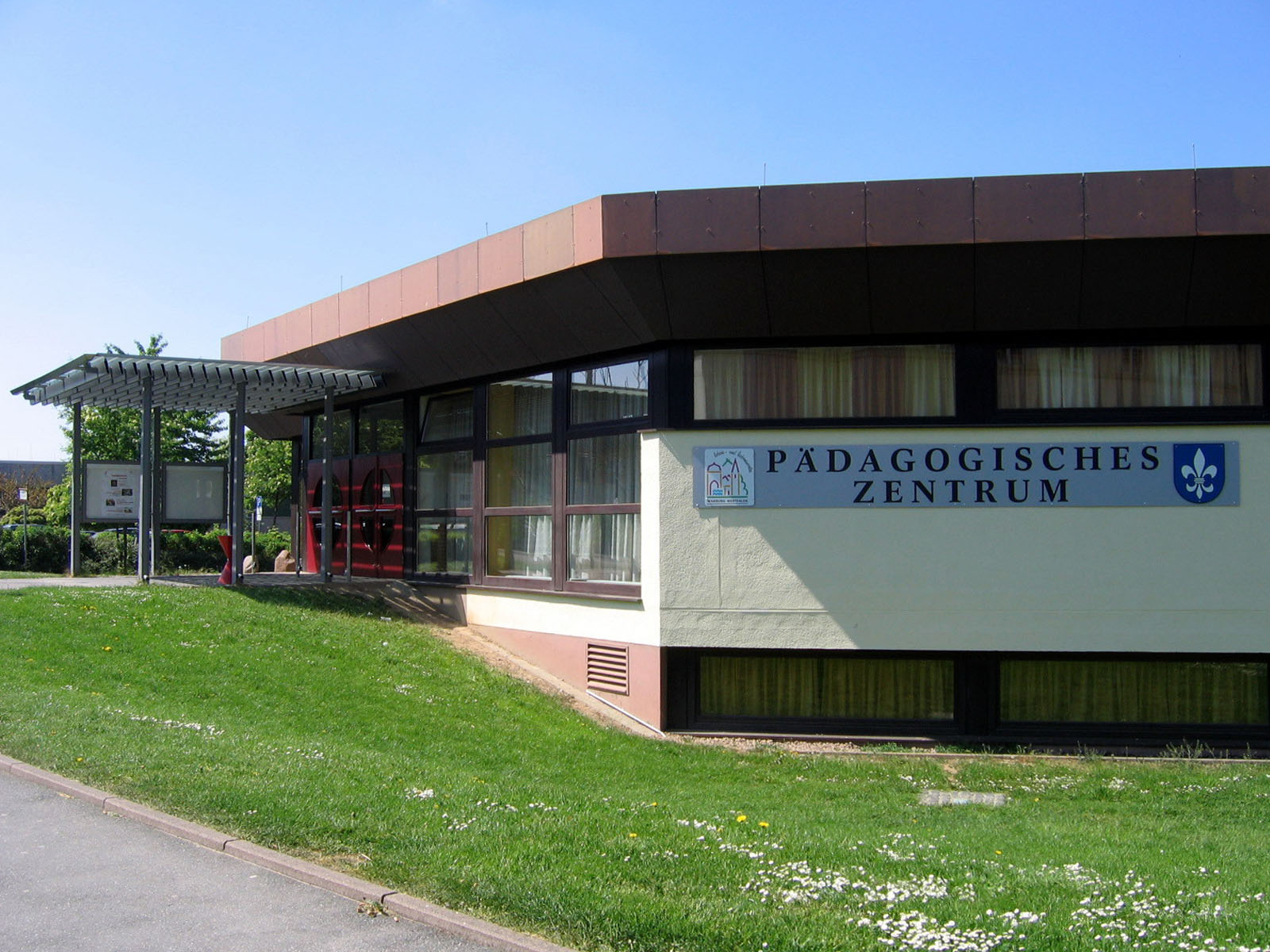
教育センター

### 演劇
ペダゴギシャー・ツェントルム（教育センター、PZ）では、市民大学が企画するシーズンごとの演劇上演に座席数 550のホールが利用されている。ここではプロの役者による演劇も、学校などのアマチュア演劇も上演される。2000年から2010年まで 1シーズンに 4回上演が行われ、毎年 2200席が完売されている。

### 映画
ヴァールブルクのオーベラー・ヒルゲンシュトックに、6つのスクリーン合わせて 1,000席のシネプレックス＝キーノがある。シネプレックス・ヴァールブルクは 2011年にシネプレックスグループの完全なデジタル映画館となった。
カッセラー通りのかつてのデーゼンベルク＝リヒテオシュピーレ・デリ＝キノの伝統は失われている。

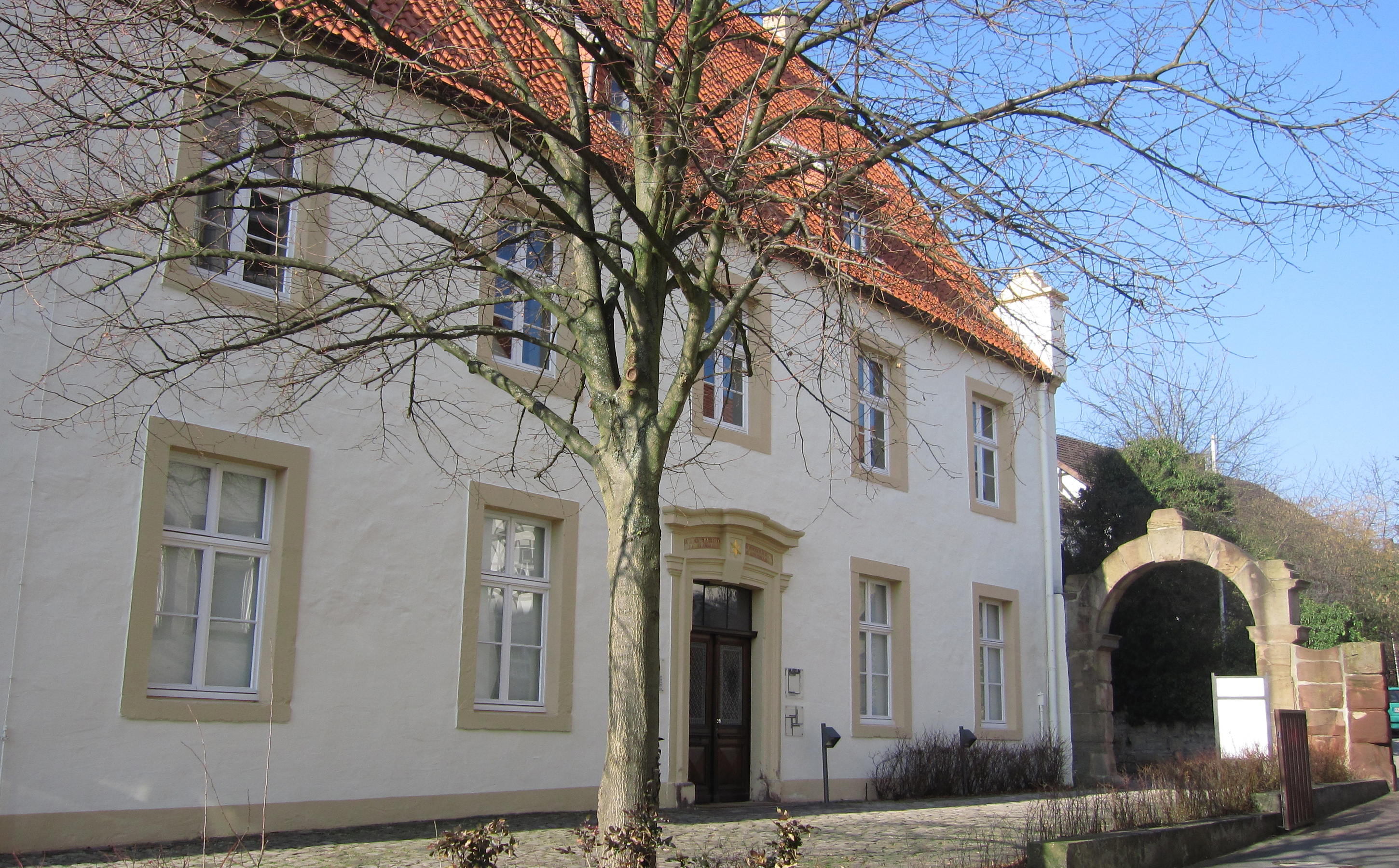
ムゼウム・イム・シュテルン

### 博物館
シュテルン通り 35番地のムゼウム・イム・シュテルンは、先史時代、都市の歴史、経済史、芸術史のコレクションを展示する市立博物館である。ここでは定期的に入れ替え展示がなされている。都市の歴史コレクションは、文書や書簡、旧ドミニコ会修道院の財宝から1485年のグリュニンガー聖書が展示されている。芸術史部門ではアントニウス・アイゼンホイトの作品やヨハン・コンラート・シュラウンの建築の芸術上および建築上の発展を展示している。この博物館には市立文書館も入居している。さらに、マルセル・マルソーやギュンター・グラスといったアーチストの芸術作品を集めたコレクションであるアルトテークもある。
民営のランゲ通り 6番地のパン焼き博物館は2007年に閉鎖された。
周辺市区には、いくつかの郷土文化コレクションがある。ヴァールブルク市区やその他の市区の教会の多くは、文化史的に興味深い展示品を有している。アルトシュタットの教会の付属室にはヴァールブルク出身の芸術家アントニウス・アイゼンホイト作品が展示されている。

### 音楽

#### オーケストラ
ヴァールブルク市ユーゲントオーケストラは1979年9月12日に郷土・交通協会ヴァールブルクのオーケストラとして設立された。それ以後、このオーケストラは150人の団員を擁する、この種のものとしてはヘクスター郡最大のクラブに発展した。この他にヴァールブルク男声合唱団もある。ほとんどすべての市区に音楽クラブ、村のオーケストラがあり、教会組織には教会合唱団がある。

#### コンサートとフェスティバル
「ヴァールブルガー・マイスターコンツェルテ」（ヴァールブルクのマイスター・コンサート）のタイトルの下、独奏、オーケストラ、バンドのコンサートが年中行われている。コンサートは、ギムナジウム・マリアヌムの講堂や中庭で開催される。
1983年に設立されたヴァールブルク文化フォーラム e. V. は、田舎の地域に文化をもたらし、コンサート、芸術家の講演、展示会を組織運営することを目的としている。
「アート・オブ・ダークネス」は、1994年以降、当初は毎年、その後不定期にヴァールブルク＝シェルフェーデとヴァールブルク＝ゲルメーテで開催されているメタル・フェスティバルで、メロディックデスメタル・バンドのバードン・オブ・グリーフが企画している。これまでに、タンカード、ヘイトスフィア、エンド・オブ・グリーン、ディスイリュージョンといったアーチストが出演している。
「ロック・ゲーゲン・レーゲン」は1995年から、初めはヴァールブルクで、後にヴァールブルク＝シェルフェーデで開催されていた。2006年以降はグレーベンシュタイン（ヘッセン州）で開催されている。このフェスティバルの音楽上の重点は、ロック、パンク、スカで、全国的なアーチストの他に、地元の若いバンドも参加している。
ラジオ放送局 WDR 2の活動「WDR 2 フュア・アイネ・シュタット」でこの街は2011年に1位を獲得した。2011年7月16日に、Milow、マイク・アンド・ザ・メカニックス、アルファヴィル、サンライズ・アベニュー、ゼーリヒ、アイ・ブレイム・ココ、ゴーン・アストレイが参加するコンサートがヴァールブルクのシュッツェン広場で開催された。

### 建築

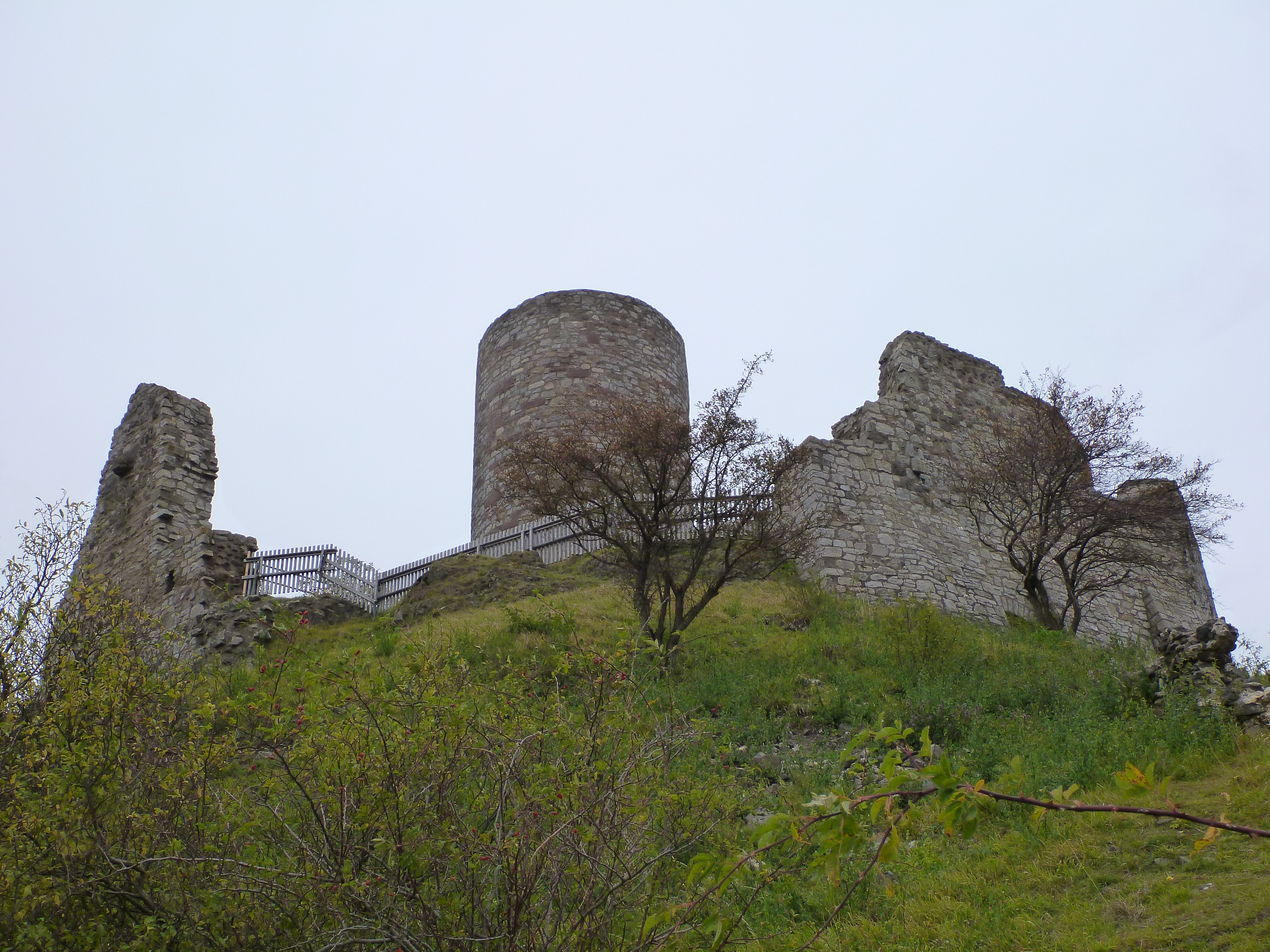
デーゼンベルク城趾

#### 城塞、城館、グートハウス（荘園主の館）
デーゼンベルク城塞はデーゼンベルクにある城趾で、おそらく 8世紀にはすでに造られていた。保存されているなかで特筆すべきは、人が入ることのできる塔である。ヴェルダ城館は、1734年に堂々たるバロック城館として建造された。1754年にはオランジュリーも設けられた。先代の建物は、1588年頃にはすでに建設されていた可能性がある。ダールハイム城館（グート・ダールハイムとも呼ばれる）は、1698年に建設された。ダーゼブルクのヴィラ・ローテンブルク建設時の1896年には、1520年頃に建設された先代の建物があった。ダーゼブルクのグート・ローテハウスは、デーゼンベルクの麓にあり、おそらく16世紀に建造され、19世紀に改築された。デッセルの荘園（ハウス・リーペン）は1667年に建設され、1896年に現在の姿になった。1703年建造の領主の館は、ダーゼブルクのグート・ユーベルンゲンネの最も古い部分である。
ヴァールブルクのブルクベルク（直訳すると城山、ヴァルトベルクとも呼ばれる）にあるドーディコ伯のヴァルトブルク城は一部上部構造が造られ、防衛施設に取り込まれている。元々1299に建設された山城は1880年にバロック様式の城に改築された。カレンベルクのカレンベルク城館（カレンベルク城塞とも呼ばれる）は宮殿と十分の一税倉庫だけが遺されている。12世紀から14世紀初めにオッセンドルフにあったアッセラーブルクは、わずかな痕跡だけが遺っている。アスラー城塞は、その場所が分かる程度にしか保存されていない。ボーネンブルク近郊のロツデフーゼン城とオッセンドルフのガウルスコプフにあるヴァルブルクはわずかな痕跡が遺るだけだが、ガウルスコプフにあったもう一つの城塞は、もはや識別することもできない。

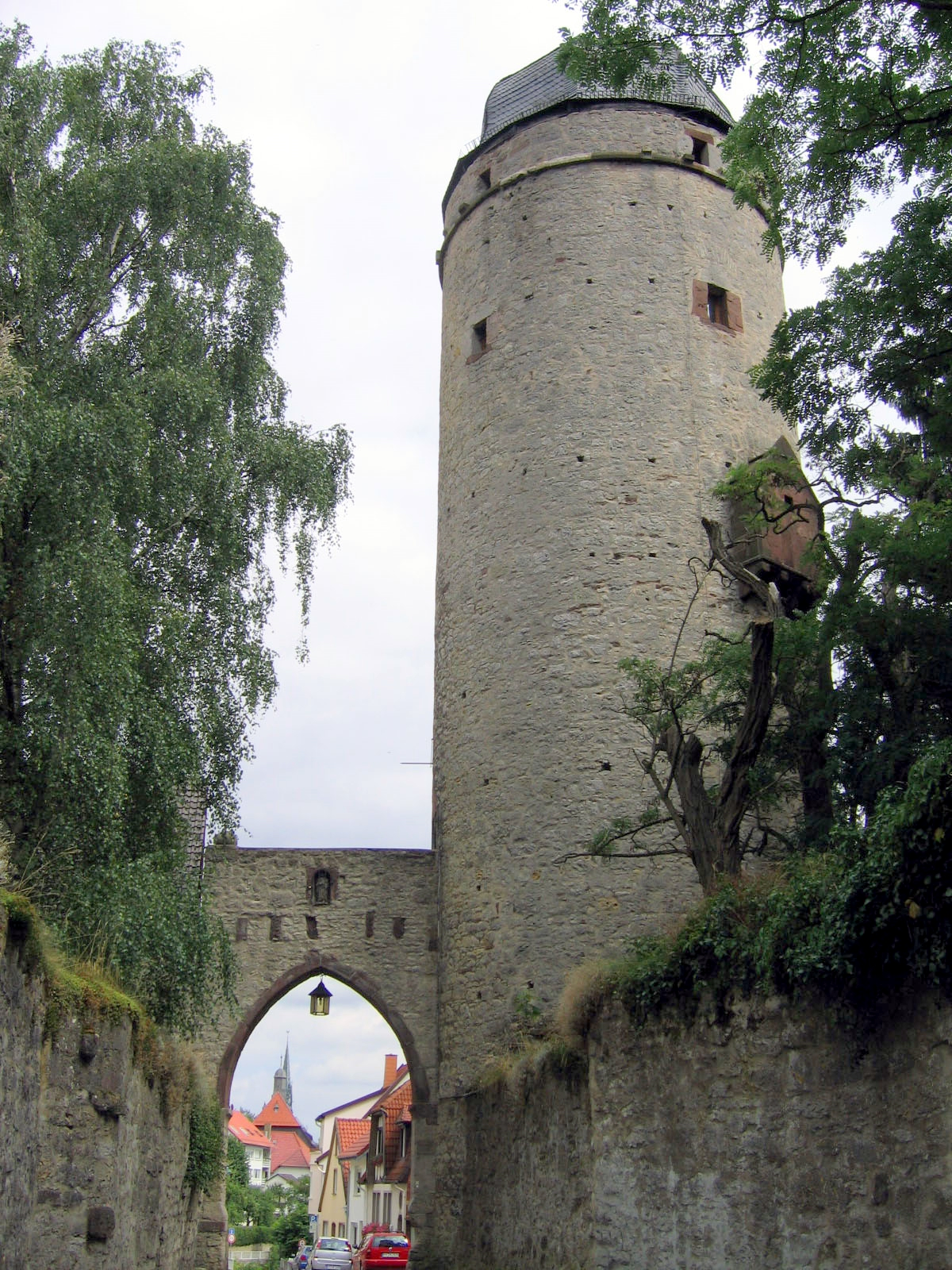
ザック門とザック塔

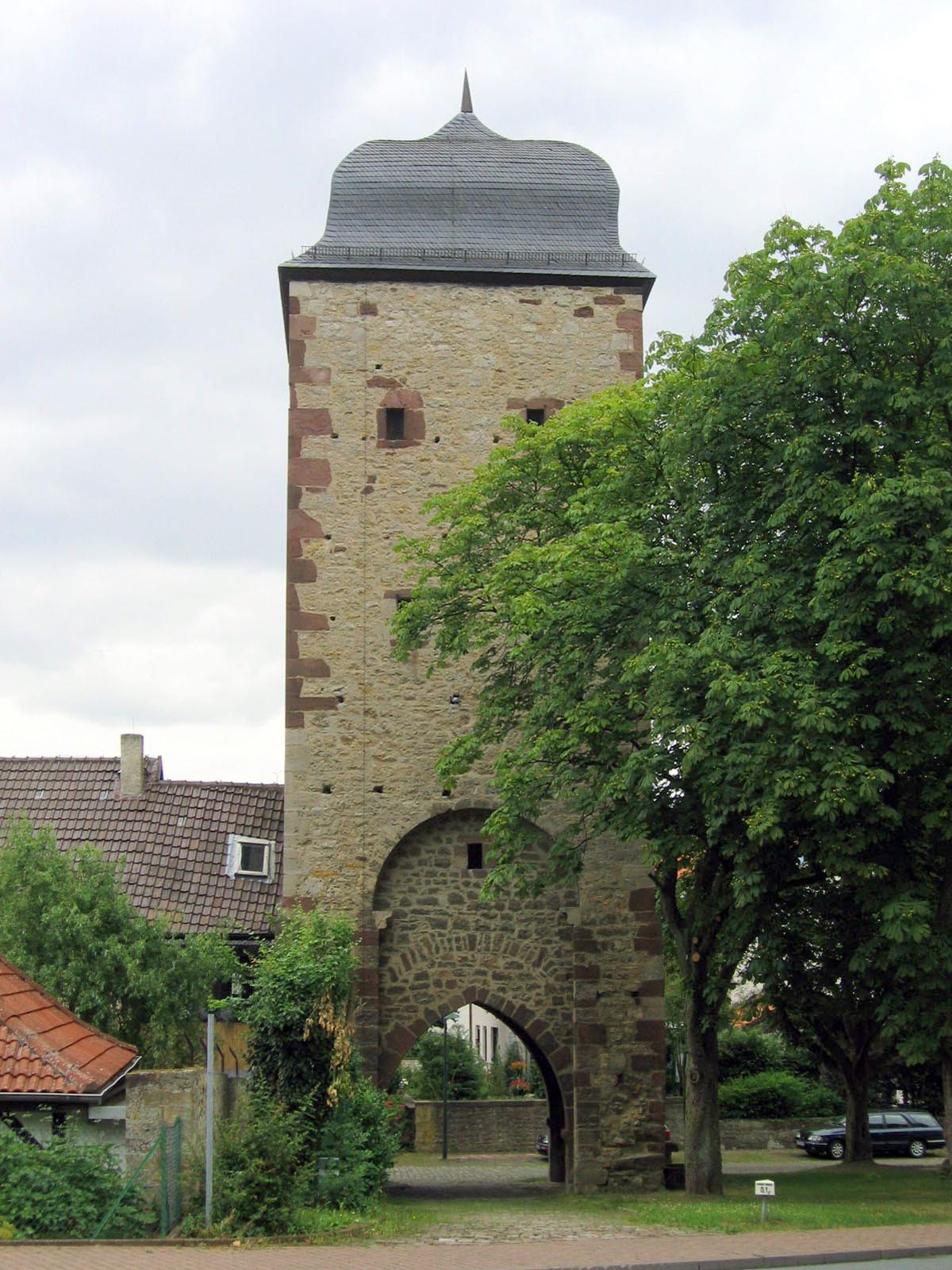
ヨハニス楼門

#### 中世の防衛施設
14世紀に建設された都市防衛施設は、両市の中世の市壁、5本の防衛塔、2つの市門の一部が遺されており、観光の魅力の一つとなっている。中世には、ヴァールブルクは、大部分が切石製の二重の壁で囲まれており、アルトシュタットとノイシュタットの市門を通って出入りしていた。
アルトシュタットの市民は最初に城とヨハニス楼門とを結ぶ壁を建造した。ブルクベルクの中腹にカッテン塔を建設した。1300年頃に建設されたザック門の近くのザック塔（ザクセン塔）は1443年に建設された。この塔は、どっしりとした最も高い塔で、アルト＝ヴァールブルクの象徴的建造物であった。1446年からは監獄としての機能も持った。ザック門は司教の城への西の入り口近く、ザック通りの最高地点にあった。司教によるアルトシュタット市民とノイシュタット市民との利害調整の議論はここで行われた。
1830年になるまで、ヴァールブルク市には10本の塔と、9つの市門があった。アルトシュタットの市壁には 5つ、ノイシュタットの市壁には 4つの門があったが、ザック門とヨハニス門だけが現存している。他の門は1801年から1840年の間に破壊され、その姿は一部だけが伝承されている。門の形は、内側と外側の2つの市壁の間にあたるシュタットツヴィンガーを前提としていた。ザック門あるいはペトリ門は典型的なツヴィリング門として改築されたが、外側のアーチは損壊した後再建されなかった。現在ザック塔内には第二次世界大戦の犠牲者のための追悼スペースが設けられており、ここを通って城内墓地に行くことができる。元々中世の防衛施設には 20以上の塔が含まれていた。そのうち 5本が保存されている: アルトシュタットのビールマン塔、カッテン塔、ヨハニス塔およびザック塔、ノイシュタットのフランケン塔である。円形のザック塔とビールマン塔は六角形の屋根を戴いており、四角形の平面を持つヨハニス塔とフランケン塔は四角形の屋根を戴いている。城内墓地のカッテン塔は上部が開いており、ディーメルタール越しに隣接するヘッセンまでの眺望が得られる。

#### 教会と修道院
ゴシック初期のノイシュタットのカトリック市教会である洗礼者聖ヨハネ教会は1230年頃に建設され、1264年に献堂された。
アルトシュタットのカトリック市教会である聖マリエ・ハイムズーフング教会は、アルトシュタットの二代目の教区教会である。この教会は、ドミニコ会が聖マリア・イン・ヴィネア教会を吸収したため、1288年から1297年に建設され、1299年に献堂された。教会内部には、たとえばバロックの十字架祭壇など様々な時代の芸術作品がある。
ゴシック初期の福音主義聖マリア・イン・ヴィネア教会（マリア・イム・ヴァインベルク、ブドウ畑の聖母）は1283年までヴァールブルク＝アルトシュタットの教区教会であった。パーダーボルン司教オットー・フォン・リートベルクとアルトシュタット市民との長い闘争の末、1286年にこの教会はヴァールブルクにあるドミニコ会のものとなった。その後1803年の世俗化までこの教会はドミニコ会修道院の教会であった。1824年以降、この教会は福音主義教会となった。
現在のギムナジウム・マリアヌムは1628年から初代の旧ドミニコ会修道院内にあった。当時はドミニコ会が管理していた。プロイセン政府によって1826年にこの修道院が廃止された後、プロイセンのプロギムナジウムとなり、1874年にギムナジウムに改変された。この建物は、市庁舎や福音主義教会とともにアルトシュタットの街の景観を形作っている建物である。マリアヌムのゴシック様式の十字架の道行きは、アルトシュタットの教会と並んでドミニコ会の最も重要な芸術的遺産の一つである。
二代目のドミニコ会修道院であるネオゴシック様式の聖マリア被昇天修道院は1906年から1915年に建設された。ドミニコ会の撤退後1995年にドイツのシリア正教会の修道院となり大主教座教会となった。
ブルクベルクの、旧ヴァルトベルク城敷地内（現在の城内墓地）にあるエラスムス礼拝堂（城内礼拝堂）は 11世紀に建設され、その地下に旧聖アンドレアス教会のロマネスク様式の地下聖堂を有している。これは市内で最も古い現存する建築文化財である。この礼拝堂は1681年に巡礼教会に改変された。
ヴァールブルクには、アルトシュタットにもノイシュタットにもそれぞれベギネンハウス（ベギン会館）があった。ベギネン通りのベギネンハウスは1357年に初めて記録されており、おそらく15世紀末に衰退した。司祭館の近く、パーペンガッセにあるノイシュタットのベギネンハウスは、1474年に初めて記録され、おそらく16世紀末に衰退した。
中核市区の外に 3つの修道院がある:
- シェルフェーデ市区のハルデハウゼン修道院は、12世紀に創設された。現在はパーダーボルン大司教区の教育機関として用いられている。
- ヴォルメルン市区のヴォルメルン修道院は、13世紀に女子修道院として設立された。
- オッセンドルフ方面の家族保養施設として使われている建物は、1922年に創設されたゲルメーテのゼルヴィアム姉妹団の母の家に属していた。

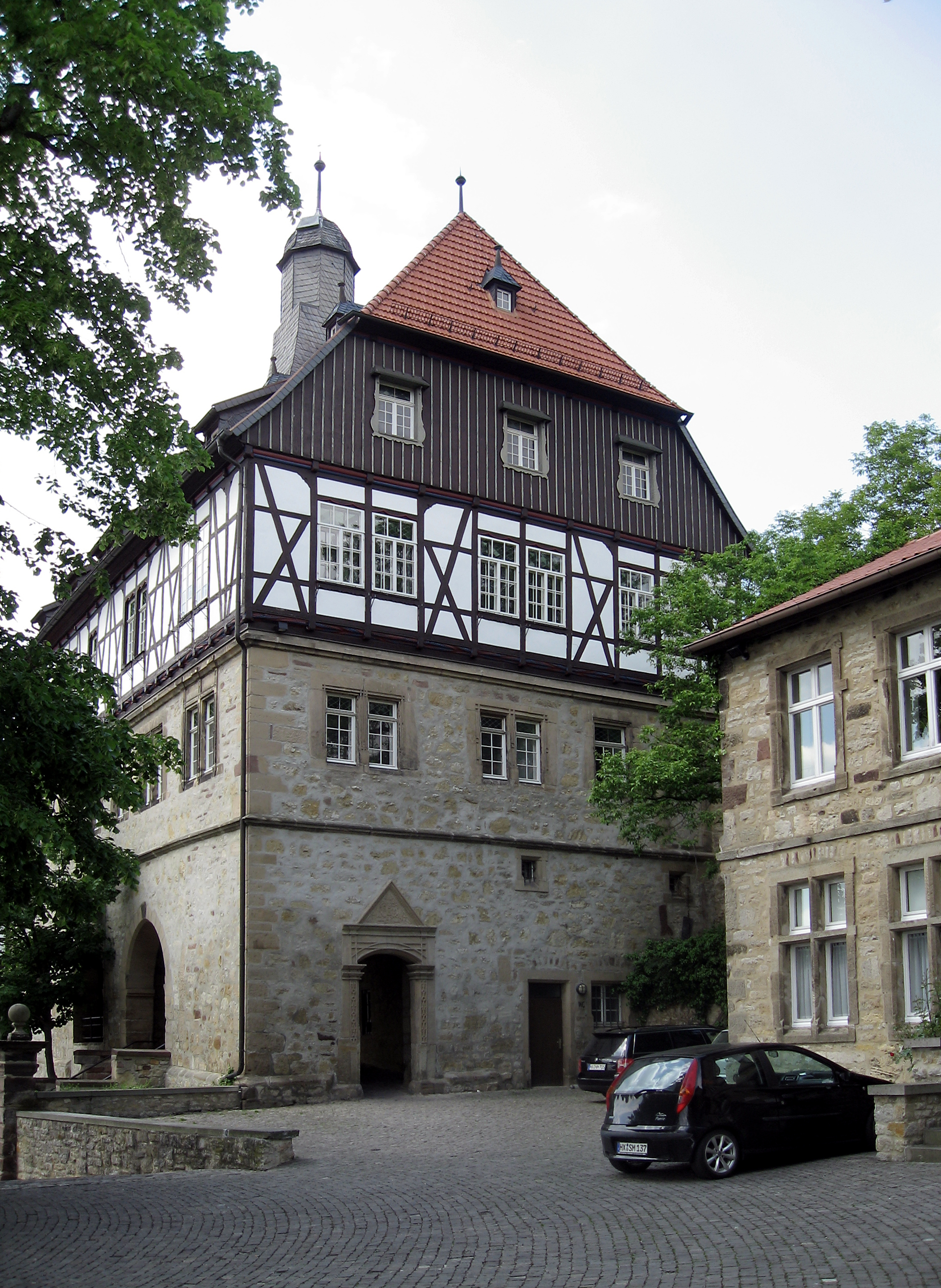
市庁舎「ツヴィッシェン・デン・シュテッテン」

#### 世俗建築
市庁舎「ツヴィッシェン・デン・シュテッテン」は、アルトシュタットとノイシュタットとを統合した総合市庁舎として1568年に建設された。この建物には2つの別々の入り口がある。ルネサンス様式の建物は、1902/03年に木組み建築の階が増築されたものである。この建物は、当時両市をつなぐ唯一の内門であったかつての聖母門の場所に建てられた。このラートハウスは、戸籍役場及び祝祭儀式の会場として使われている。
かつてのアルトシュタットの市庁舎は、1336/37年建造の 3段の階段破風を持つ石灰岩製の大きな建築物で、ヴァールブルク＝アルトシュタットのマルクト広場に面している。1973年に改修されたこの建物は、現在、食堂および住居として用いられている。

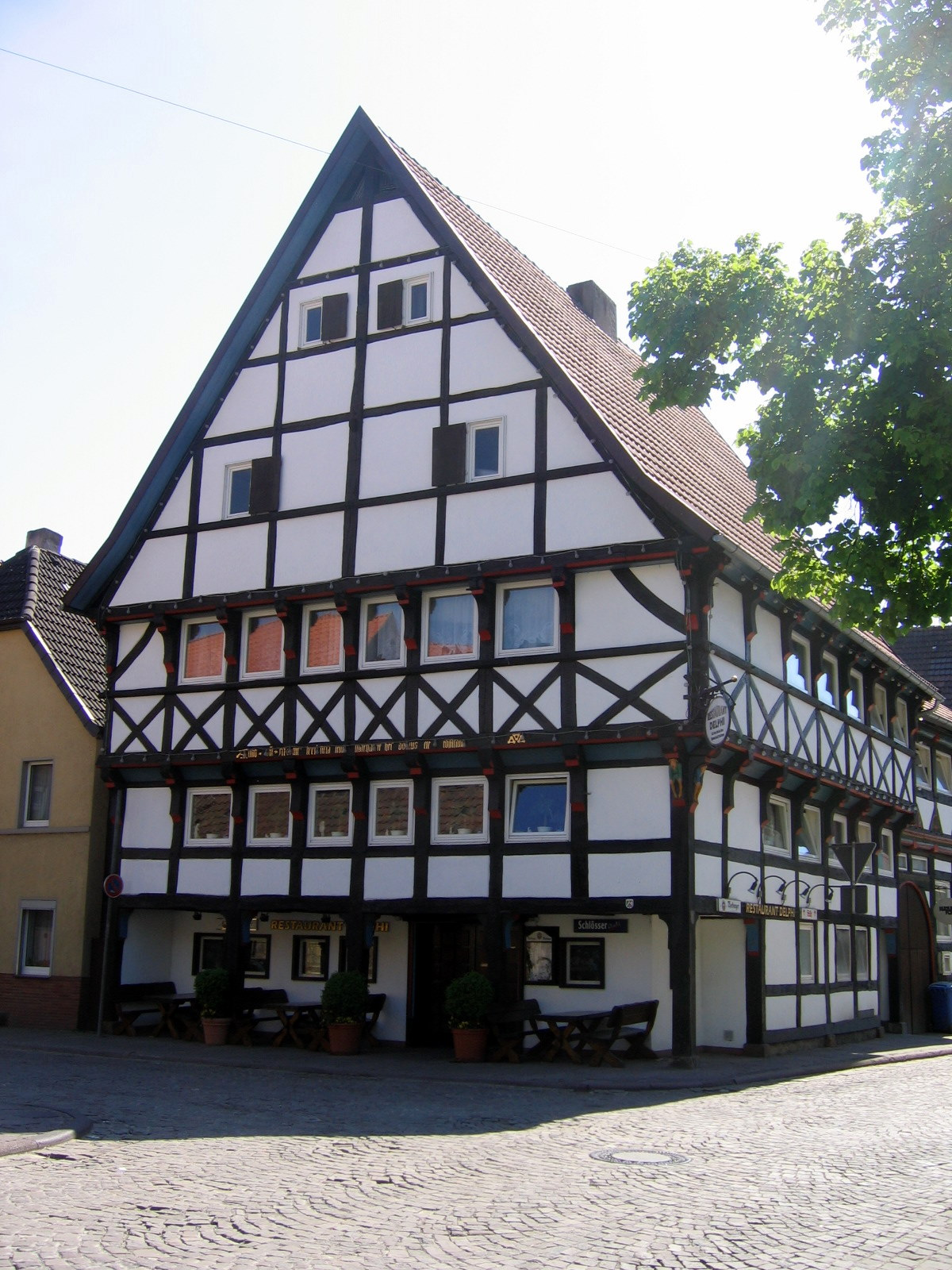
エックメンネンケン

#### 民家
ヴァールブルクには保存状態の良い木組み建築が存在している。その一部はノルトライン＝ヴェストファーレン州で最も古いものに数えられている。
ランゲ通り 2番地のアルトシュタットのエックメンネケンは1471年に建設されたヴェストファーレンで最も古い木組み建築の一つである。この名前は、角の柱に施された人物像に由来する（Eck = 角、Männer = 男の複数形）。かつては、パン焼き職人のツンフトハウスであったが、現在はレストランになっている。
16世紀のグロッケンギーサーハウス（ベルンハルディ通り 23番地）に、2011年に所有者のヴィープケ・ヤスマイアーによって（ヴァールブルクのペーター・キルシュバウムの援助を得て）ユダヤ教のミクワが設けられた。この施設は、予約すれば見学することができる。
シュテルン通り 19番地のコンヴィヌスハウスは、15世紀に建設された。元々は、2段の階段破風を持つ石造の、背丈の低いホールハウスであったが、1488/89年に裏の建物と併せて拡張され、1490/91年に階段は負の上部が木組み建築で増築された。
ヒルシュ薬局は、ゴシック様式の石造建築内にある。この建物は元々階段破風の建物であったが、1705年にバロック様式に改築された。
アルトシュタットのアルノルディハウスは後期ゴシック様式の木組み建築で、1513年に建設され、1970年に修復された。この建物はヴァールブルク出身のヨハネス・アルノルディにちなんで名付けられており、ヴァールブルクで最も威厳のある後期ゴシック様式の民家であるとみなされている。現在はアルトシュタットのカトリック教会が司祭館として利用している。
1538年にフライシャー・ヨハネス・アソーアーによって建てられたヨーゼフ＝コールシャイン通り 28番地のゴルトシュミット家は典型的な手工芸師の家であった。1722年から1943年までユダヤ人のベルク家およびゴルトシュミット邸が住んでいた。
現在ノイシュタットの教区センターとなっているシュテルン通り 13番地のベトリヒ邸はルネサンス様式の木組み建築であり、1558年から1560年に建設された。1980年から1982年に修復がなされた。
- カッテン塔
- ビールマン塔
- フランケン塔
- アルトシュタットの旧市庁舎
- グロッケンギーサーハウス
- コンヴィヌスハウス
- アルノルディハウス
- ゴルトシュミット邸
- ベトリヒ邸

### 公園、墓地、自然

#### 公園
市の中核部の外側にある、修道院、城館、城塞、農園主の館に付属する 8つの庭園は、一般の立ち入りが禁止されている。一般公開されている唯一の公園は温泉保養地であるゲルメーテ地区にある。
広さ 2 ha のクールパルク・ゲルメーテは、1970年代に建てられた温泉の建物とともにケルバーバッハ川の谷に位置している。この公園は、集落の北部にあり、多年生草本や土着の木々が植えられている。ここには、浴槽や池がある。
グーツパルク・ハウス・リーペン（デッセル、1 ha）は、古い風景庭園である。この庭園はおそらく19世紀末に造られた。外国から持ち込まれた樹木が植えられており、あるいは樹木園とされていた可能性もある。注目すべき樹木は、ヨーロッパナラ、ユリノキ、プラタナスである。南東向きの斜面の麓にグロッテが設けられている。これは、かつてはこの公園がはるかに広かったことを推測させる。
グーツパルク・ユーベルンゲンネ（ダーゼブルク、元々は 18 ha あったが、現在は 4 ha）は、池の上の高台にある農場主の館の周辺にある。敷地の一部は郡道によって現在の敷地から分離され、耕作地に転換された。池に面して古い茶亭がある。さらに氷室のある砂岩の擁壁も存在している。
山の上にあるカーレンベルク城塞庭園（約 1.5 ha）は、古い風景庭園で、数本の古木、水盤、グロッテ、四阿が保存されている。19世紀の豪奢な庭園施設は、大幅に簡素化されている。
カーレンベルク営林署公園（約 4 ha）は、古い風景公園である。おそらく 19世紀後半に造られ、草地や多くの古木からなる。営林署は公園の南部にあり、小川や古い門を持つ柵が境界となっている。
ヴェルダ城館庭園（約 1 ha）は、1738年から1758年に造園家カール・ハッツェルによって造営されたバロック庭園および風景庭園である。南の城館への誘導路はシナノキの並木道があり、城館の入り口前には円形花壇がある。庭園北部のバロック様式の庭園の塀は、一部が崩壊している。

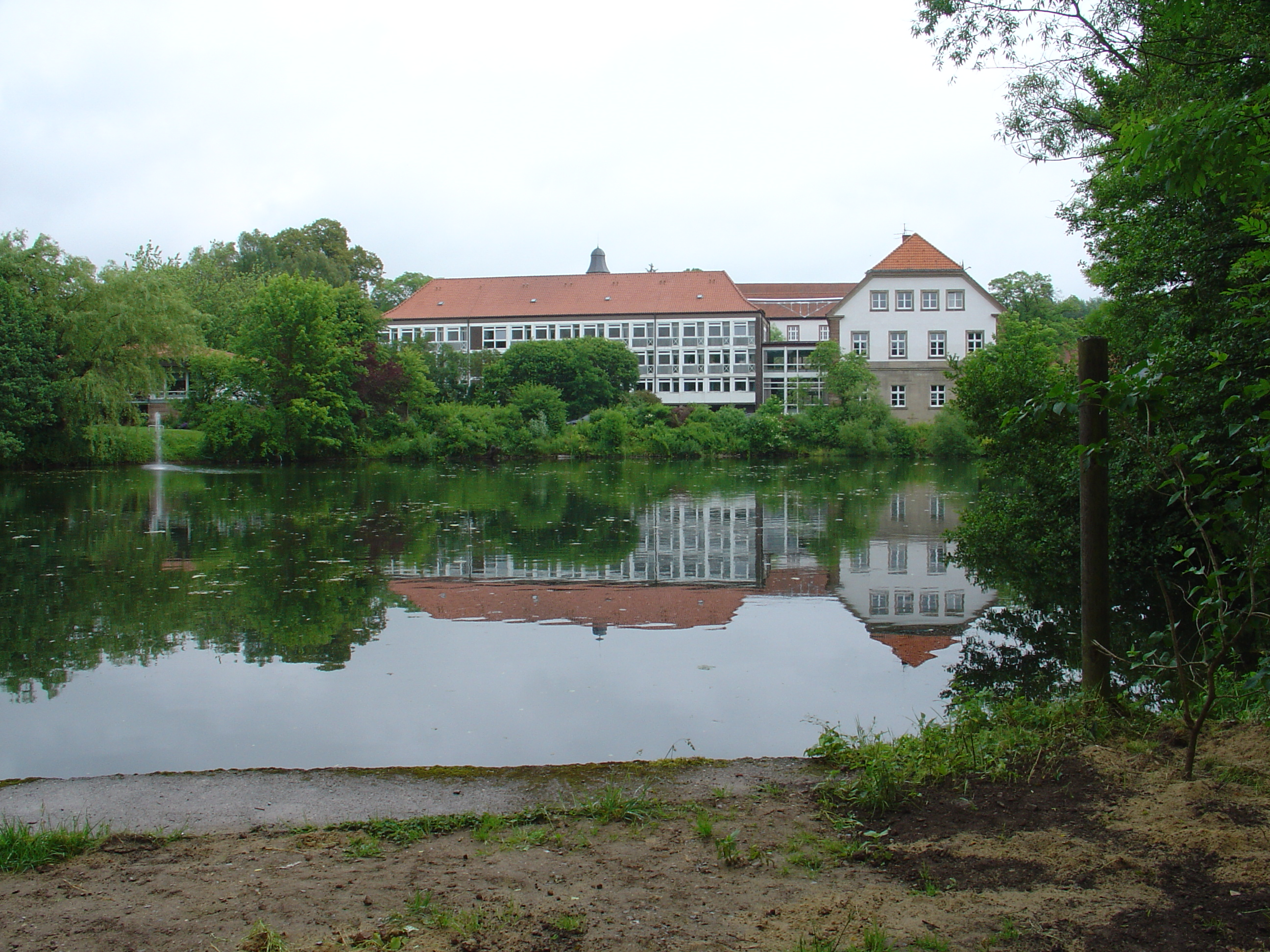
ハルデハウゼン修道院庭園の池

ハルデハウゼン修道院には、古いバロック庭園、実用園、風景庭園（約 18 ha）が付属している。庭園は塀で囲まれている。中庭には池（かつては 4つの噴水があった）と古木がある。バロック式の修道院庭園は、庭園芸術上のきらびやかさを彷彿とさせるが、元の形状をもはや留めてはいない。
ヴォルメルン修道院農場公園は、古い風景庭園で、おそらく1887年頃に邸宅の建設とともに造営された。この土地はそれまで実用園として用いられていたと推測される。女子修道院長の館は庭園の館であった。この公園は大部分が塀で囲まれている。

#### 墓地
ヴァールブルクの墓地は、アルトシュタットとノイシュタットとの間の城塞敷地内に、公園風に設えられている。墓地への入り口はアルトシュタットからもノイシュタットからも行くことができる。墓地からは、南東の市域を超えてヘッセンまで眺めることができる。かつての市壁の外側に隣接してヴァールブルク中核市区の旧ユダヤ人墓地がある。リムベック地区にもユダヤ人墓地がある。
各集落にはそれぞれ墓地がある。多くの場合、村の教会周辺に古い墓地があり、その後村外れに新しい墓地が設けられた。

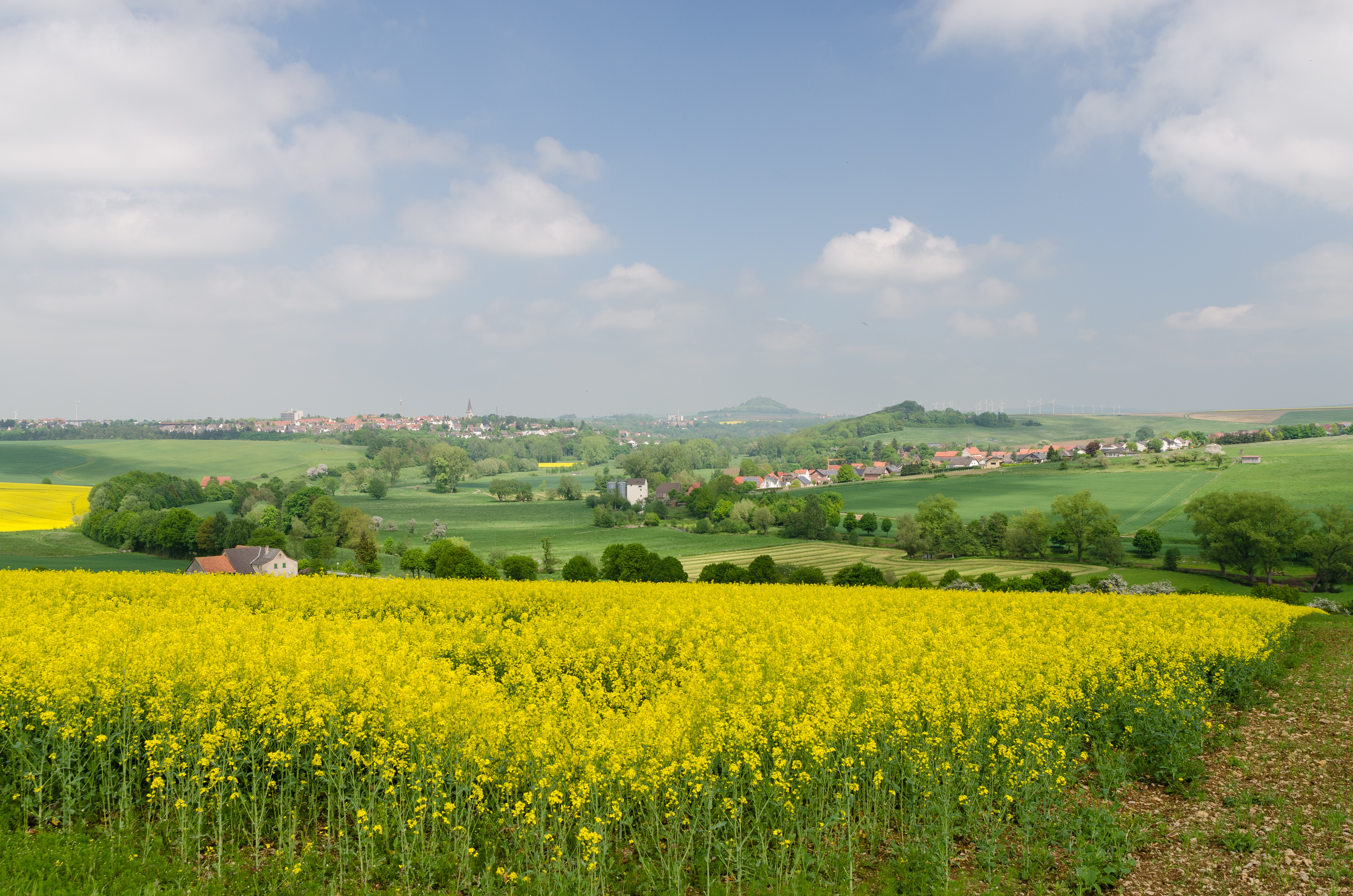
ヴェルダアー・ベルクからヴァールブルクを望む

### 自然
ヴァールブルクは、トイトブルクの森 / エッゲ山地自然公園内に位置している。市域内には 21の自然保護地区がある。保護されている土地は約 1,600 ha（市域を越えた地域は、その全域を含んでいる）、市域面積の約 10 % であった。ヘクスター郡の自然保護地域の約 25 % がヴァールブルク市にある。ヴェルダアー・ベルクなど、いくつかの地域は、1950年代にはすでに自然保護の対象となっていた。1983年9月22日にデトモルト行政管区はデーゼンベルクを初めて保護下におき、2003年12月3日に改めて自然保護地区に指定した。この自然保護地区は 32 ha で、様々な保護動物のビオトープとなっている。
ノルトライン＝ヴェストファーレン州営林管理局は、1985年、ハルデハウゼン近郊にヨーロッパバイソンの交配、育成機関を設けた。この他にイノシシの飼育施設も造られた。この施設は、2003年に森林体験地域に拡張された。
旧ヴァールブルク郡は、1974年10月にデーゼンベルクの山上部分を自然文化財に指定した。その他の自然文化財には、アルトヴェルダ廃村の痕跡や、ヴォルメルンのドンナースベルクにある旧秘密裁判所跡が指定されている。

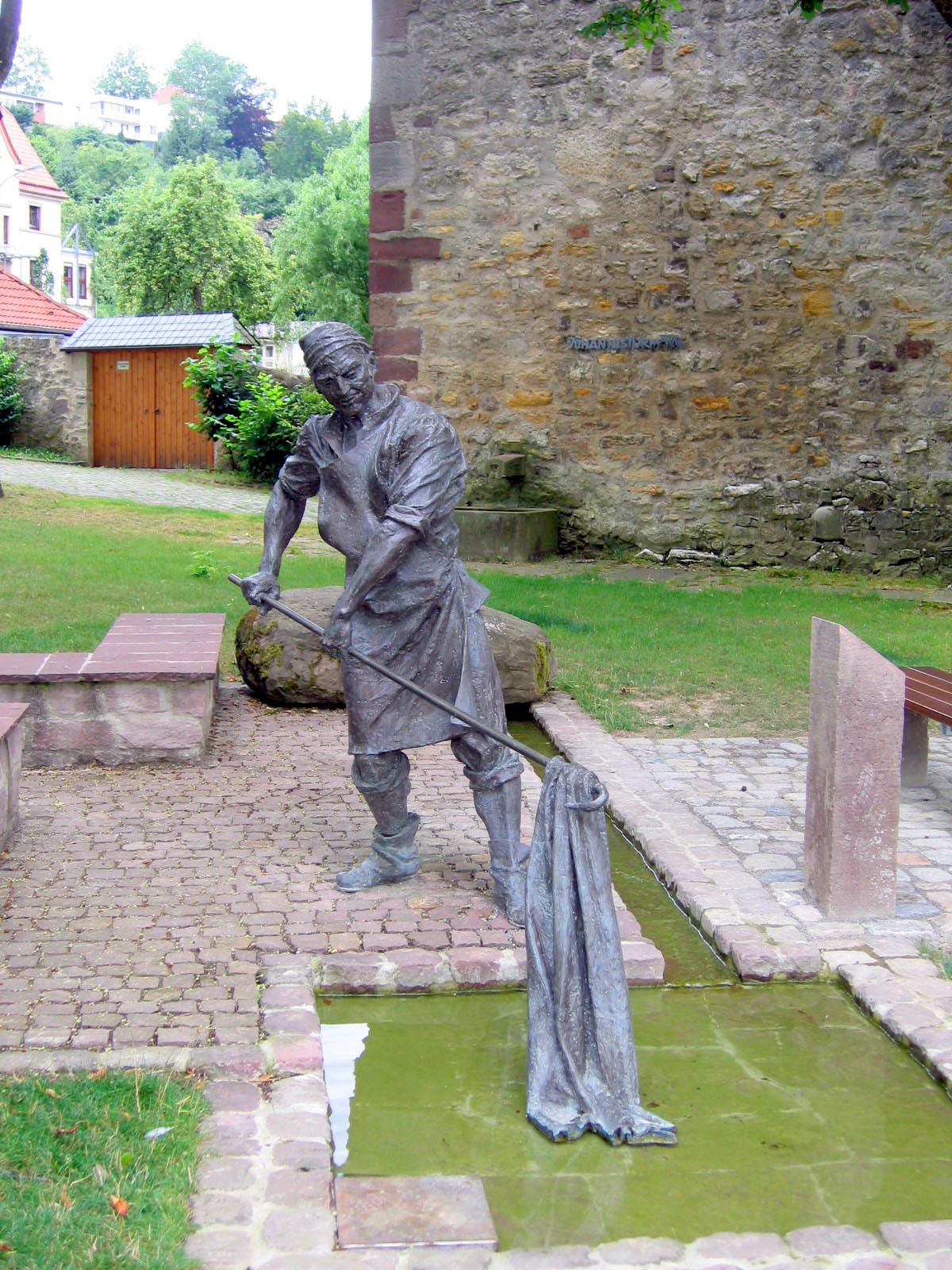
ヴァールブルクの革なめし工記念碑

### 記念碑
アルトシュタットの木組み建築エックメンネッケンは、この種のものとしてはヴェストファーレン最古の建築であるばかりか、木組み建築発展の歴史全体においても重要であるとして、記念建造物に指定されている。4つの柱間を持つ当時の新しい建築様式は高い安定性を生み出した。ヴァールブルク地方から始まったこの建築様式は、北海沿岸部にまで及ぶドイツ北部の木組み建築の発展に影響を与えた。
ヴァールブルク郷土・交通協会は、2005年にヴァールブルク＝アルトシュタットのヨハニス塔前に革なめし工記念碑を建立した。この記念碑は、仕事をしている革なめし工を象っており、アルトシュタットでかつて行われていた手工業的な職業を記念している。
クルト・レーマン教授がデザイン・作製した、ギムナジウム・マリアヌムの戦死した学生（マリアナーと呼ばれる）と国家社会主義の犠牲者のための記念碑が、マリアヌムの外壁に取り付けられている。
ギムナジウム・マリアヌムの敷地内にあるブリューダーキルヒホーフのアルトシュタットの壁には、かつてのマリアナーと、国家社会主義の犠牲者であるヨーゼフ・ヴィルマーとケッテラー男爵ヴィルヘルムを記念する栄誉碑が建立されている。
ザック塔近くの旧市壁の外側に、旧ユダヤ人墓地がある。

### 泉

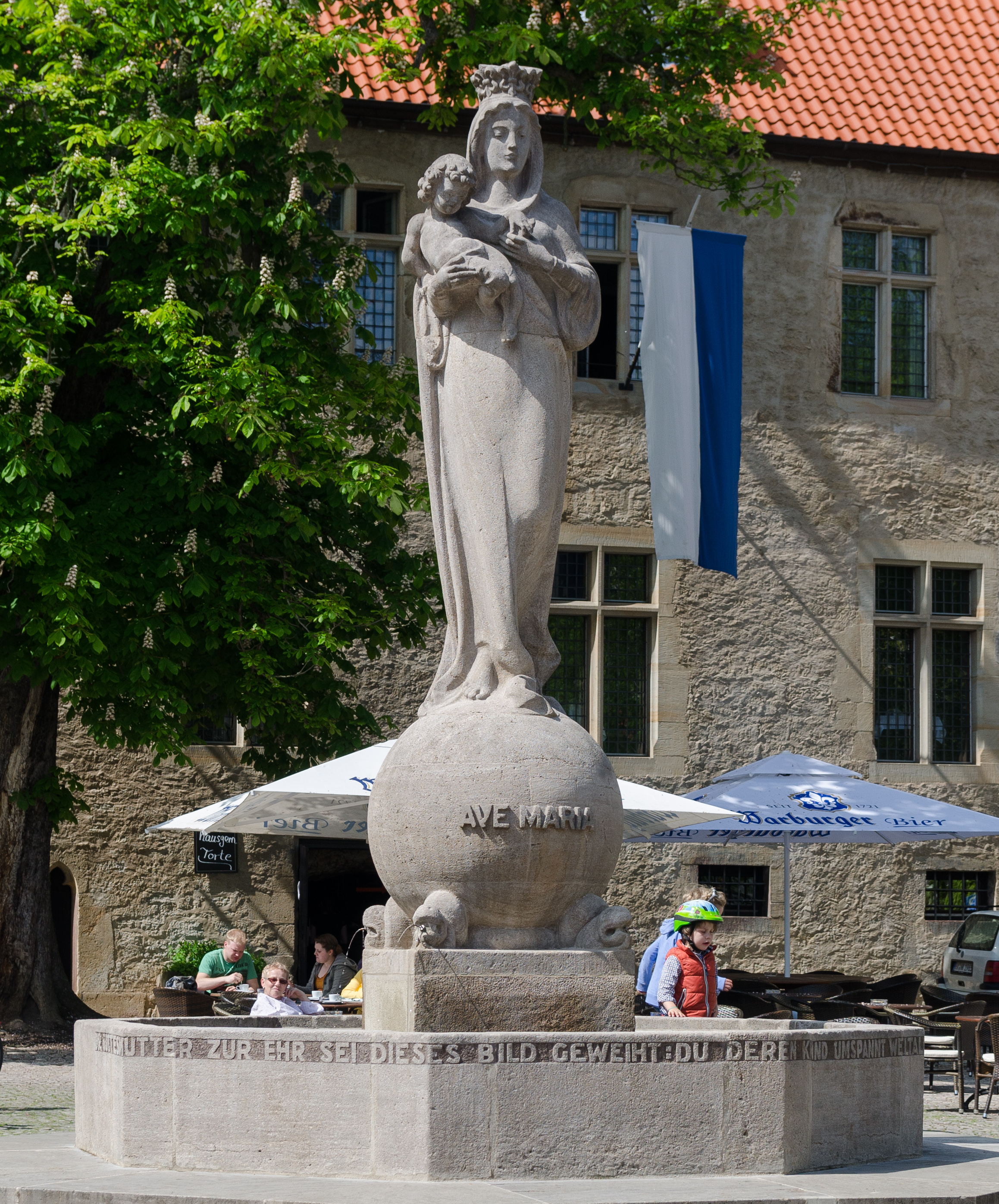
アルトシュタットのマルクト広場にあるマリアの泉

ノイシュタットのマルクト広場にアイゼンホイトの泉がある。この泉は、1912/13年にこの芸術家を記念して造られた。このモニュメントは、芸術家の個性を台座付きの塑像による記念碑として表現している点やモチーフの選択といったその形態においてヴェストファーレンで唯一のものである。
アルトシュタットのマルクト広場には、マリアの泉がある。その水盤は四角形で、中央に大きなマリア像がある。マリアの冠にはヴァールブルクの紋章から採られたユリが象られている。マリアは幼児イエスを抱いて、四角い台座と珠の上に立っている。水は、台座の珠から水盤に放出されている。

### スポーツ
ヴァールブルクは、ヴェストファーレン・サッカー・陸上競技連盟 (FLVW) に加盟している。サッカーは最も人気のあるスポーツである。シュポルトフロインデ・ヴァールブルク e.V. は、1908年から多くのサッカーチームを運営している。アマチュアチームは、2008/2009年シーズンにランデスリーガのシュタッフェル 1（オストヴェストファーレン）で、2009/2010年シーズンにはベツィルクスリーガでプレイした。2014/2015シーズン現在、クライスリーガAに所属している。
この街で最も古いスポーツクラブがヴァールブルガー・シュポルトフェライン・フォン 1884 e.V. (WSV 1884 e.V.) であり、陸上競技、バレーボール、ジャズダンス、スポーツ全般の部門を有している。WSV 1884 e.V. は、1976年から国際的なオクトーバーヴォーヒェンフォルクスラウフ（直訳すると「10月の国民ランニング週間」）を、市の創設 950周年にあたる1986年からアーベントシュタットラウフ（直訳すると「夕方の都市ランニング」）を、さらには様々な市民参加型のスポーツイベントを開催している。
その他のスポーツ種目としては、ディーメル川でのカヌー、テニス（ヴェストファーレン・テニス連盟に加盟し多くのチームを有する TC 80 ヴァールブルク e.V.）モデル飛行機、グライダー飛行、フォルクマールゼンまでの旧鉄道跡を走るサイクリングやゲルメーテ地区の乗馬（ザンクト・ゲオルク、ディーメルタール、馬場馬術および障害馬術）が楽しまれている。
いくつかの市区は独自のスポーツクラブを有している。たとえば、SV トイトニア・オッセンドルフ 1921 e.V.、SSV ヴェルダ 1919 e.V.、SV ヴォルメリア・ヴォルメルン e.V.、TC 85 デッセル e.V.、TC ネルデ e.V.、TC シェルフェーデ e.V.、TC メンネ e.V.、TC ブラウ＝ヴァイス・ダーゼブルク e.V.、TC リムベック e.V. などである。
学校スポーツやスポーツイベントには、人工芝の競技場を持つヒュッフェルトシュターディオン、天然芝の競技場と 400 m のトラックを持つディーメラウエ競技場が使用できる。
ヴァールブルクには、様々な難易度に対応したノルディックウォーキング・パークがある。水泳には、ヴァールブルク屋内プールと屋外プールの「ヴァルトバート」がある。

### 年中行事と風習
「マイフェスト」（五月祭）は毎年5月初めにヴァールブルク＝ノイシュタットのマルクト広場で開催される。

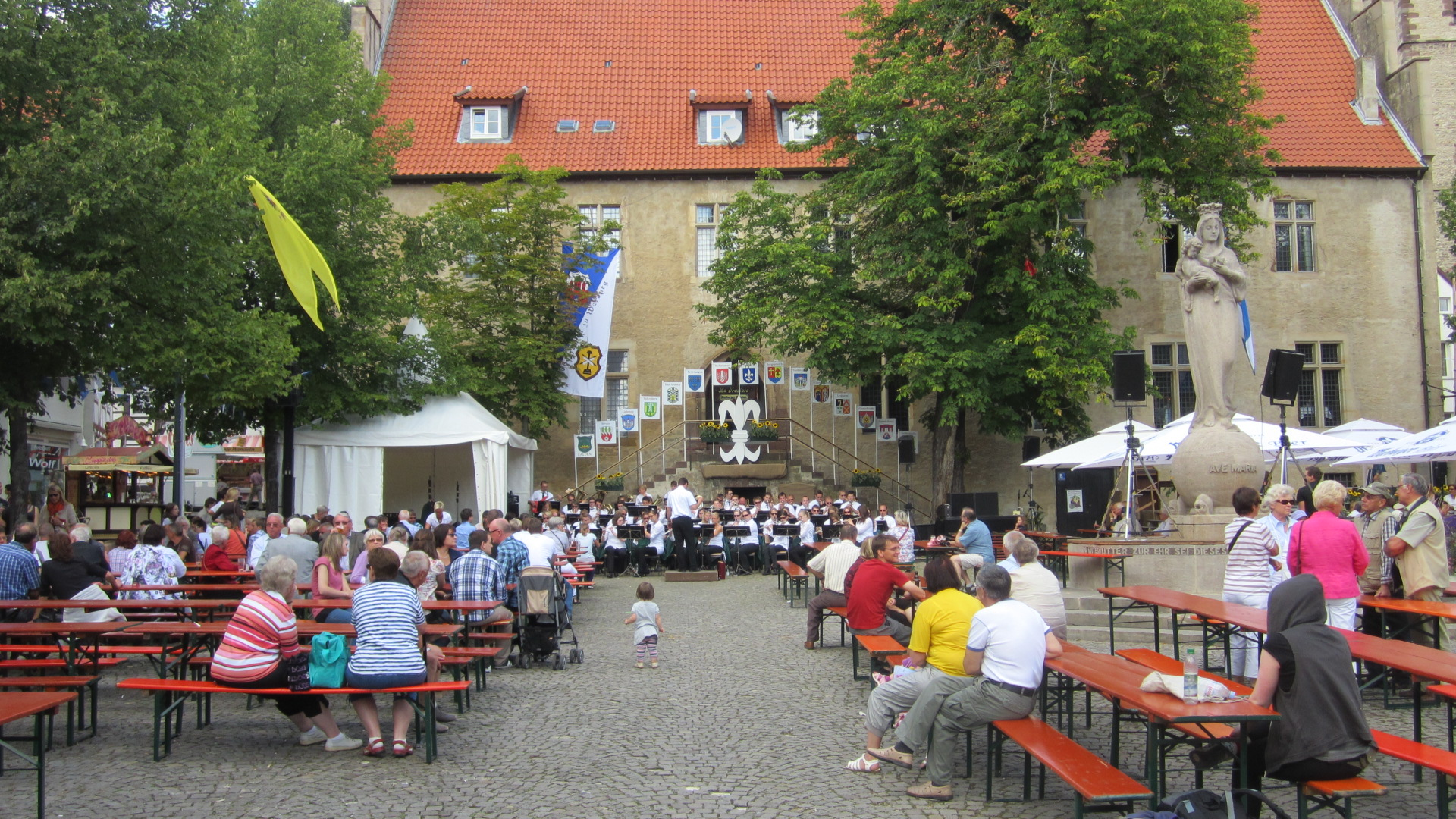
ケルケンフェスト

伝統的な「ケルケンフェスト」（カルクフェストまたはテュンヒフェルトとも）は毎年8月にヴァールブルク＝アルトシュタットで開催される。この祭の名前は、革なめし職人が動物の皮を石灰で下処理したことに由来している。この処理は「ケルケン」あるいは「石灰処理」と呼ばれた。石灰は、街の近くにある石灰石鉱山から採取された。祭の会期中、ヴァールブルク市の歴史に関する演劇が市民たちによって上演される。この演劇のクライマックスは悪党を水槽に入れて処罰するシーンである（ヴァールブルガー・ヴァッサーウィッペ）。その作品は、本市の歴史的な裁判システムを演じている。
毎年9月末から10月初めに開催される「ヴァールブルガー・オクトーバーヴォーヒェ」（直訳すると「ヴァールブルクの10月週間」）は、伝統的な世俗祭で、この種のものとしてはこの地方で最大の祭である。オクトーバーヴォーヒェは1948年からヴァールブルク市によって開催されており、2008年に 60周年を迎えた。
毎年4月初めの週末に開催されるヴァールブルクの「ミッテルアルターシュペクターケル」（直訳すると「中世スペクタクル」）は、1999年から開催されている。このイベントはヴェルベゲマインシャフト・ヴァールブルク e.V. が雑誌「ヴィルトヴェヒゼル」と共同で開催している。

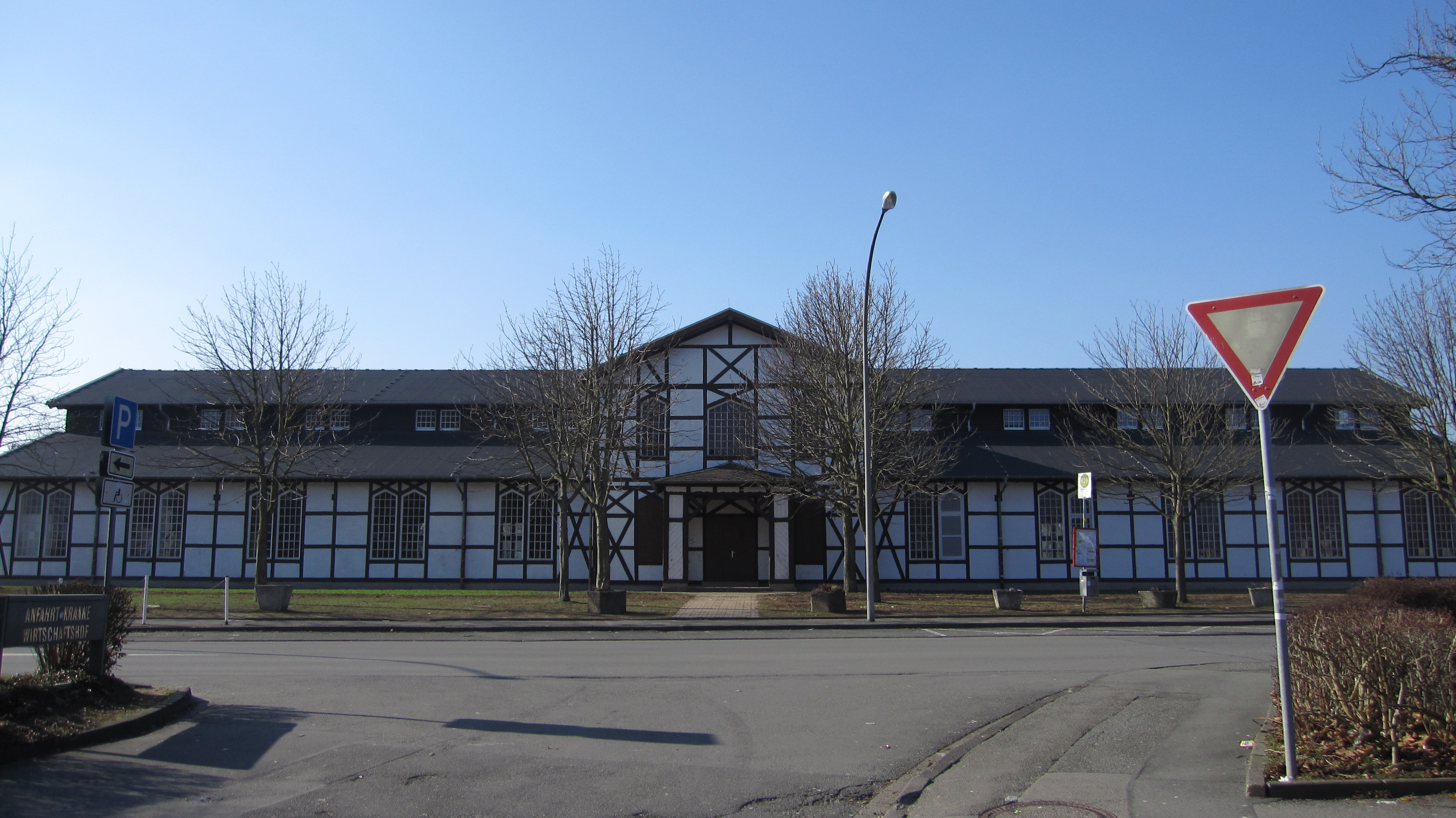
射撃広場の市立ホール

射撃祭は、2年ごとにヴァールブルク射撃ホールと射撃広場で開催される。この祭は歴史上の市民防衛軍の伝統を記念している。周辺市区でも定期的に射撃祭が開催されている。射撃祭は他の祭と並んで地域生活のハイライトとなっている。
毎年、アドヴェントの季節には、アルトシュタットとノイシュタットの 2つのマルクト広場で 2つのクリスマスマーケットが開催される。
いくつかの市区では、集落の境界をくまなく歩き回る伝統的な「シュナートガング」が毎年開催される。一部では、アガータ・パレードのような特別な教会のパレードも行われる。これは村の火災やペストによって住民が脅かされていた時代に始まった。長らく行われていなかった風習に「シュヴェールトタンツ」（直訳すると「剣の舞い」）がある。これは、シュナートガングが一時的にそうであったように、プロイセン政府によって禁止されていたためである。

### 名物料理、食材

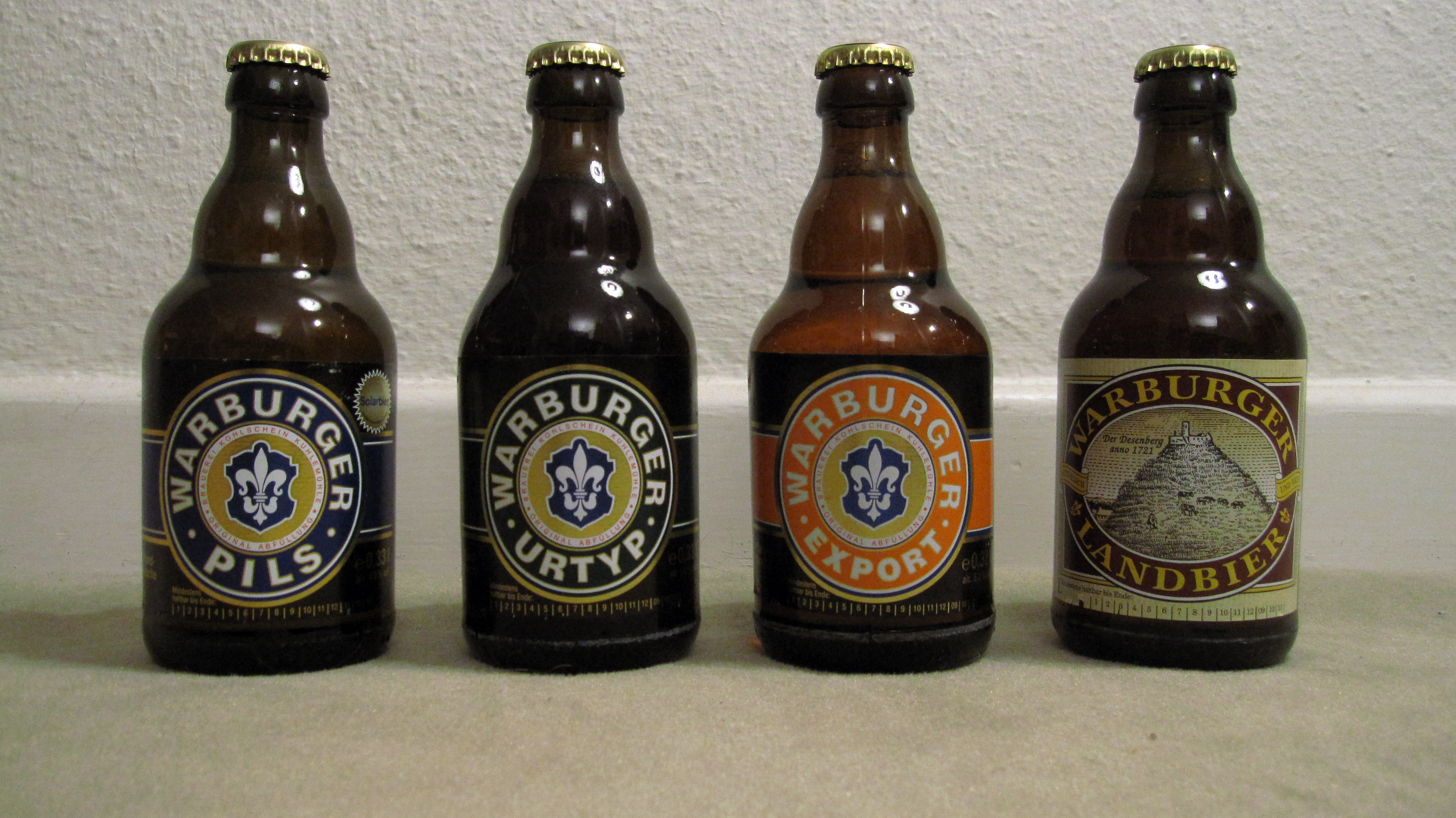
ヴァルブルガー・ビール

地域的に有名なのは、中世から製造されているヴァールブルクガー・ビール（ピルスナー、底面発酵の黒ビール、琥珀色でホップ控えめのラントビール、明るい色の輸出用ビール）である。現存する唯一のブルワリーは1721年からビール醸造権を有している。
ヴァールブルクで知られるヴァールブルガー・ブロートは黒パンの一種である。
ヴァールブルクではヴェストファーレン料理が伝統的に食されている。典型的なヴァールブルク料理は、乾燥したプラム、リンゴを詰めた骨付きあばら肉とブリンデス・フーン（豆、ニンジン、ジャガイモの煮物）や、狩猟シーズン後のジビエ料理である。もう一つの肉料理がヴィトメットである。これは様々な種類のソーセージをボイルしたものである。
ヴァールブルク周辺のいくつかの集落では、朝食に焼き菓子を添えて食べる。午後のコーヒーにはバターやシュトロイゼル（そぼろ状にしたクッキー）を添えた焼き菓子がとても好まれる。
オイレンシュプーゲルやブローメといった伝統的なカフェによってヴァールブルクのコーヒーハウス文化は知られている。この2店は、ノイシュタットのマルクト広場から近い場所に隣り合って位置している。

## 経済と社会資本
ヴァールブルク＝ノイシュタットは、ショッピング街、マルクト広場、税務署、区裁判所、旧農業試験場（現在はオストヴェストファーレン＝リッペ大学の一部）、市の行政機関、ギムナジウム・マリアヌムがある商業、教育、行政の中心地である。アルトシュタットは、芸術家や工芸家の工房、文化フォーラム、ケルケンフェストの会場など、文化的色彩が濃い。ヒュッフェルトは学園都市で、ギムナジウム・ヒュッフェルト、実科・本課程学校、社会教育学学校、障害者養護教育センターと、20世紀後半に建設された住宅地がある。市の北と西の周縁部には産業地区や大型ショッピングセンターがある。ゲルメーテ市区はルフトクアオルト（空気の清浄な保養地）として知られており、クールミッテルハウス、クールパルク、エクセサイズ用プールなどの健康・レジャー施設がある。

### 経済上の基礎データ
市内には 7,903人の社会保険支払い義務のある被雇用者がおり、ヴァールブルク職業安定所管内の失業率は 4.9 % である（2010年現在）。市外に通勤して行く労働者 (2,992人）よりも市内に通勤して来る労働者（3,641人）の方が多い。
ヴァールブルク市内の再生可能エネルギー比率は 19 % であり、連邦平均 (16 %) よりも高い。

### 商業
ヴァールブルクは、2つの上級中心都市パーダーボルンとカッセルとの間に位置する中級中心都市であり、一部の専門小売店や大型ショッピングセンターを有する商業都市である。医療、介護を含むサービス業や教育機関の規模は同タイプの中規模都市としては大きい方である。小売店、多くの教育機関、郵便局や病院はヴァールブルクのノイシュタットにある。

### 地元企業
ヴァールブルクは、農業中心の地域にある経済的中心地である。ヴァールブルクの経済は、伝統的に農業が大きな比率を占めている。現在のヴァールブルクの製造業は、多彩な中小企業によって構成されている。

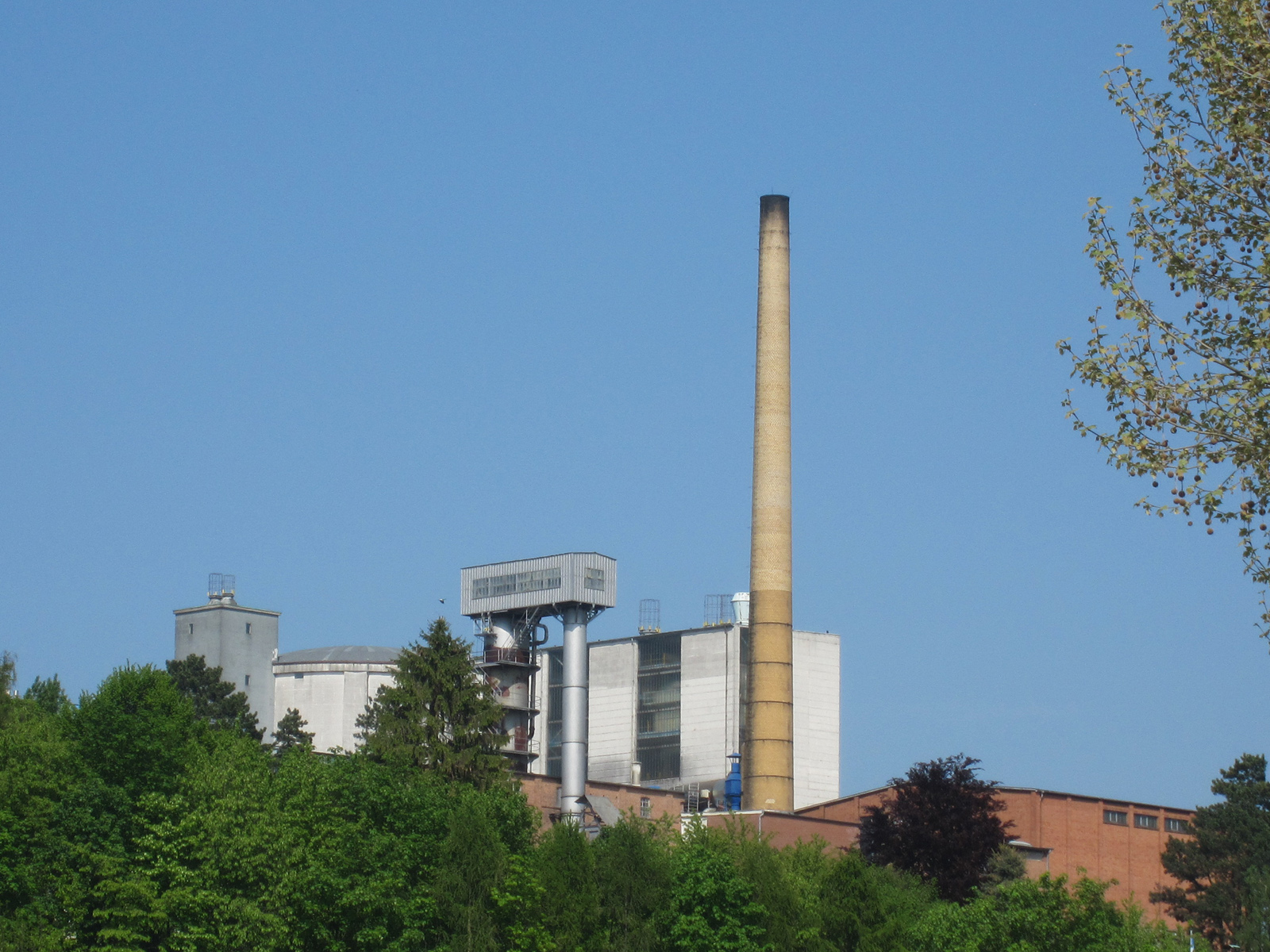
ヴァールブルク製糖工場

最も古い企業は、1721年にビール醸造権を取得し、ヴァールブルクのコールシャイン家が経営するヴァールブルガー・ブロイライである。農業生産品は、製糖工場、ミルク工場、屠畜場で加工される。当時の 2つの大きな食品製造会社、ヴァールブルク食品工場と製糖工場のうち、後者は現存している。この工場は現在、ジュートツッカー AG に属しており、バイオ糖を製造している。この他、ゲルメーテにハイル・ウント・ミネラルクヴェレン・ゲルメーテもある。
戦後、化学企業のブラウンス＝ハイトマン GmbH、合成樹脂の包材製造業者コーブッシュ＝ゼンゲヴァルト GmbH、合成樹脂加工業者トルゲス GmbH & Co. KGがヴァールブルクに定着した。
農業のモータリゼーションが始まると、オッセンドルフの旧ハルトマン農業機械やフランツ・クライン農業機械技術といった農業機械工場ができた。現在は、機械製造会社は、その大部分がベンテラーのような自動車下請け会社か、リンネンブリンク・テクニーク・ヴァールブルク、シュルテ機械製造 GmbH、BFI鉄鋼製造システム GmbHをはじめとする特殊機械の製造会社である。これらの会社は現在、製造業の重要な部分を担っている。
シェルフェーデには、動物用医薬品企業のブレーマー・ファルマ GmbH がある。リムベックには、現在はドイツ・ミルヒコントール (DMK) に属すミルク工場が1952年から稼働している。ここでは、UHTミルクが生産されているDMKはバター製造をエーデヴェヒトの工場に集約し、リムベックの工場でのバター製造は2012年6月に停止された。
新しい企業の多くは、オベーラー・ヒルゲシュトック、リュクテフェルト、インドゥストリーシュトラーセ/ハイトフェルト、エントヴィックルングスフレーヒェ LEP VI、シェルフェーデ・ヴェルクシュトラーセ/アム・ヘルベッケの各産業地域に存在している。

### 交通

#### 道路交通

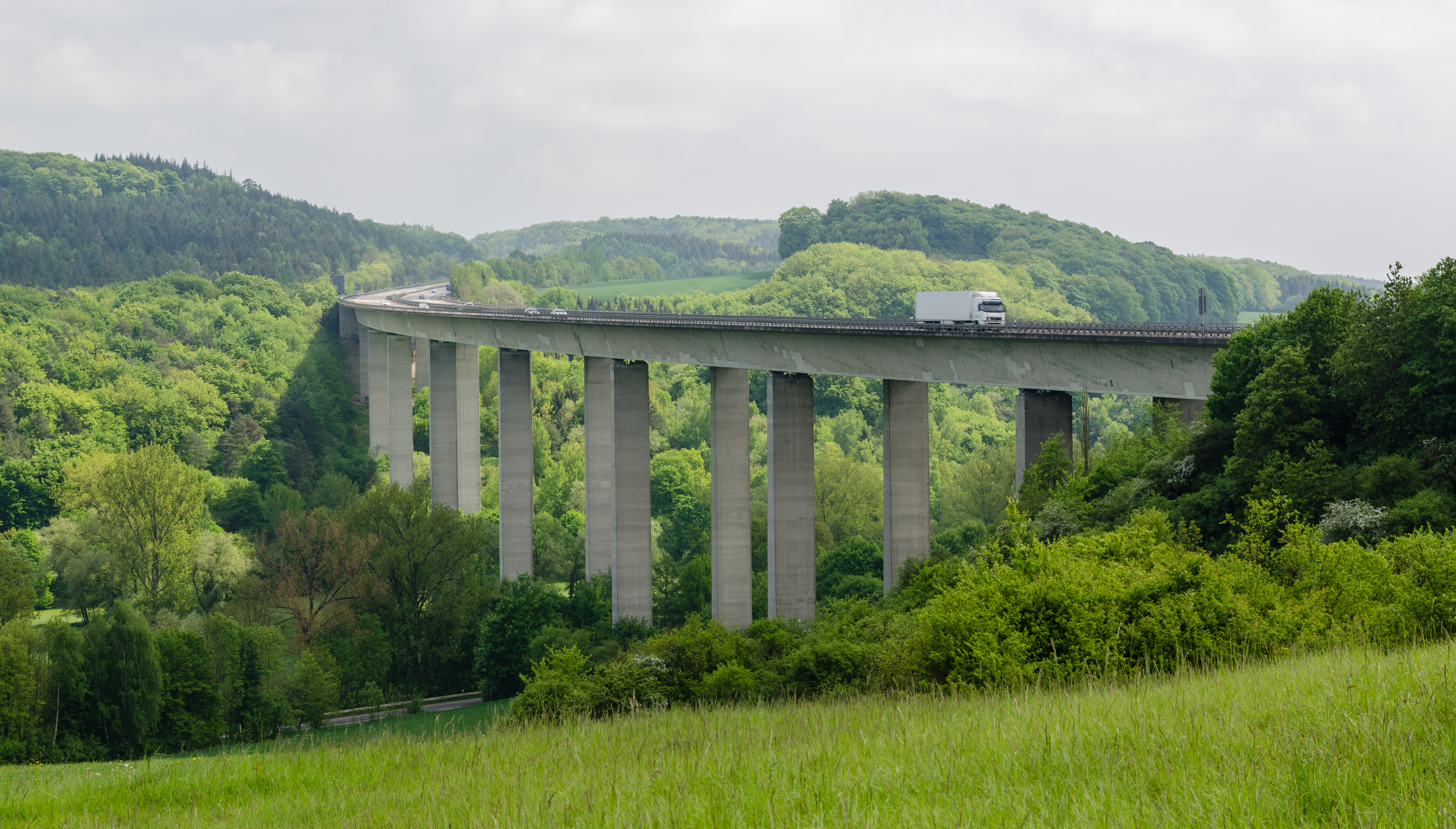
ヴァールブルク・インターチェンジ付近でツヴィステ川を渡るアウトバーン A44号線の橋

連邦道 B7号線と B252号線（オストヴェストファーレン街道）はヴァールブルク近郊で交差している。後者は、市の南部、ヴェルダの市域近くに位置するアウトバーン A44号線のヴァールブルク・インターチェンジに接続する。このアウトバーンは1975年からドルトムントとカッセルとを結んでいる。最寄りのアウトバーンのジャンクションは、A7号線およびA49号線と交差するカッセル南ジャンクション、A33号線と交差するヴュネンベルク＝ハーレン・ジャンクションである。A33号線はパーダーボルン、ビーレフェルト方面で A2号線（オーバーハウゼン – ハノーファー）および A30号線（バート・ベントハイム – バート・エーンハウゼン、欧州自動車道路 E30号線を兼ねる）に接続する。市内の連邦道の総距離は 50 km を超える。ヴァールブルク市内の経済道路網は約 365 km である。

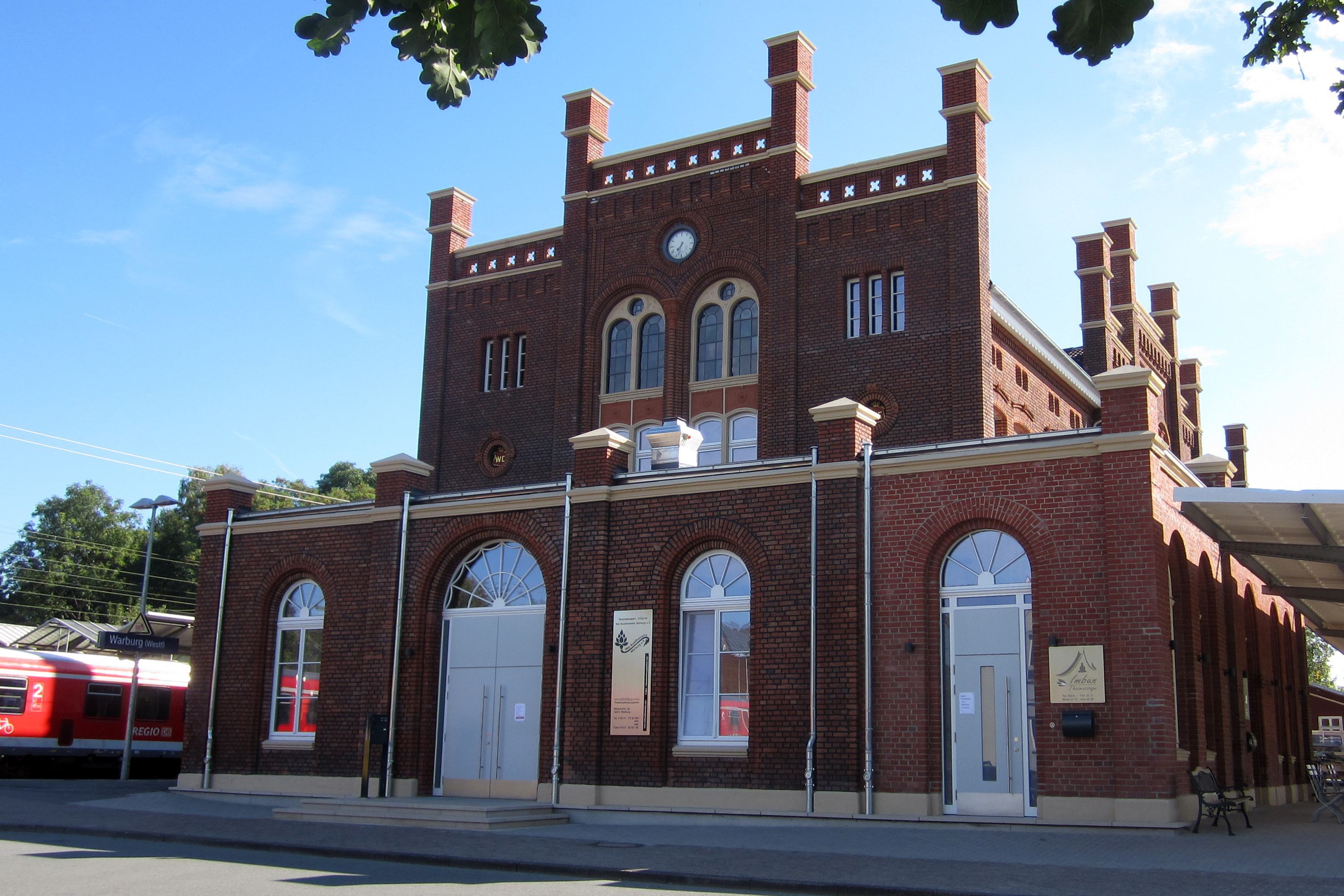
ヴァールブルク駅

#### 鉄道
本市は、ヴァールブルク (ヴェストファーレン) 駅およびシェルフェーデ駅を介して鉄道路線と接続している。市内にあった他の鉄道駅は廃止された。
ハーゲンからのオベーレ・ルールタール鉄道と鉄道ハム – ヴァールブルク線は、ヴァールブルク駅でカッセルあるいはベーブラへ行くフリードリヒ＝ヴィルヘルム北線に接続する。この路線は中央ドイツ接続線の一部であり、数多くのインターシティ (IC) が運行している。バート・アーロルゼンおよびザールナウ・バイ・マールブルクへ行く鉄道ヴァールブルク - ザールナウ線は1977年まで、ホルツミンデン – シェルフェーデ線は1984年まで運行されていた。
鉄道接続駅であるヴァールブルクには、デュッセルドルフ – ハム – カッセル - エアフルト – ベルリン – シュトラールズントを結ぶ広域旅客鉄道 (IC 51) の IC や ICE の列車が発着する。地域・近郊交通では、ゼースト＝ハムへ向かうミュンスター – ヴァールブルク線を走るRB 89（エムス＝ベルデ鉄道）があり、カッセルに向かう RE 17（ザウアーラント・エクスプレス）ハーゲン中央駅 – ベストヴィヒ – ヴァールブルク – カッセル＝ヴィルヘルムスヘーエ線にヴァールブルクで接続する。
ヴァールブルクの駅舎は1852/1853年に建設された。
鉄道旅客近郊交通は、DBレギオ NRW およびパーダーボルン – ヘクスター近郊交通連盟（ホーホシュティフト運賃）により運営されている。

#### バス交通
ヴァールブルク市内の路線バスは、ドイツ鉄道オストヴェストファーレン＝リッペの子会社であるバーンブス・ホーホシュティフト GmbHのバス路線網によって結ばれている。中核部と、ヴァールブルク市内の周辺市区および隣接市町村（フォルクマールゼン、ローデン、ボルゲントライヒ、ボルリングハウゼン、ペッケルスハイム）およびパーダーボルンとの間は、市バス、地域バス、高速バスによって行き来できる。いくつかのバス路線は廃線となった鉄道の代替機関である。市内では市民バス 1路線（8停留所）が運行されている。市民バスはボランティアで運営されている。さらに市内全域および隣接市町村からのスクールバスもある。

#### 航空
カッセル＝カルデン飛行場へは 21 km、パーダーボルン/リップシュタット空港へは 49 km の距離がある。オッセンドルフ市区の外れにハインベルク飛行場がある。
航空業界では、ヴァールブルクは超短波全方向式無線標識 (VOR-DME) WRB で知られている。

### メディア

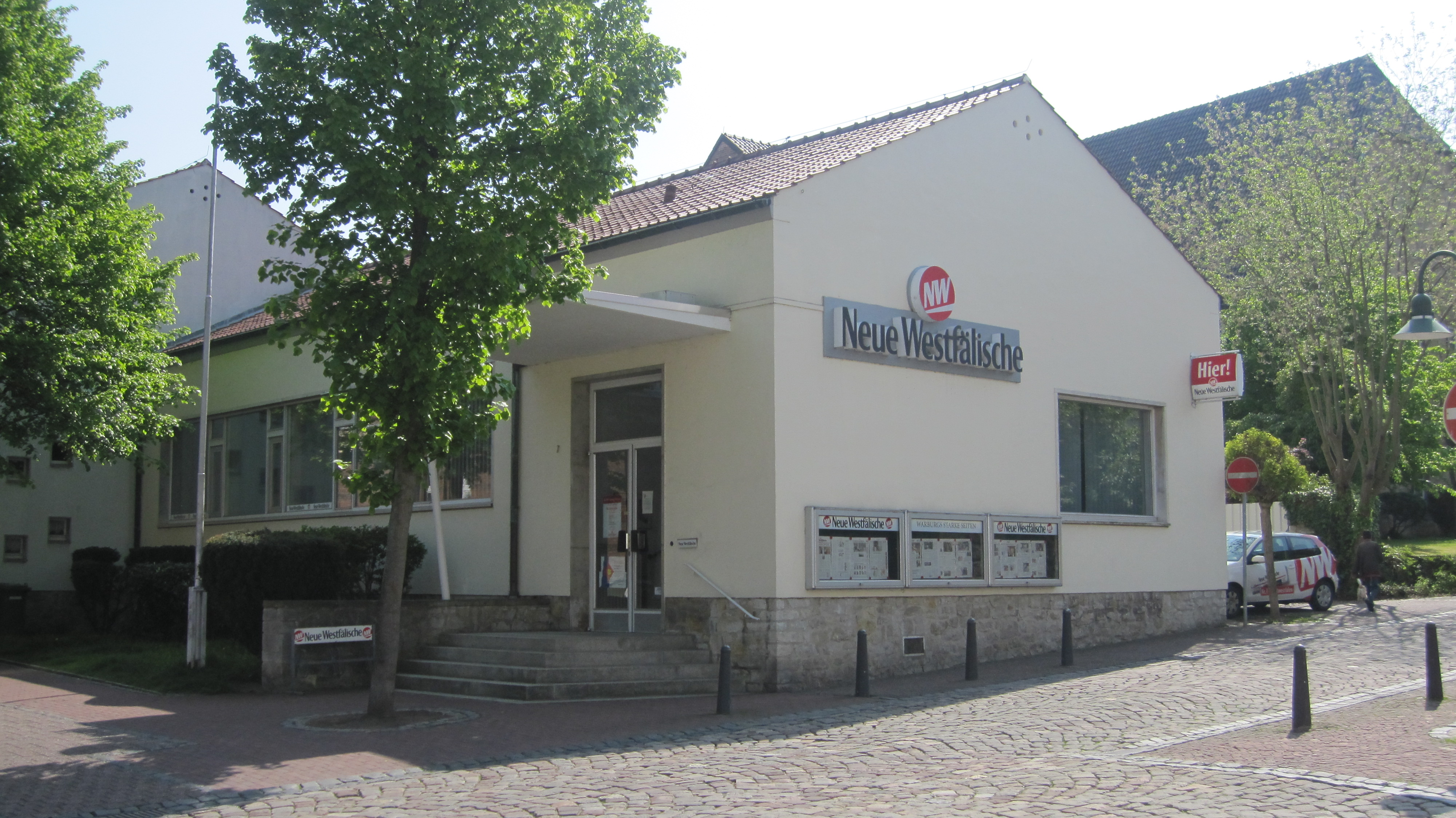
ノイエ・ヴェストフェリシェのヴァールブルク編集部

ヴァールブルクでは、日刊紙の「ノイエ・ヴェストフェリシェ」と「ヴェストファーレン＝ブラット」が刊行されている。後者のローカル版は、「ヴァールブルガー・クライスブラット」を起源とする。「ノイエ・ヴェストフェリシェ」はヴァールブルクに地方編集部を有しており、ここでヴァールブルク、ボルゲントライヒ、ヴィレバートエッセン向けを対象とした記事を追加している。新聞の他の部分はオストヴェストファーレン＝リッペ全域を対象とした一般面であり、ビーレフェルトで作成されている。この新聞の重点はローカルニュースであり、週に6日印刷体として刊行されている。2005年からは有料オンライン新聞あるいはe-ペーパーとして配信されてもいる。「ヴェストファーレン＝ブラット」には、ヴァールブルクのローカル編集部による旧ヴァールブルク郡向けの個別の地方面がある。ビーレフェルトのこの新聞の本社では一般面を作成している。ヴェストファーレン＝ブラットも有料のオンライン版を配信している。
さらにヴァールブルク産業協会 e.V. により制作される「ツァイトゥング・デーゼンベルク＝ボーテ」が毎週水曜日に刊行される。この新聞はヴァールブルク市のニュースを扱っており、28,000部が配布される広報紙である。
パーダーボルン司教区では、年に4回、パーダーボルン郡及びヘクスター郡向けに地方史、文学、芸術を扱った季刊誌「ディー・ヴァルテ」が刊行されている。
イベントマガジンの「ヴィルトヴェヒゼル」は1986年にグレーベンシュタインで創刊された。1992年に編集部はヴァールブルクに移転した。ここから北地区版（パーダーボルンからカッセルまで）と南地区版（カッセルからマールブルクまで）の2つの版を合わせて 33,000部を生産している。「ヴィルトヴェヒゼル」はローカルな、あるいは地域を超えたテーマやトレンド、社会の発展、文化的なニュースを扱っている。編集者は、デザイナーでグラフィックアーティストのアルノ・ヴァルトシュミットの息子であるフェドール・ヴァルトシュミットが務めている。
ヴァールブルクは WDR のビーレフェルト地方スタジオのサービス地域に属している。ヘッセンに地理的に近いことからヘッセン放送の様々なプログラムが受信できる。ヴァールブルクが属すかつてのパーダーボルン司教領にあたる地域では、1991年からローカルラジオ局の「ラジオ・ホーホシュティフト」が放送を行っている。この放送局は特にローカルなテーマを取り上げており、広域放送局（WDR）に比べ、高い聴取率を得ている。ヴァールブルクのニュースやイベントの報告は、放送局の外部レポーターが編集して放送している。

### 観光業

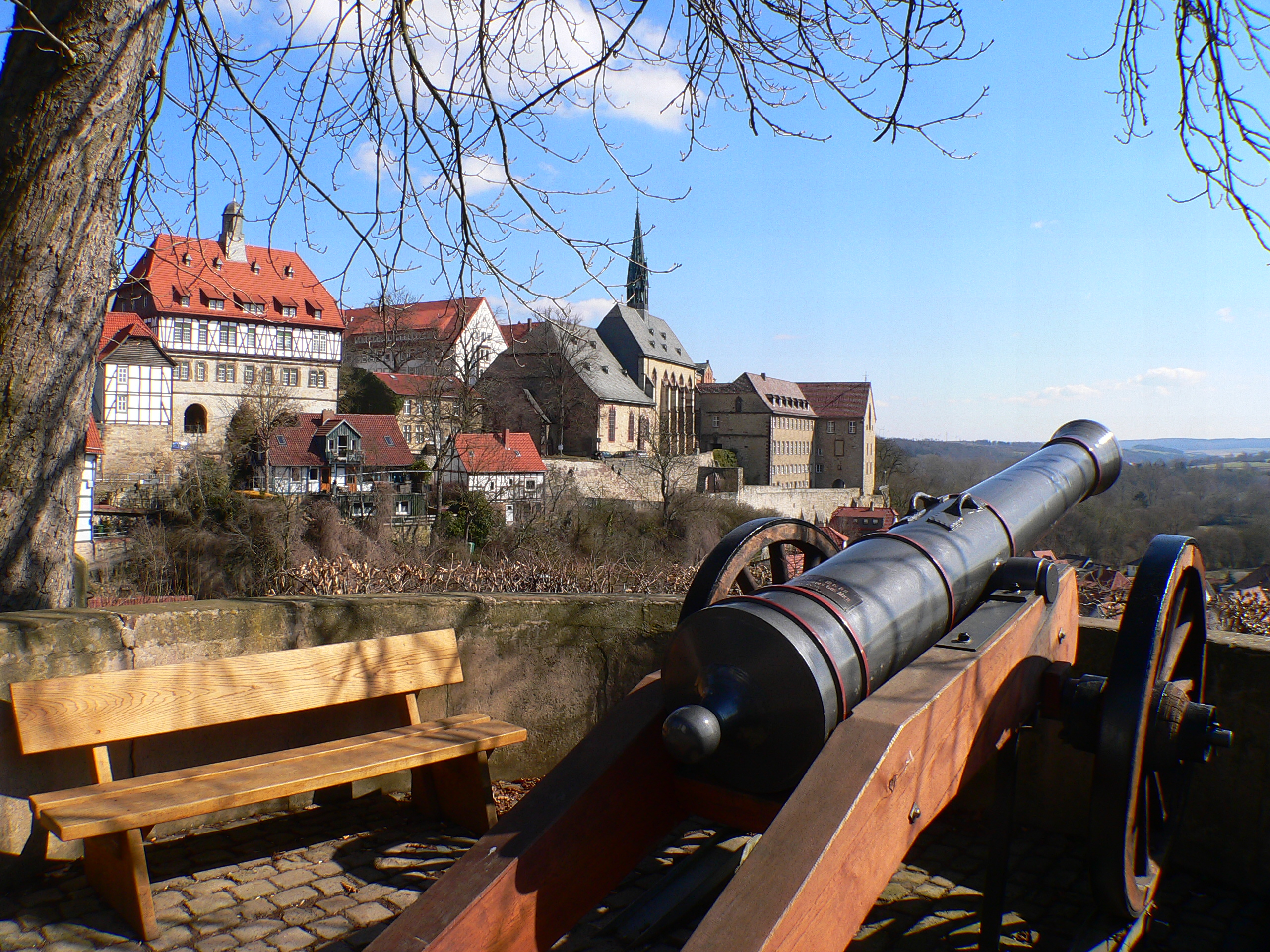
ヴァールブルクの砲台から見たアルトシュタットの街並み

ヴァールブルク・ジュートエッゲ観光連盟 e.V. の設立以後、観光用レジャー・スポーツ施設や市の対応は拡張を続けた。ゲルメーテが保養地に指定されて以降、ゲルメーテやその周辺の観光資本はさらに改善された。また、アウトバーン A44号線の建設や連邦道の改良工事により自動車でのアクセスが、ヴァールブルク IC駅により鉄道でのアクセスが大いに簡略化された。
この街には、あるものは自然に（サイクリング、ウォータースポーツ、近代的なアスレチックスポーツなど）、あるものは文化に（芸術、城館、建築文化財、文化イベント、グルメなど）と、多くの観光ポイントがある。ヴァールブルクは、その絵画的な都市景観から、周辺地域や近隣大都市圏（ルール地方、ハノーファー、ライン＝マイン）からの日帰り観光地となっている。地元の伝統的な祭り（射撃祭、ケルケンフェルト、教会祭、シュナートゲンゲ、ミッテルアルターシュペクターケル、オクトーバーヴォーヒェ）は、この地域に外部からの客を惹きつけている。家族向けのレジャーは、拡充されつつある新しい観光業の分野である。

### 健康、保健

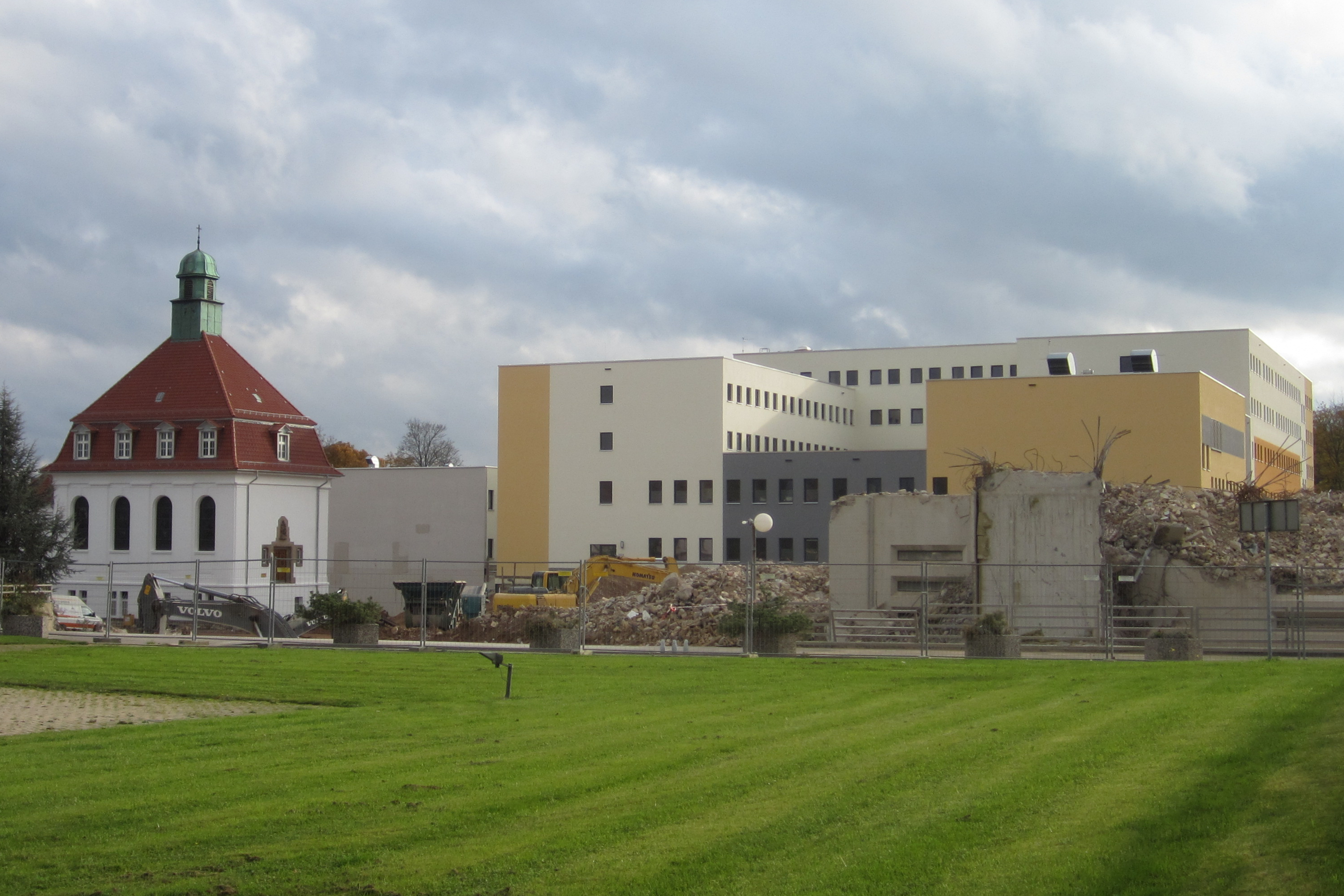
2014年10月現在のヘリオス・クリニークム

ヴァールブルクには、中世にはすでに病院が存在していた。中世の病院から成立した聖ペトリ病院は、1923年から1926年にヒュッフェルト通りに建設された。その後この建物は拡張され、1970年には多層階の新しい建物が建設された。これらの建物は、2014年に解体された。かつての聖ペトリ病院の跡地には、現在、ヘリオス病院グループが経営するヘリオス・クリーニクム・ヴァールブルクがある。
この病院には、内科（重点は循環器病と消化器病）、麻酔や疼痛管理を含む事故・集中治療、外科、理学療法科、耳鼻咽喉科、小児科、泌尿器科が診療科として存在している。形成外科/整形外科の診療科、レーザーセンター、透析室は別棟にある。この病院は、約120人の職員を雇用しており、収容能力は 173床である。年間約 5,600人の患者を扱っている。2008年現在の総資産は 1830万ユーロである。この病院の管轄地域の人口は約 42,000人である。
シェルフェーデには小さなアルファー＝クリニークがある。聖ラウレンティウス治療教育センターやいくつかの老人ホームには、診療所が設けられている。
ヴァールブルクには約 50人の医師が診療にあたっており、このうち 14人が総合医、10人が歯科医、5人が内科の専門医、5人が助産師または産婦人科医、3人が整形外科/スポーツ医学の医師、眼科、耳鼻咽喉科、皮膚科、小児科の医師が各2人、泌尿器科、放射線科、神経科の医師が各1名である。
薬剤を購入するためには、10軒の薬局がある。このうち 2軒がシェルフェーデにある。多くの理学療法士、整骨師、言語聴覚士、作業療法士が治療処置にあたっている。約 6人の自然療法医がヴァールブルクで診療を行っている。

### 公共機関

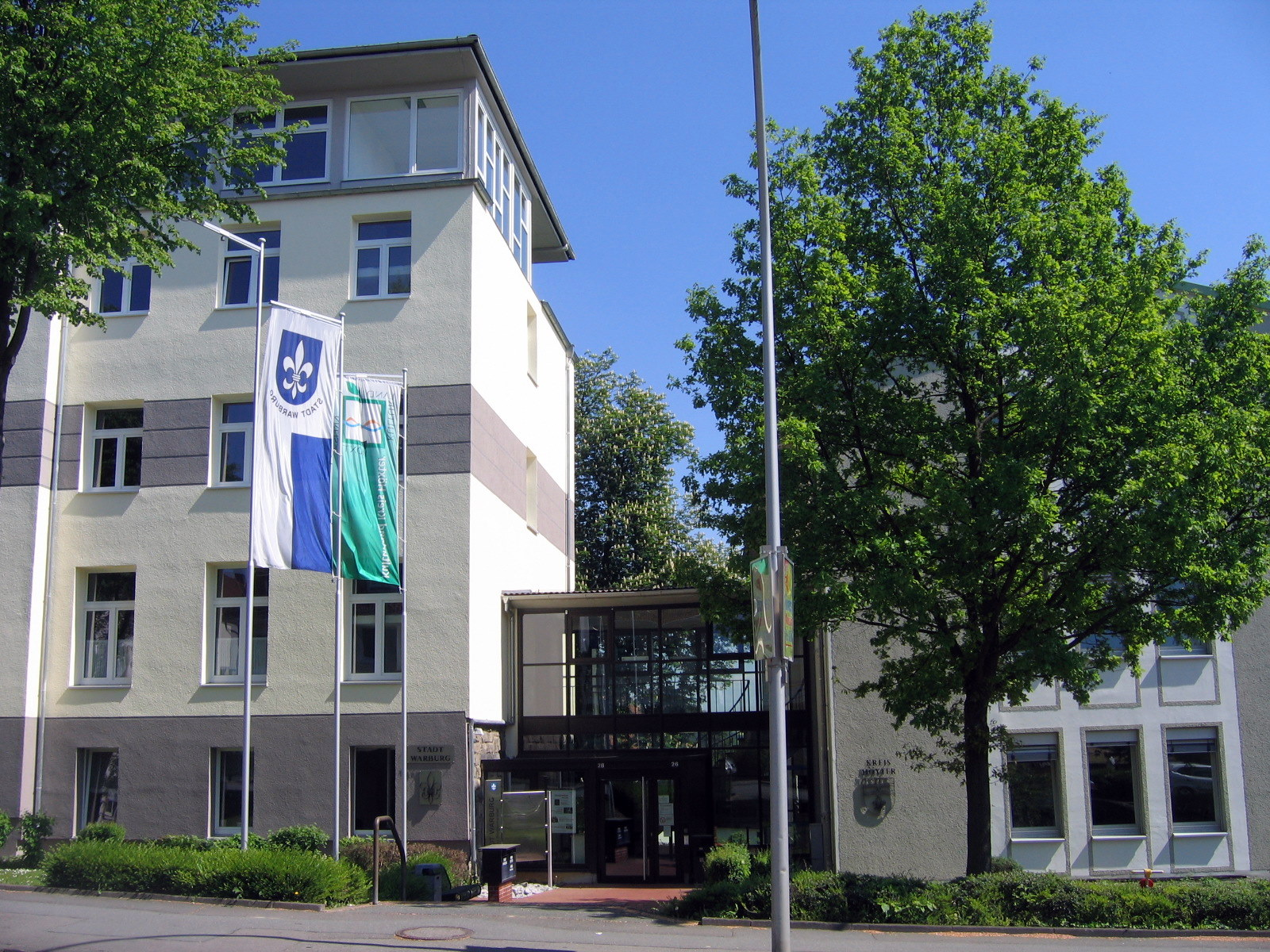
ヴァールブルク市庁舎（左）とヘクスター郡役場ヴァールブルク支所（右）

#### 官公庁
ヴァールブルク市庁舎はバーンホーフ通り 28番地のかつての郡庁舎に入っている。ノイシュタットのラートハウスは19世紀から式典会場として用いられている。アルトシュタットのラートハウスにはレストランが入居している。市議会は、ヴァールブルク銀行の会議場で行われている。ヴァールブルク市庁舎の隣にヘクスター郡役場のヴァールブルク支所がある。
カッセラー通りの旧アムト・ヴァールブルク＝ラントの行政庁舎は現在、民間の所有物となっている。このアムトは、1975年以降はヴァールブルク市の行政機構に統合された。

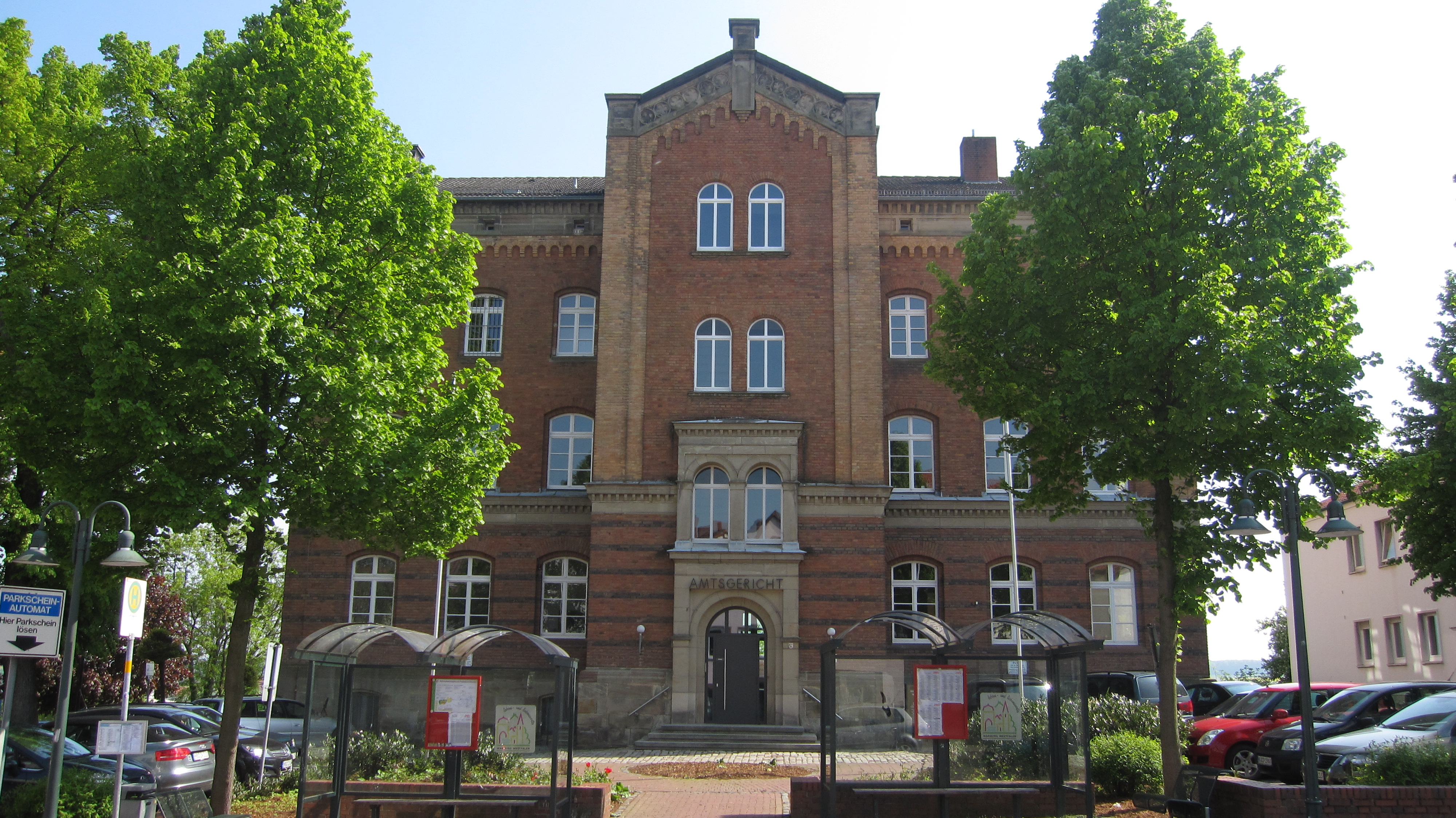
ヴァールブルク区裁判所

プール広場のヴァールブルク区裁判所は、パーダーボルン地方裁判所管区に属し、ヴァールブルク市およびボルゲントライヒ、ヴィレバートエッセンを管轄している。建物は1860年から1862年にプロイセン・バロック様式で建設された。以前はノイシュタットのラートハウスに裁判所があった。プロイセンにより排除されていた間は、一時的にギムナジウム・マリアヌム内に入っていた。
シュテルン通りのヴァールブルク税務署は第二次世界大戦後に建設された。
ヘクスター郡警察署に属す警官派出所がプロツェッションスヴェークに存在している。
職業安定所の建物は、ヴァールブルクのウンター通りにある。
デトモルト行政管区の支所第33部門の農業管理局は、2009年まではプロツェッションスヴェークにあり、その後ビーレフェルトに移転した。この建物には現在、オストヴェストファーレン＝リッペ大学の一部が入居している。

#### その他の機関
土着の、あるいはかつて土着だった野生動物種が生息する猟獣生息区域は、ヴァールブルク＝シェルフェーデのノルトライン＝ヴェストファーレン州森林・木材公社ハンマーホーフ森林情報センターに属している。
ヴァールブルクには 12館の公共図書館があり、市区と相互に協力して全体のインターネットカタログを作成している。多くをカトリック教会、自治体と福音主義教会が1館ずつを運営し、市区に分散している。メディアの総数は 32,000点である。
ヴァールブルク市は、中世にはすでに市民による組織化された消防能力を有していた。プロイセンの火災法により、19世紀初めに周辺の町村でも消防団を設けることが義務づけられた。1850年頃からオッセンドルフとシェルフェーデで最初の消防団が形成された。1870年から1871年の普仏戦争後、たとえばヴォルメルン地区のように、元兵士らがフランスのポンプ隊をモデルに消防団を結成した。最も南の市区でツヴィステ川の畔にあたるヴェルダでは、1882年に消防隊の記録がある。ヴァールブルク中核市区の消防団は1889年に設立された。23棟の建物が犠牲になった1912年のホーエンヴェーペルの大火後、デッセル、ホーエンヴェーペル、メンネで消防団が結成された。
ヴァールブルク市の消防団は、ヴァールブルク消防団とアムト・ヴァールブルク＝ラントの各集落の消防団から1975年に設立された。シェルフェーデとヴァールブルクの消防団は消防隊、その他は消防班として組織されている。

### 教育

#### 教育史とかつての教育施設
最初の学校教育は、教区学校で行われた。この学校はアルトシュタット、ノイシュタットのどちらの教区にもあり、14世紀に市立学校に改変された。ヴァールブルクの学校に関する最も古い証拠は1317年に遺されており、1436年にはアルトシュタットおよびノイシュタットのそれぞれの学校について記述がグローター・ブレフになされている。16世紀には、特にオットー・ベックマンによって人文主義教育がなされた。
女子教育については、14世紀にノートルダム教育修道女会が初めてこれに携わった。公共の女子教育は、1665年になって初めて行われた。周辺町村の一般学校教育は17世紀から始まった。
旧農業学校は1885年から1971年まで存在した。この学校はドイツで最も古い農業学校の一つに数えられ、初年度はラントヴィルトシャフトリッヒェ・ヴィンターシューレ（冬の農業学校）と称した。創立時の学校長はアルトシュタットのカプラン・クレケラーであった。この学校の運営事務局には学校長の他に市長、郡長、3人の農場主が名を連ねた。授業は初め、両市間の旅館で行われたが、その後冬にアルトシュタットの様々な家を移りながら行われた。上級学校の教師数名がこの授業を手伝った。数年後、ラントフルトヴェークの出稼ぎ労働用住宅が校舎として使われるようになり、1922年に旧バーンホーフスヴェーク 38番地の新しい建物に移転した。学生数の増加に伴い、寄宿舎が造られた。2年制のヴィンターシューレは、低学年と上級学年からなっていた。学生数は初年度（1885年/1886年）の23人から145人（1920年/1921年）の間を推移した。1927年から、家政学を専門とする女子部が創設された。女子部の授業はカッセラー通りの建物で行われたが、1955年/1956年から農業学校近くの新しい建物で行われるようになった。

#### 現在の教育機関

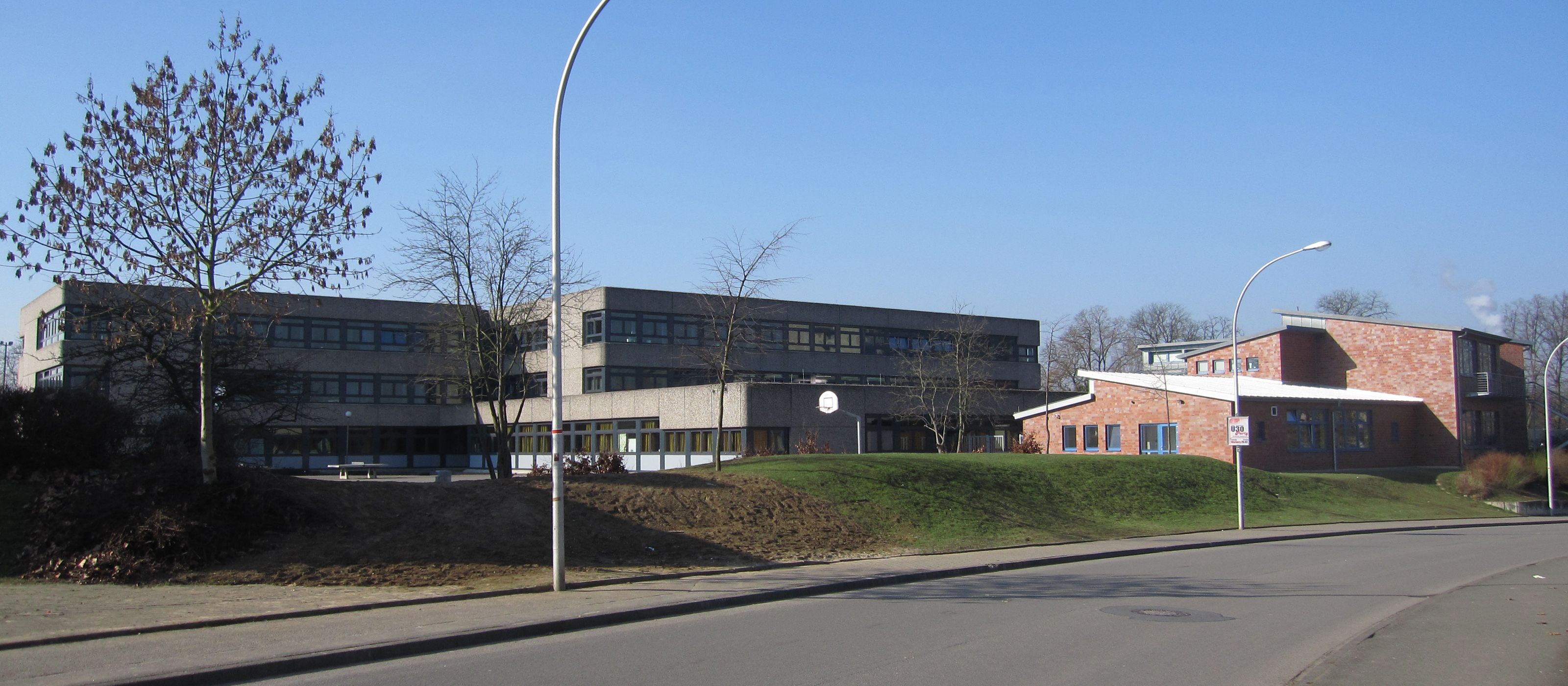
ヴァールブルクの本課程学校・実科学校複合体

現在本市には、合わせて 13校の一般学校がある。このうち 5校が基礎課程学校、2校が本課程学校、1校が実科学校、2校がギムナジウム、3校が養護学校である。2013年現在、本市には 311人の教員と 3,544人の児童・生徒がいた。児童・生徒のうち、855人が基礎課程学校に、224人が本課程学校に、428人が実科学校に、1,524人がギムナジウムに、363人が養護学校に在籍していた。
ギムナジウム・マリアヌムは、地域を超えて有名な人文主義のギムナジウムであった。生徒数の増加に伴って、市内に寄宿舎に類似した施設が設けられた。現在、マリアヌムは約 590人の生徒を擁する州で有名なギムナジウムである。

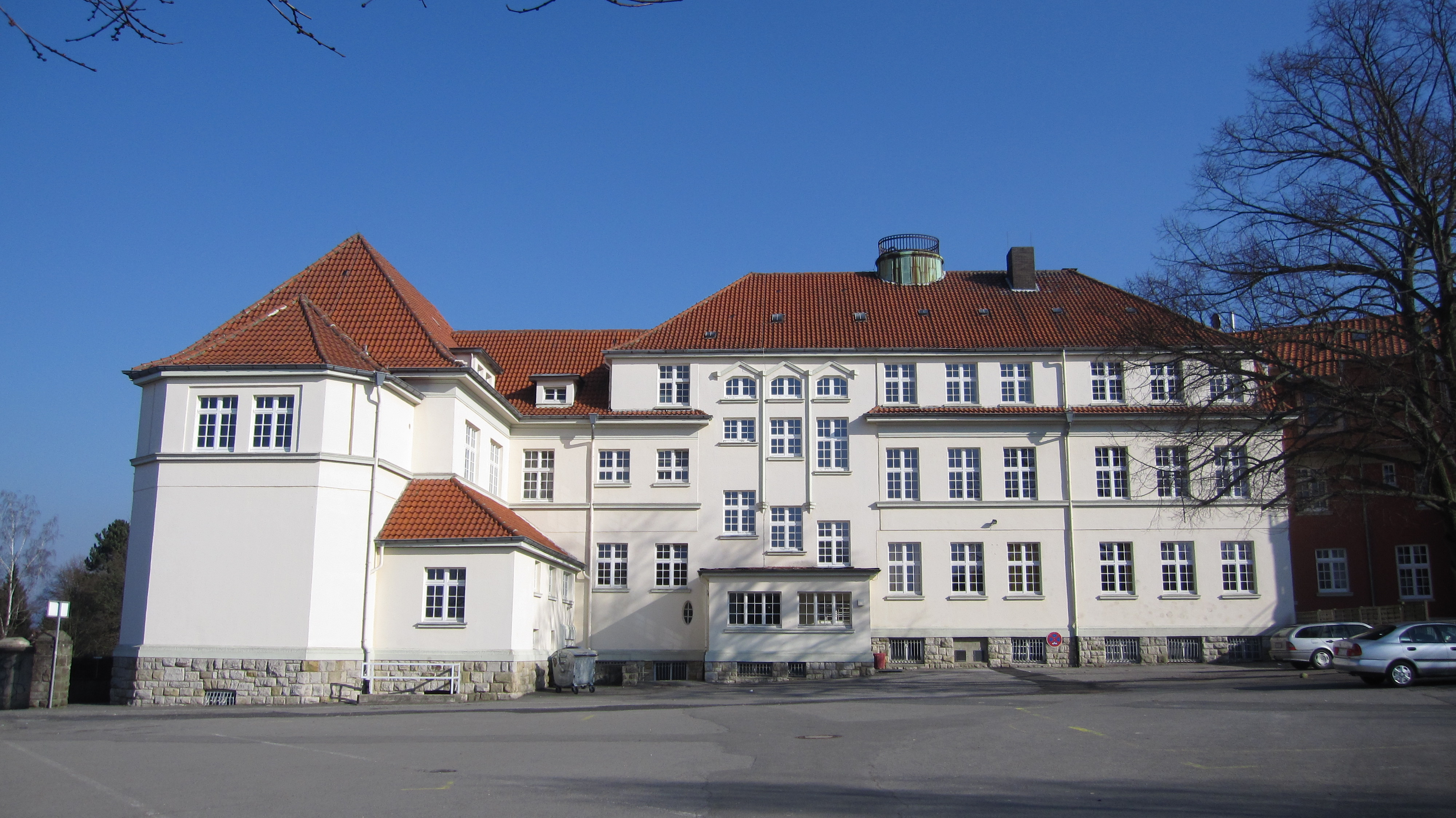
ヒュッフェルトギムナジウムの旧校舎

現在のヒュッフェルトギムナジウムは長らく女子中等学校であった。1955年に女子ギムナジウムになった。現在は、女子と若年者向けのギムナジウムとなっている。
ヴァールブルク市のグラーフ＝ドーディコ＝ヴェークにあるカトリック系基礎課程学校グラーフ＝ドーディコ＝シューレは、1894年に当時のシュールヴェークにノイシュタットシューレという名前で開校した。1975年の市の再編時に、この通りは、ブルクベルクに建つヴァールブルク城の建設者にちなんでグラーフ＝ドーディコ＝ヴェークと改名された。2007年9月7日には学校も同様に改名された。

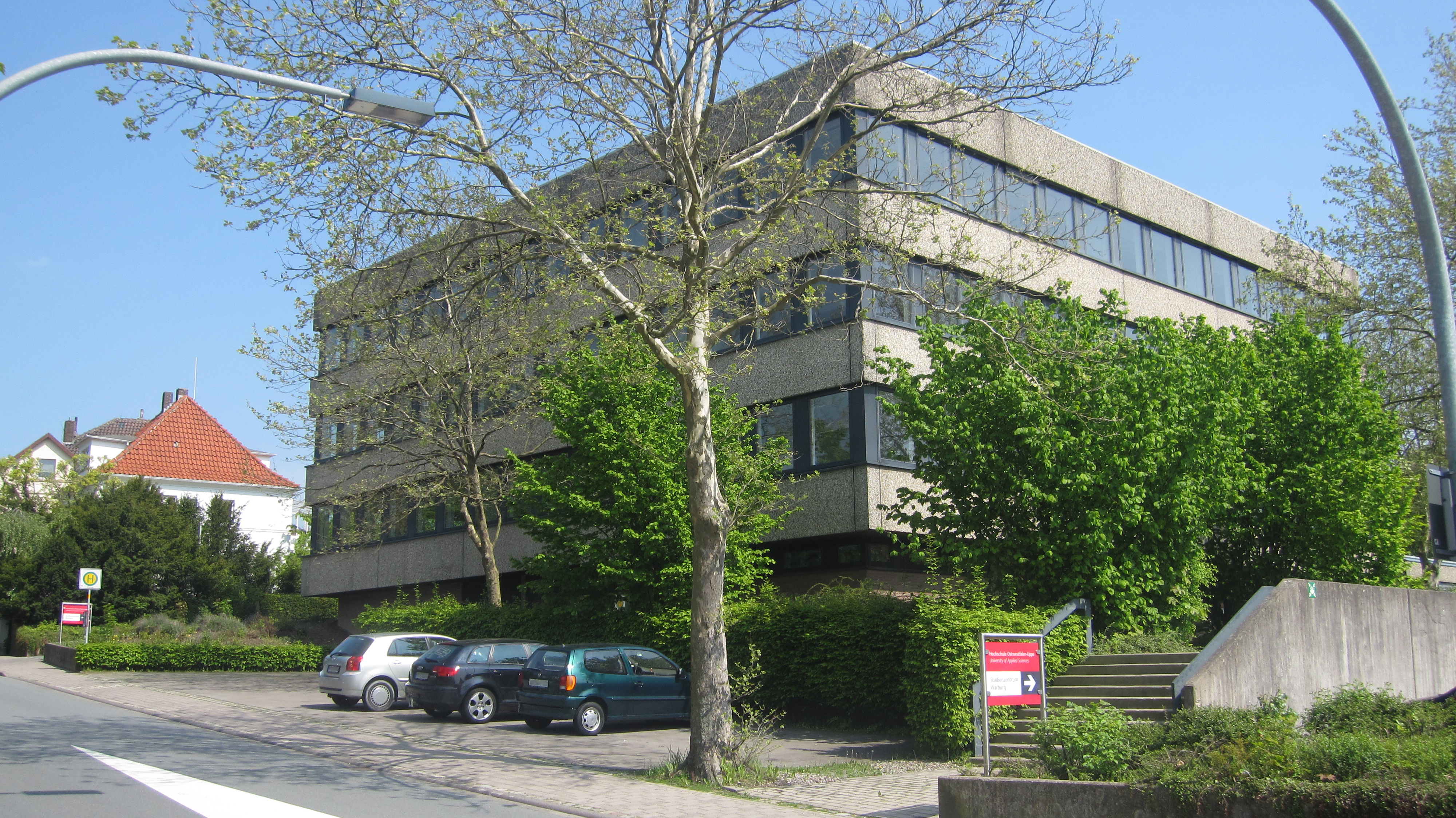
オストヴェストファーレン＝リッペ大学ヴァールブルク・キャンパス

ヴァールブルクは、2009年からオストヴェストファーレン＝リッペ大学のキャンパス所在地となった。この大学はこの他にレムゴー、ヘクスター、デトモルトにキャンパスを有している。ヴァールブルクでは、2013/2014年の学年まで、電気工学、機械工学、メカトロニクス、生産工学、経営工学といった学士課程があり、企業と共同で行うデュアル学習過程もあった。2014/2015年の冬学期からヴァールブルク・キャンパスでは新たにBWL für KMU（中小企業のための経営工学）という学士課程も用意された。ヴァールブルク学習センターは、プロツェッションスヴェーク 1番地の旧農業監督局の建物内にあり、2010年から大学の活動に利用されている。
ヴァールブルクには子供の早期教育機関、学齢前教室が数多くある。ヒュッフェルトの Chavinstift の幼稚園、ヴォルメルンのクライネ・コーボルデ幼稚園、ダーゼブルクの幼稚園、ヴェルダの市立アドルフ＝コルピング幼稚園などである。
養護学校は、学習障害者のためのアイゼンホイストシューレ、身体および精神障害者のための養護学校を含む聖ラウレンティウス治療教育センター (HPZ)、ペトルス＝ダミアン＝シューレである。職業学校は、ヘクスター郡の職業専門学校および職業専門高等学校であるヨハン＝コンラート＝シュラウン職業補習専門高等学校と社会教育学の専門学校であるテレージア＝ゲルハルディンガー職業補習専門高等学校がある。
旧農業学校の建物は、職業訓練企業の tbz 教育 gGmbH が利用している。訓練対象者は、学校で問題を抱えた訓練生や求職者たちである。
ヴァールブルク音楽学校 gGmbH は、1968年に設立されたヴァールブルク市の音楽学校である。2005年に公益法人に改組された。ヤマハ音楽学校ヴァールブルクは、2005年10月から開業している民営の音楽学校である。
ヴァールブルクは、成人教育を目的として活動している市民大学目的連合のディーメル＝エッゲ＝ヴェーザー市民大学に参加している。かつてのハルデハウゼン修道院内には、青年の家を含むパーダーボルン大司教の教育機関であるハルデハウゼン農民大学がある。

## 人物

### 出身者

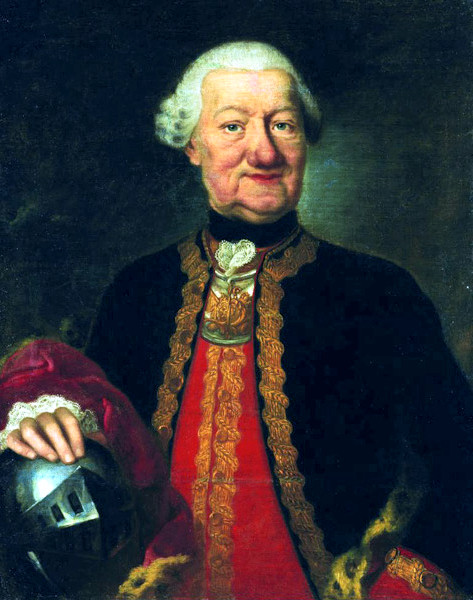
ヨハン・コンラート・シュラウン

- アントニウス・コルヴィヌス（1501年 - 1553年）ルター派の神学者
- アントニウス・アイゼンホイト（1553年または1554年 - 1603年）金細工師、銀細工師、銅版画家
- ヨハン・コンラート・シュラウン（ドイツ語版）（1695年 - 1773年）バロックの建築家
- カスパー・フォン・ガイスマー（ドイツ語版、英語版）（1783年 - 1848年）ロシアの将軍
- イグナーツ・ウルバン（1848年 - 1931年）植物学者
- ヘルマン・オッペンハイム（1857年 - 1919年）神経学者
- マンフレート・グローテ（1939年 - ）パーダーボルン司教区の補佐司教
- クラウス・ディンガー（ドイツ語版、英語版）（1946年 - 2008年）ギタリスト。クラフトワーク、ノイ!、ラ・デュッセルドルフのメンバーであった。

### ゆかりの人物

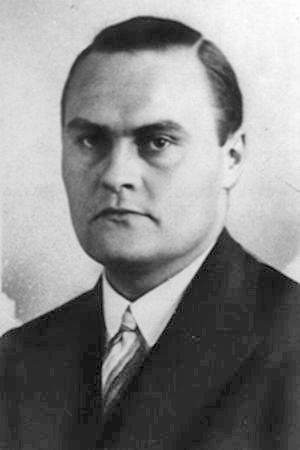
ヨーゼフ・ヴィルマー

- ヨーゼフ・ヴィルマー（ドイツ語版、英語版）（1901年 - 1944年）弁護士、反ナチ運動家。父親がギムナジウム・マリアヌムの校長であり、現在同ギムナジウムに記念碑が建っている。
- クリストフ・シェーンボルン（1945年 - ）ウィーン大司教。1963年にヴァールブルクでドミニコ会に入会した。

## 関連図書
ヴァールブルク中核市区
- Adolf Gottlob: Geschichte der Stadt Warburg. In: Sonderdruck zweier Artikel aus WZ BD, 90 u. 91, 1930/1. Regensbergsche Buchhandlung, Münster 1936 (ULB Münster).
- Bernd Heintze: Warburg. Bonifatius Verlag, Paderborn 1996, ISBN 3-87088-942-X.
- Franz Mürrmann (Hrsg.): Die Stadt Warburg 1036–1986. Beiträge zur Geschichte einer Stadt. 2. Bde, Hermes Verlag, Warburg 1986.
- Heinrich Fischer, Fritz Quick, Wilhelm Marré, W.Strümper (Hrsg.): Die Chroniken der Stadt Warburg. Warburg 2002, ISBN 3-932121-07-4.
- Berthold Zünkler: Warburg – in jenen Tagen. Das Kriegsende 1945 im Altkreis Warburg. Hermes Verlag, Warburg 1995, ISBN 3-922032-37-0.

周辺市区
- Wilhelm Schwarze: Chronik der Gemeinde Scherfede: Bilder aus Scherfedes vergangenen Tagen. Warburg 1956.
- Anton W. Plass, Vereinigung d. Heimatfreunde Warburg (Hrsg.): Ossendorf, Kreis Warburg (Westfalen): ein Heimatbuch. 1966.
- Bruno Hake: Welda. Ein Dorf zwischen Adel und Kirche. Hermes Verlag, Warburg 1994, ISBN 3-922032-29-X.
- Wilhelm Bockelkamp: Wormeln. Aus der Geschichte von Kloster und Dorf. Hermes Verlag, Warburg 1996.

経済史
- Walter Strümper: Einhundert Jahre Elektrizität in Warburg: Ein Beitrag zur Wirtschafts- und Sozialgeschichte. ESC-Verlag, Warburg 1996, ISBN 3-932121-00-7.
- Walter Strümper: Vom Stadtboten zum Postamt. Geschichte der Post im Warburger Raum. Hermes Verlag, Warburg 1988, ISBN 3-922032-14-1.

ヴァールブルクのユダヤ史
- Hermann Hermes: Deportationsziel Riga. Schicksale Warburger Juden. Hermes Verlag, Warburg 1982, ISBN 3-922032-03-6.

建築史
- LWL (Hrsg.): Die katholische Pfarrkirche St. Johannes Baptist in Warburg,- Neue Erkenntnisse zur Baugeschichte und Ausstattung. Münster 2006.
- Elmar Nolte: Zum Profanbau der mittelalterlichen Stadt Warburg, in: Die Stadt Warburg 1036–1986, Band 2. Hermes Verlag, Warburg 1986, ISBN 3-922032-07-9.

時代別
- Erwin Dübbert (Hrsg.): Ossendorfer Heimatblätter; Historisches und Aktuelles aus Ossendorf und Westfalen.
- Bruno Hake (Hrsg.): Weldaer Heimatblätter.
- Walter Strümper (Hrsg.): Aus Calenbergs vergangenen Tagen. Mitteilungsblatt und Heimatbrief des Ortsheimatpflegers.

これらの文献は、翻訳元であるドイツ語版の参考文献として挙げられていたものであり、日本語版作成に際し直接参照してはおりません。

### 訳注
1. ↑  ランデスリーガは7番目、ベツィルクスリーガは8番目、クライスリーガAは9番目のリーグである